# Léon Spilliaert
Léon Spilliaert (Oostende, 28 juli 1881 – Brussel, 23 november 1946) was een van de voornaamste Belgische beeldende kunstenaars uit de eerste helft van de twintigste eeuw.  Hij was actief als tekenaar, illustrator, lithograaf en kunstschilder.
In zijn beginperiode droeg hij bij tot de ontwikkeling van het symbolisme in de beeldende kunst in België. In tegenstelling tot andere Belgische symbolisten, zoals Xavier Mellery en Fernand Khnopff, volgde Spilliaert een andere en eigenzinnige weg bij de interpretatie van de wereld rondom hem. Hij deed dit door evocatie van stemmingen die hij "verwoordde" in zijn werk met een minimum aan middelen. Eigentijdse kunstcritici, zoals Karel van de Woestijne, interpreteerden zijn stemmingen dan ook als een "literaire realisatie", eerder dan als het werk van een "schoon schilder". 
Zijn werk is moeilijk in één stijl onder te brengen en blijft een buitenbeentje in de Belgische schilderkunst, wars van invloeden van de vele andere kunststijlen uit zijn tijd. Zijn beste periode ligt vòòr 1914 als excentrieke ziener van een vreemde realiteit.

## Levensloop

### Vroege jaren
Zijn vader Leonard-Hubert Spilliaert (1851-1928) baatte een kapperszaak annex parfumerie uit in de Oostendse Kapellestraat en creëerde eigen parfums zoals Brise d'Ostende. Hij was hofleverancier van koning Leopold II. Léons moeder Leonie Jonckheere (1853-1937), streng katholiek opgevoed, hield zich, volgens de normen van de tijd, op de achtergrond. De jonge Léon, de oudste van zeven kinderen, ging naar school in het Onze-Lieve-Vrouwecollege, waar ook James Ensor leerling was geweest, twintig jaar vroeger. Net als Ensor, was hij ook maar een matige leerling. 

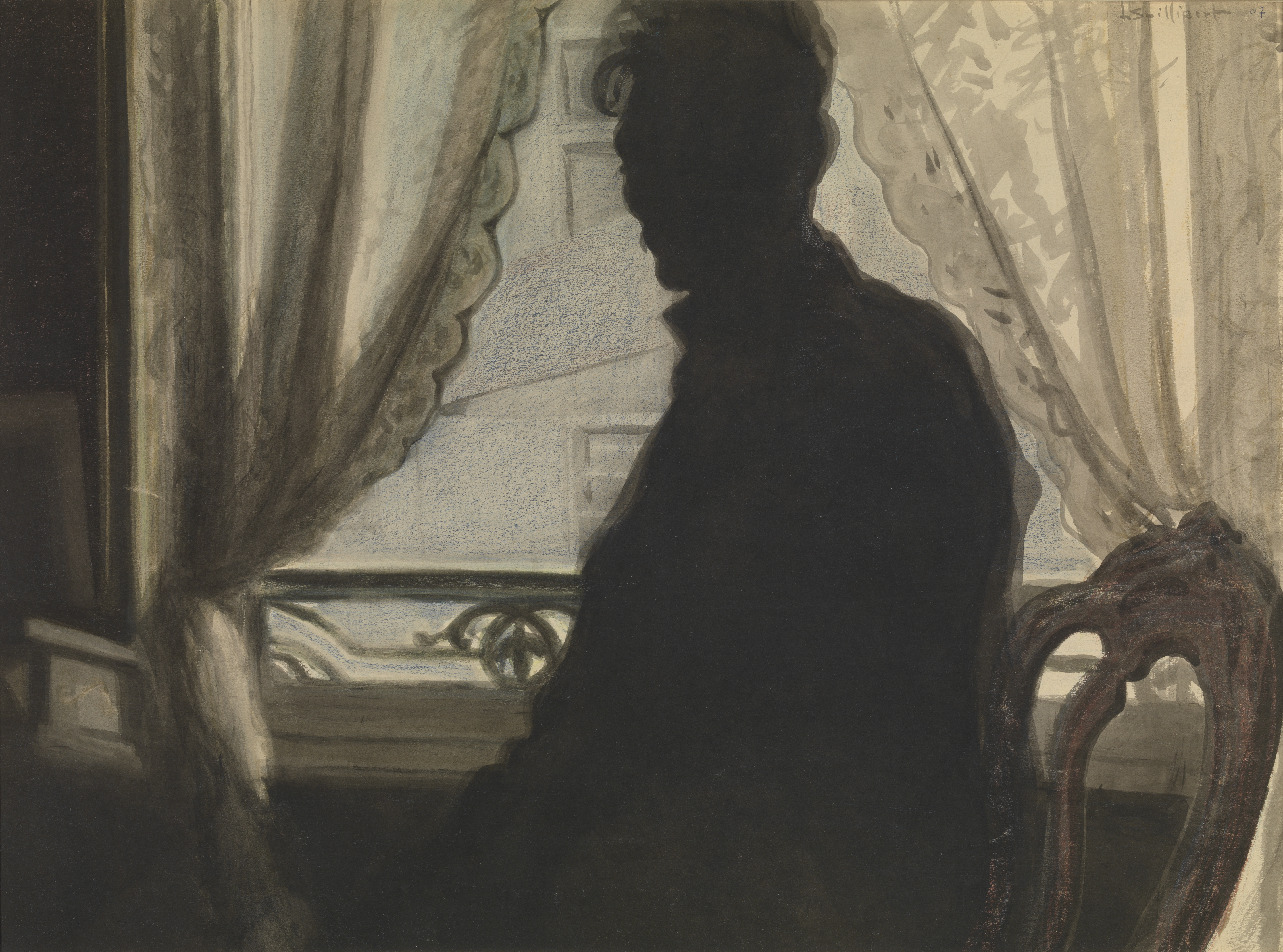
Silhouet van de schilder, 1907, MSK, Gent

De jonge Spilliaert had van nature een artistieke aanleg. Getuige daarvan zijn zijn schoolschriften die uitvoerig verlucht waren met schetsen. Toen hij 18 jaar was, in 1899, liet hij zich inschrijven aan de Kunstacademie te Brugge als leerling bij Pieter Raoux. Enkele medeleerlingen waren Léon Slabbinck en Cornelis Leegenhoek. Maar dit bleek vlug een ontgoocheling en hij verliet de academie al in januari 1900. Om deze reden beschouwt men Spilliaert veeleer als een autodidact. Hij verwierp de eigentijdse klassieke kunstrichtingen die streefden naar een geïdealiseerde beeldweergave. Hij verkoos spontaan werk uitgaande van zijn eigenzinnig zelfbeeld en zijn introverte, melancholische aanleg.

### 1900-1908: weinig opgemerkt
In 1900 bezocht hij, met zijn vader, de Wereldtentoonstelling te Parijs. Hij ontdekte er een staalkaart van de Europese hedendaagse kunst in de kunstwerken van Jan Toorop, Giovanni Segantini, Ferdinand Hodler, Gustav Klimt, Aubrey Beardsley en Walter Crane. Dit bezoek is waarschijnlijk beslissend geweest in het ontwikkelen van zijn toekomstplannen.

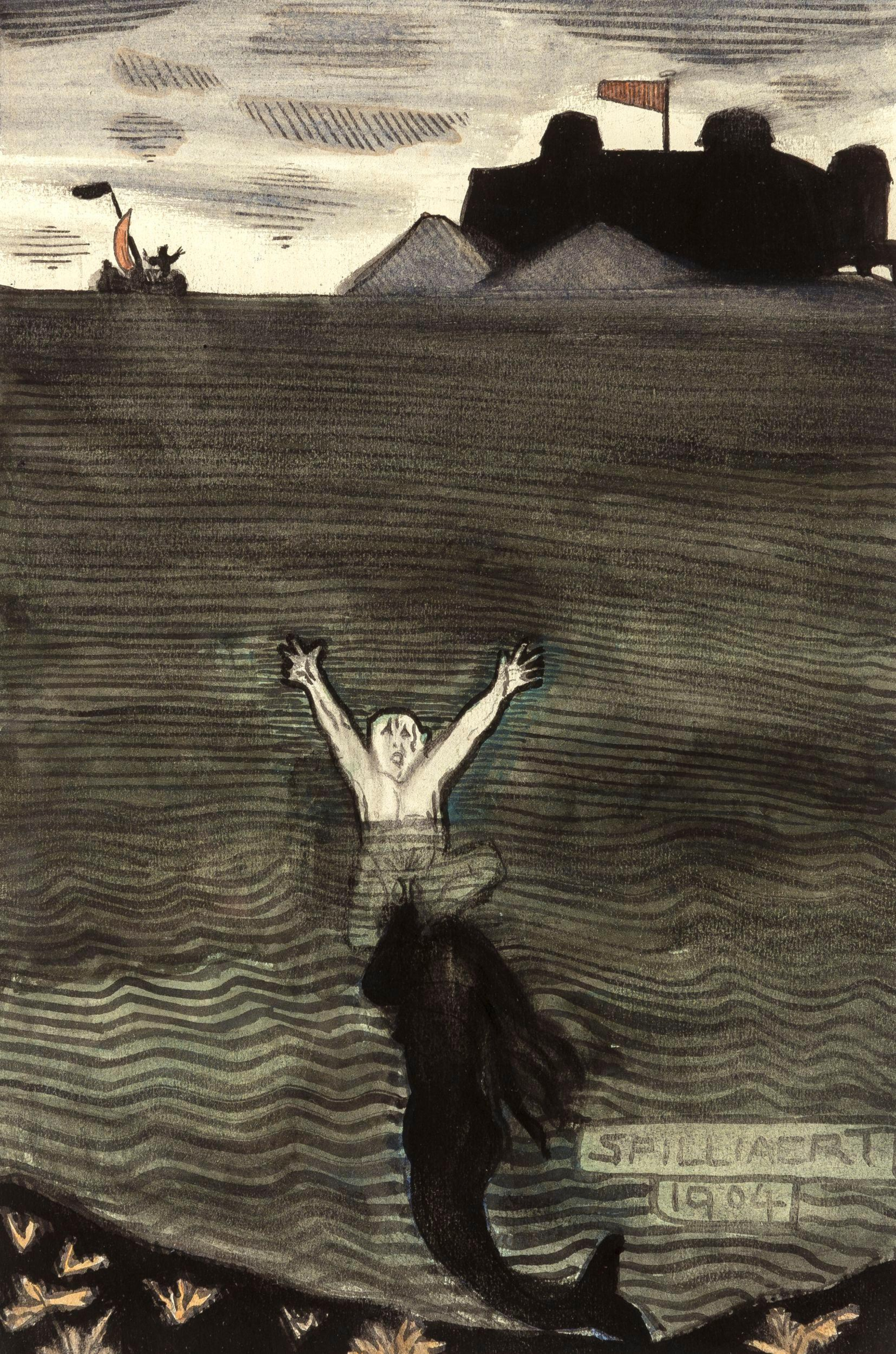
De roep van de zeemeermin. De verdrinking, 1904

Spilliaert had al in zijn jeugd veel gelezen. Hij bezat in zijn bibliotheek boeken van Edgar Allan Poe, Maurice Maeterlinck en ook de klassieke Latijnse auteurs zoals Ovidius en Vergilius. Hij had een voorkeur voor de symbolisten en bewonderde Friedrich Nietzsche. Hij bezat verscheidene boeken in Franse vertaling van deze schrijver, van wie ideeën met een existentieel en tegendraads karakter een grote invloed hadden op Spilliaert. Hij maakte een aantal portretten van de denker. Het eerste dateert uit 1899 en gaf een beschaafd beeld weer van de filosoof; latere portretten, zoals De denker uit september 1901 (later aangekocht door de uitgeverij Deman), toonden, in een wirwar van gekrulde lijnen, een getormenteerde Nietzsche. Hier toonde Spilliaert reeds zijn diepe, visionaire originaliteit, uitgedrukt met Oost-Indische inkt en zwart krijt in een eigen, vlotte tekenstijl. Zwarte en donkere kleuren zullen zijn werken in zijn eerste jaren tekenen. In latere jaren en tot op het einde van zijn leven las Spilliaert graag in het Journal van de Franse schilder Eugène Delacroix, waarin deze zijn ideeën uitdrukte over schilderkunst, poëzie en muziek
Minder gekend is dat Spilliaert in de periode 1900 tot 1910 een aantal teksten en voornamelijk gedichten met een atheïstische strekking heeft geschreven. Maar hij heeft deze teksten later vernietigd.

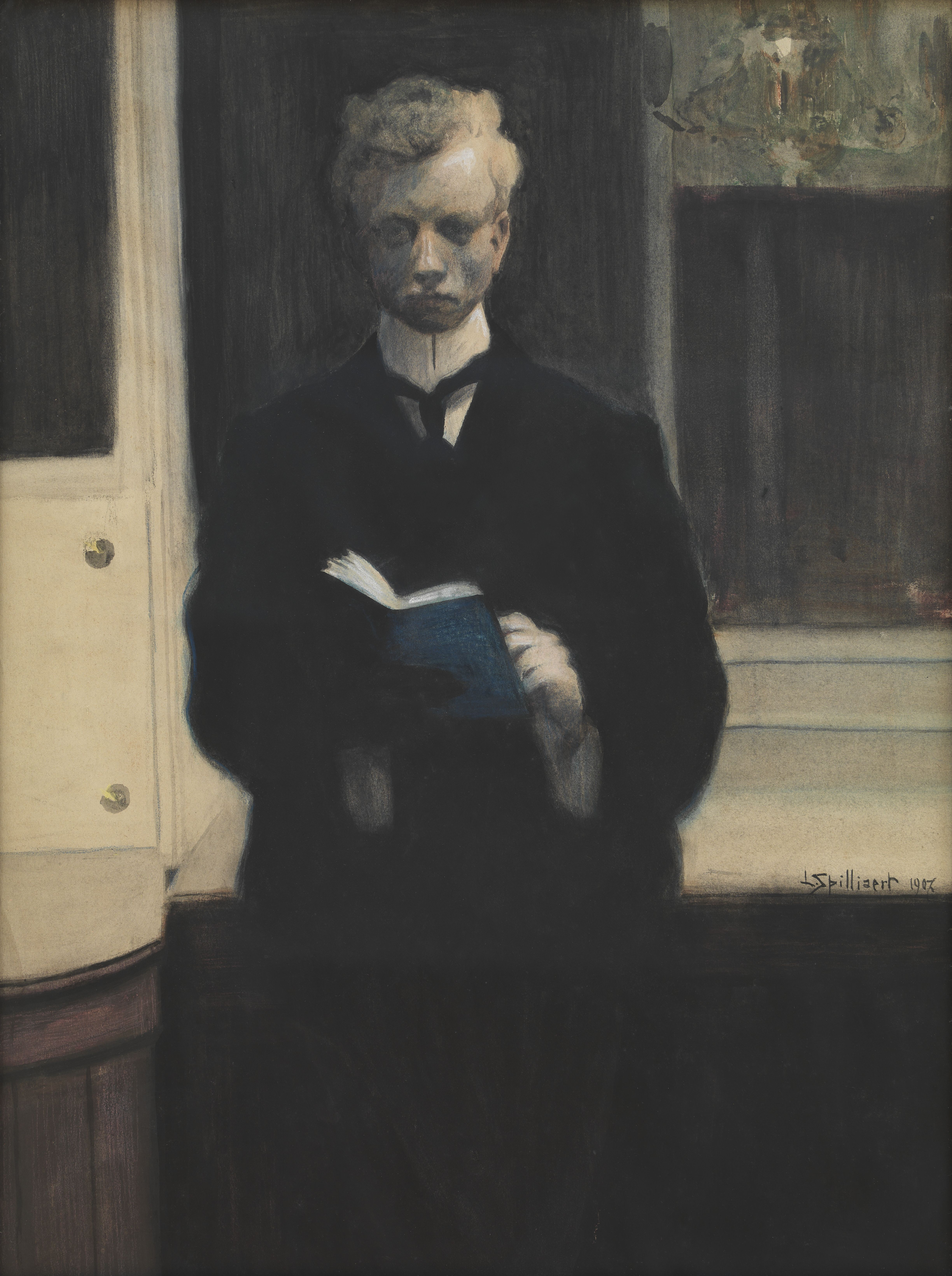
Zelfportret met blauw schetsboek, (1907), KMSKA Antwerpen

Deze eerste jaren waren zijn beste jaren, maar hij bleef onopgemerkt. Hij produceerde wel zonder verpozen een groot aantal tekeningen maar was niet geïnteresseerd in een tentoonstelling. Hiervoor was hij te introvert. Hij twijfelde voortdurend aan zichzelf en was onderhevig aan wisselende gemoedstoestanden. Hij tekende met zijn doordringende blik zijn eigen wereldje rondom hem in een verfijnde, geïnterpreteerde en uitgepuurde weergave. Zijn marines uit deze tijd zijn eenvoudige, maar toch poëtische composities uitgevoerd met pastel in lichte kleuren.
Van september 1902 tot in januari 1904 was hij in dienst bij de toen bekende Brusselse uitgever, boekhandelaar en kunstkenner Edmond Deman, eerst in los verband en vanaf februari 1903 in vaste dienst. Via Deman kwam Spilliaert in contact met het kunstenaarsmilieu van Brussel en maakte kennis met Maeterlinck en de Franstalige dichter en kunstcriticus Emile Verhaeren. Deman was promotor en verzorgde de public relations van een aantal schilders uit zijn tijd. Samen met werken van James Ensor, Georges Lemmen, Fernand Khnopff en Théo van Rysselberghe, werden ook enkele werken van Spilliaert te koop aangeboden in het grafisch kabinet van deze uitgever, maar zonder succes. In tegenstelling tot de tolerante houding van zijn eigen familie, kreeg Spilliaert wel het vertrouwen in zijn talent en later zelfs de vriendschap van Deman. Samen met het verrijkend contact met de vele kunstenaars en schrijvers uit de vriendenkring van Deman, betekende deze episode een beslissende schakel in zijn loopbaan.

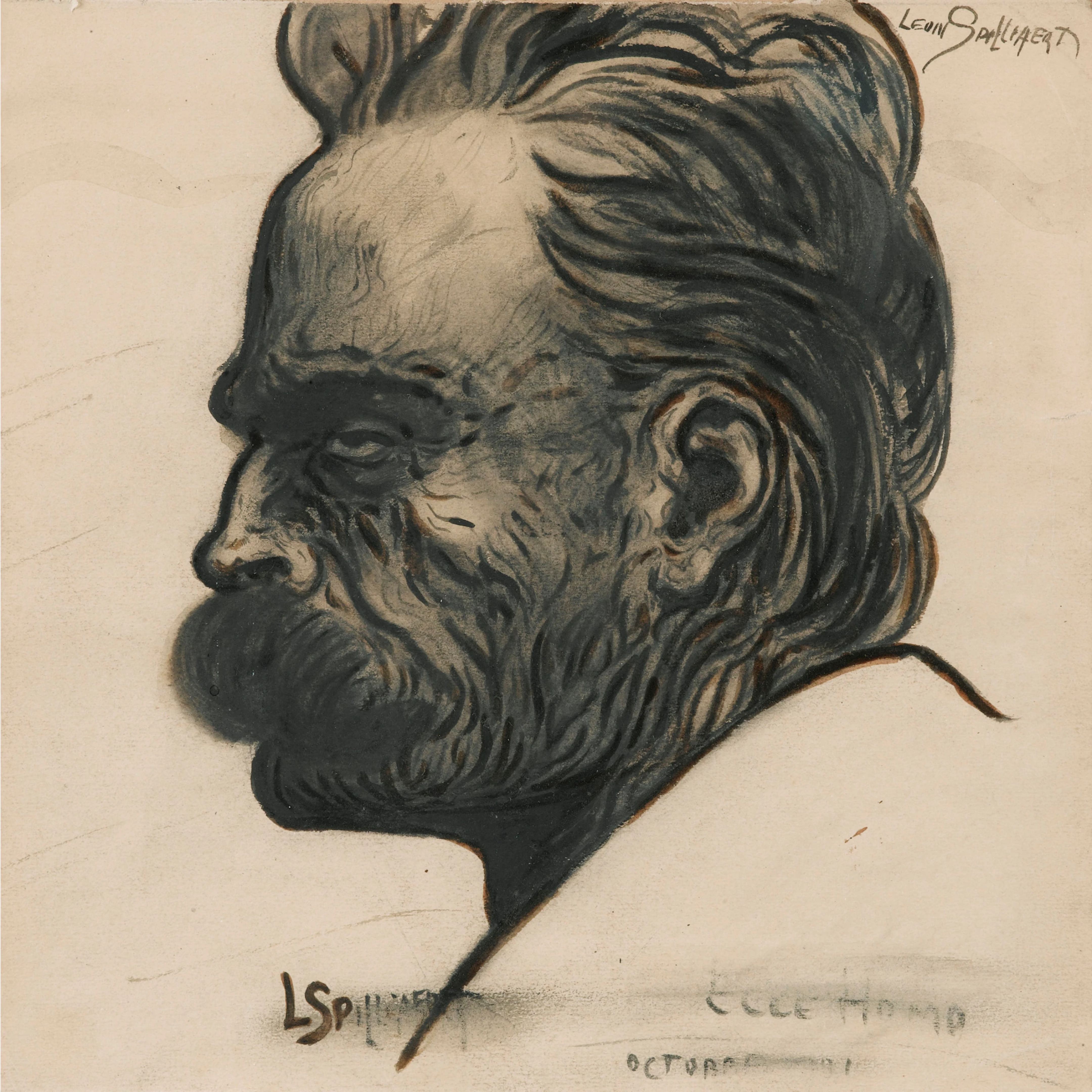
Ecce Homo (Portret van Friedrich Nietzsche), (1901)

In deze periode ontstond er een verhouding met Paulette, de zeventienjarige dochter van zijn werkgever, die evenwel uitliep op een sentimentele ontgoocheling, waardoor hij lange tijd gedeprimeerd raakte. Hij was al neerslachtig en had een hypergevoelige natuur, twijfelde aan zichzelf en bovendien had hij als kunstenaar niet het minste succes. Getuige hiervan is een zelfportret uit ca. 1903 waarop hij toen reeds zichzelf afbeeldt met zwart omrande ogen en holle wangen (Entwistle Gallery, Londen). Hierna poogde hij in Congo-dienst te raken, maar ook dit lukte niet, op grond van zijn wankele gezondheidstoestand: hij leed aan astma en had last van maagstoornissen.
Spilliaert maakte, aangespoord door zijn uitgever, een groot aantal dromerige aquarellen van landschappen en figuren in Oost-Indische inkt voor de drie volumes van het Théâtre van Maeterlinck, luxe-uitgaven gepubliceerd door Deman in 1901-1902. In 1903 verzorgde hij eveneens de illustraties van twee gedichtenbundels van Verhaeren, nl. Pour les Amis du Poète en Petites Légendes. Hij voelde zich nauw verbonden met de symbolistische stemming en beeldspraak van deze auteurs. Trouwens, dergelijke illustratieopdrachten zou hij blijven voortzetten in zijn verder leven, zij het wellicht uit geldnood. Tevens maakte hij een aantal tekeningen en aquarellen die op hun werken waren gebaseerd. Zij kenden echter weinig succes en slechts enkelen werden ook afgedrukt. Zoals met zijn andere werken, was Spilliaert hier ook zijn tijd ver vooruit.

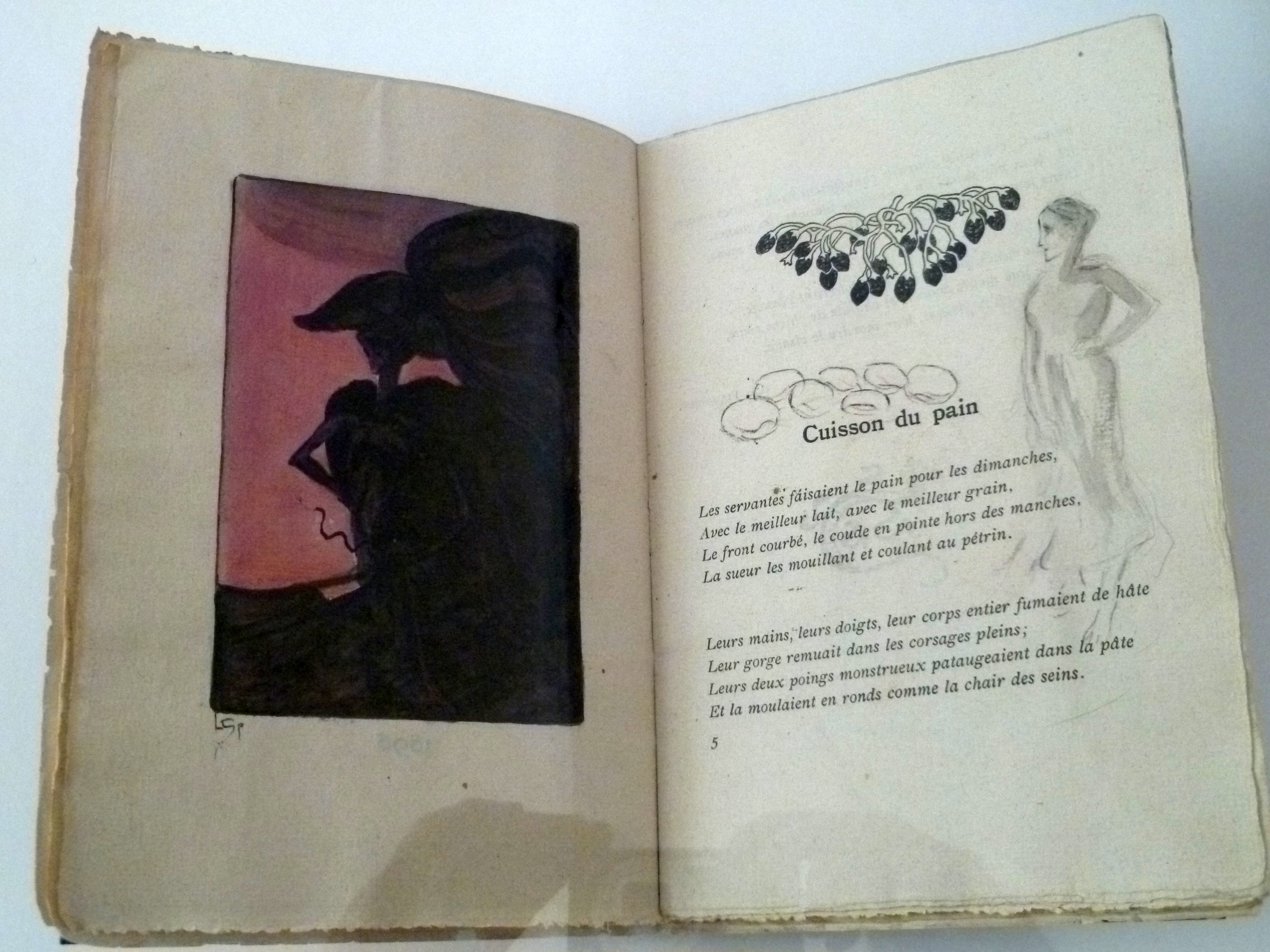
Pagina uit Petites Légendes door Emile Verhaeren (1903) met illustraties door Léon Spilliaert

Met een aanbevelingsbrief van Deman bij zich, probeerde Spilliaert in januari 1904 zijn geluk in Parijs, op zoek naar een uitgever of drukker van kunstboeken. Hij ontmoette in Saint-Cloud Verhaeren, die hem sterk aanmoedigde en hem introduceerde in het Parijse kunstmilieu. Hij ontwikkelde een hechte vriendschapsband met deze schrijver en dichter. Verhaeren kwam trouwens later regelmatig op bezoek bij Spilliaert in Oostende. Verhaeren was een pionier van het Belgisch literair symbolisme. Vanuit zijn bewondering voor de dichter heeft Spilliaert hem enkele keren geportretteerd. Verhaeren bracht hem in contact met een aantal kunsthandelaars, onder anderen Clovis Sagot, die ook verkoper was voor de werken van Pablo Picasso, en die toch erin slaagde enkele tekeningen van Spilliaert te verkopen. Die samenwerking met Sagot leverde in de volgende jaren regelmatig Parijse kopers op, die zelfs Spilliaert in Oostende kwamen opzoeken. Al vroeg, en zeker vanaf 1913, verkocht Spilliaert meer in Parijs dan in België.
Uiteindelijk was Parijs geen echt succes. In november 1904 verliet hij Parijs en keerde terug naar de ouderlijke woning in Oostende. Tot aan zijn huwelijk in 1916 ging hij elk jaar voor korte tijd terug naar Parijs of naar het zuiden van Frankrijk. Hij maakte in die tijd kennis met Pablo Picasso en Max Jacob.
In 1905 was Spilliaert nog altijd bij het grote publiek een onbekende kunstenaar. Zelfs op de internationale "Salons van Hedendaagse Kunst" in 1905, 1906 en 1907 in zijn thuisstad Oostende was hij niet vertegenwoordigd. Hij was ook geen lid van de lokale kunstkring Cercle Artistique (gesticht in 1908).

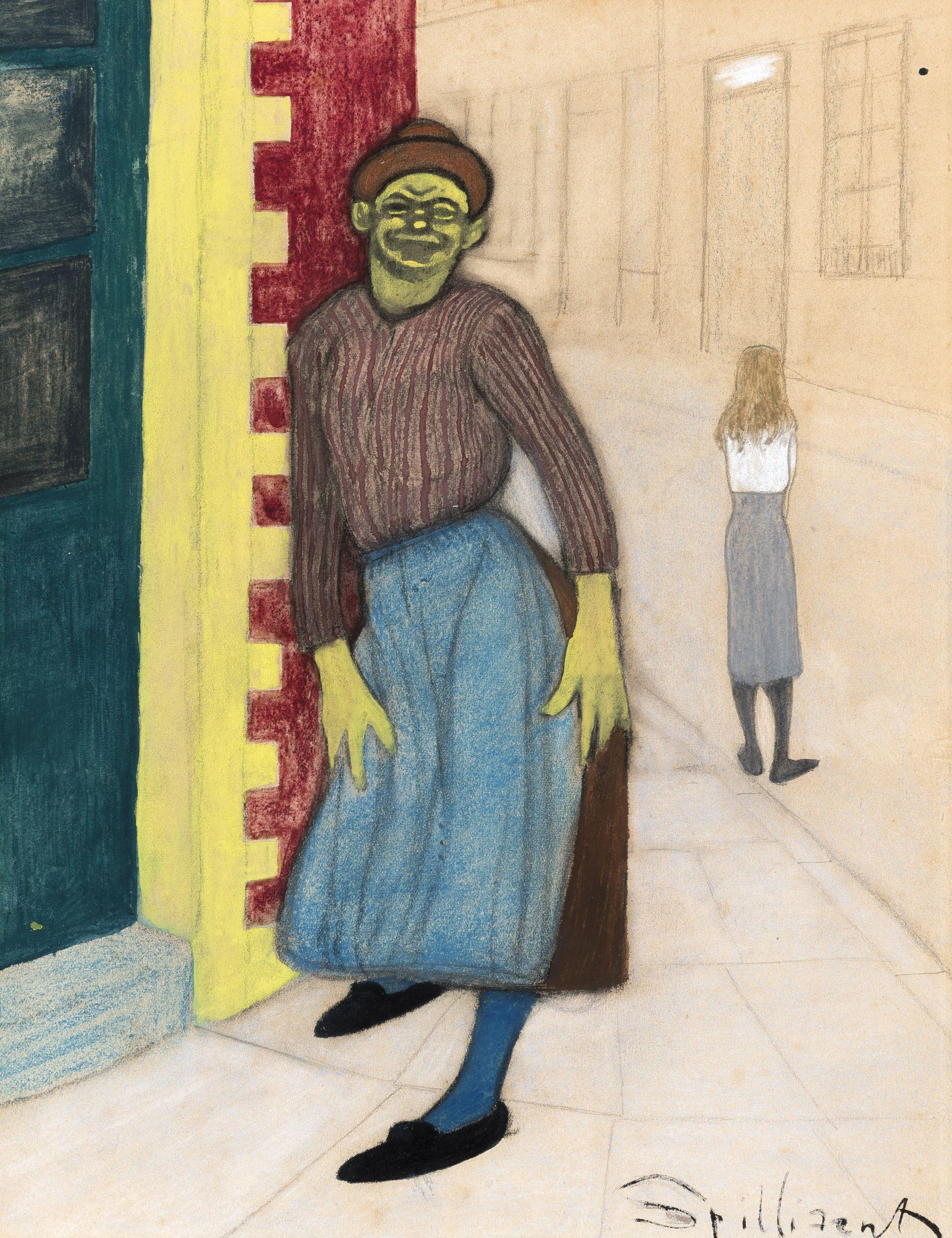
Gewone vrouw (1912)

In 1907 was er een groepstentoonstelling in Oostende, georganiseerd door Le Centre d'Art, met schilderijen van Van Gogh en Odilon Redon. Geïntroduceerd door Verhaeren, kon Spilliaert er ook aan deelnemen. Vooral Redon moet een indruk op Spilliaert hebben gemaakt met zijn droomwereld met talrijke licht-donkereffecten en silhouetten, wat duidelijk tot uiting komt in het neerslachtig karakter van zijn verdere werken.
Hij was een (weinig actief) lid in de eerste bestaansfase van de Brusselse kunstkring Doe Stil Voort.
Tussen 1907 en 1909 tekende hij in een schetsboek het dagelijkse leven rondom hem: familieleden, het interieur van het ouderlijk huis, reukwaterflacons, vissers, strandgezichten, gezichten op de (pas gebouwde) Koninklijke Gaanderijen en zelfportretten. Dit schetsboek bevindt zich in de Koninklijke Musea voor Schone Kunsten in Brussel.
De jaren 1907 en 1908 waren zijn artistieke wonderjaren. Hij tekende toen talrijke stillevens van het interieur van zijn achterkamertje in de ouderlijke woning, maar ook veel marines en dijkgezichten.
Maar zijn samenhangende reeks van ongeveer twintig zelfportretten springen het meest in het oog. Hij beeldt zichzelf uit op borsthoogte, in voor- of zijaanzicht, als een burgerman in een conventioneel donker pak met een stijve witte hemdsboord. Hij kijkt ons aan met een afgrijselijke aanblik met holle of zwart omrande ogen, in een spel van licht en schaduw, met een kracht die een diepe, benauwende indruk nalaat. Het aangrijpendste beeld is zijn hallucinair Zelfportret met spiegel uit 1908. Hij toont een man die een probleem heeft met zichzelf en ons wanhopig en met afgrijzen aankijkt met een glazig cyclopenoog en een halfgeopende mond, als het ware in doodsstrijd. De pendule als schoorsteengarnituur is een symbool voor het onverbiddelijk tikken van de tijd. Dit zelfportret doet denken aan het schilderij De Schreeuw van Edvard Munch uit 1893. Later zouden nog een aantal zelfportretten volgen, waarin hij zich afbeeldt als een gewone middelbare man, maar nog steeds met die diepliggende blik. Ook schilderde hij De absintdrinkster die in dezelfde stijl een vrouw afbeeldt, een zeldzaamheid in zijn oeuvre.

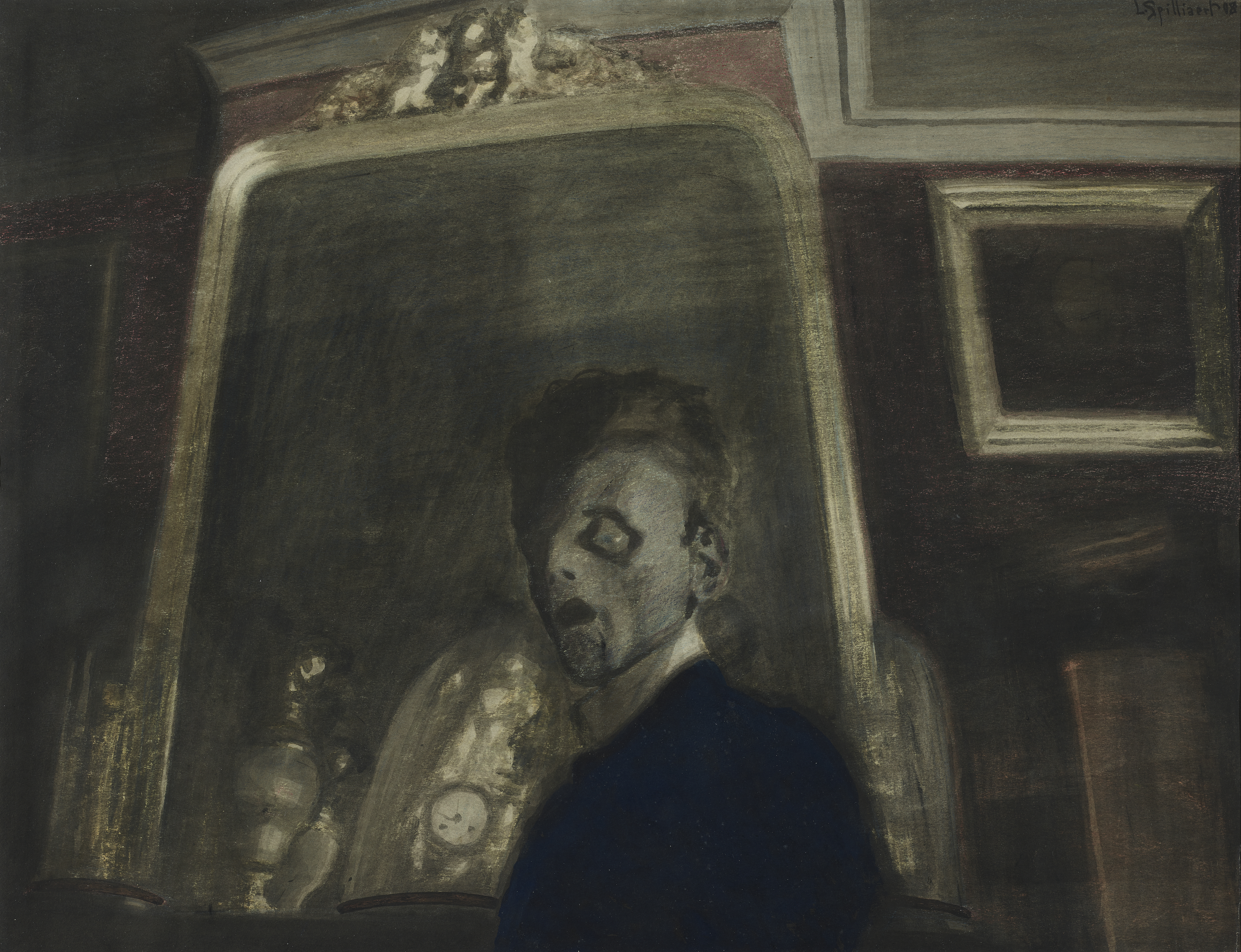
Zelfportret met spiegel (1908)

Op verzoek van uitgever Deman zou hij in 1907 Le sculpteur de masques van Fernand Crommelynck illustreren. Het werd wel een mislukking, maar toch bleef hij bevriend met Crommelynck.
Vanaf 1907 toont Spiliaert in zijn vele eenvoudige marines een duidelijk gemarkeerde horizonlijn maar de kleuren zijn van nu af aan veel somberder. Zijn marines zijn dan ook uitgevoerd in gewassen Oost-Indische inkt. Hij had de bedoeling een intensieve beeldevocatie te bekomen binnen een kadrering die fotografisch aanvoelt. Al deze marines waren het resultaat van zijn nachtelijke wandelingen langs de zeedijk van Oostende.

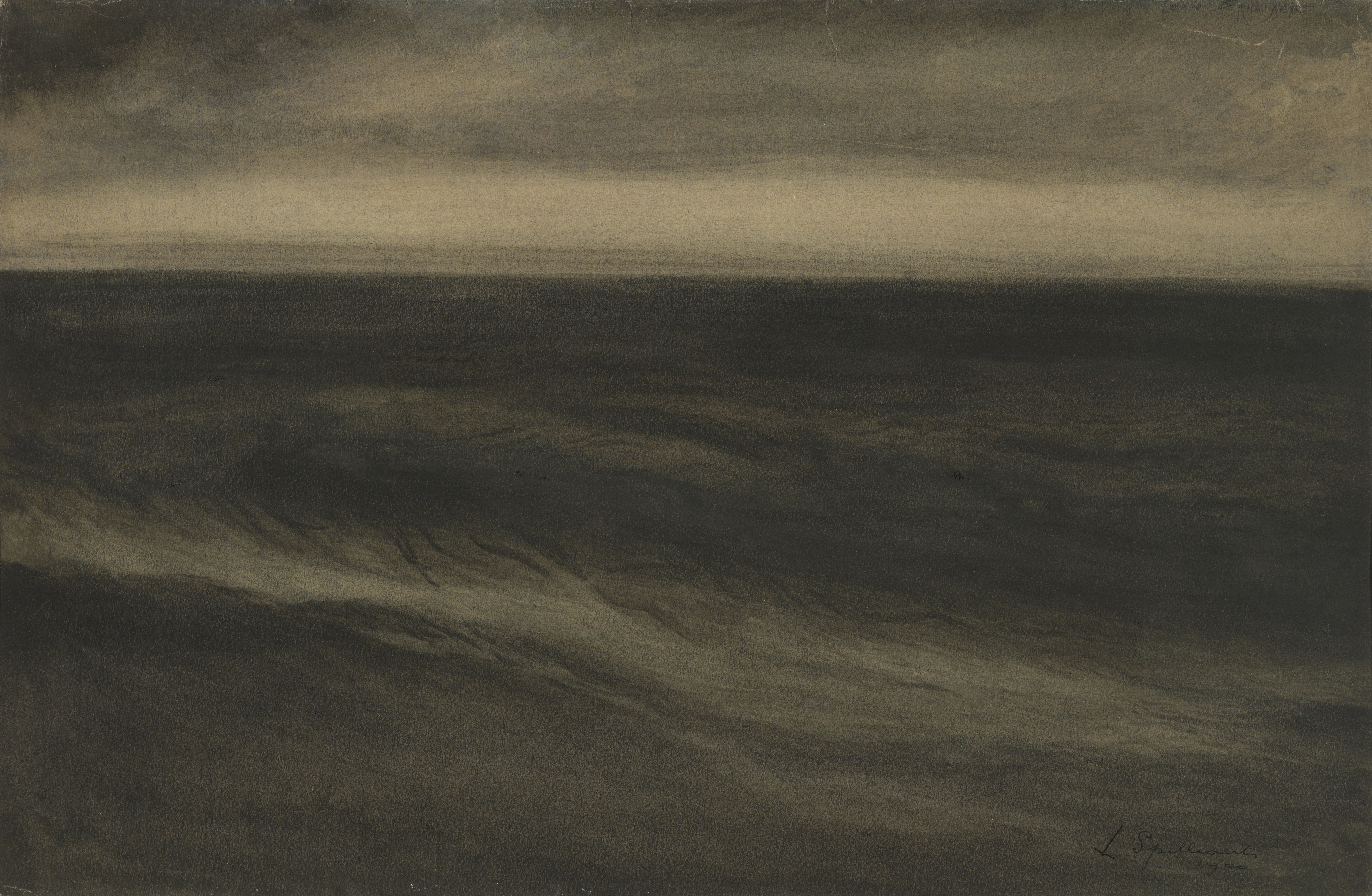
Zwarte Marine (1900)
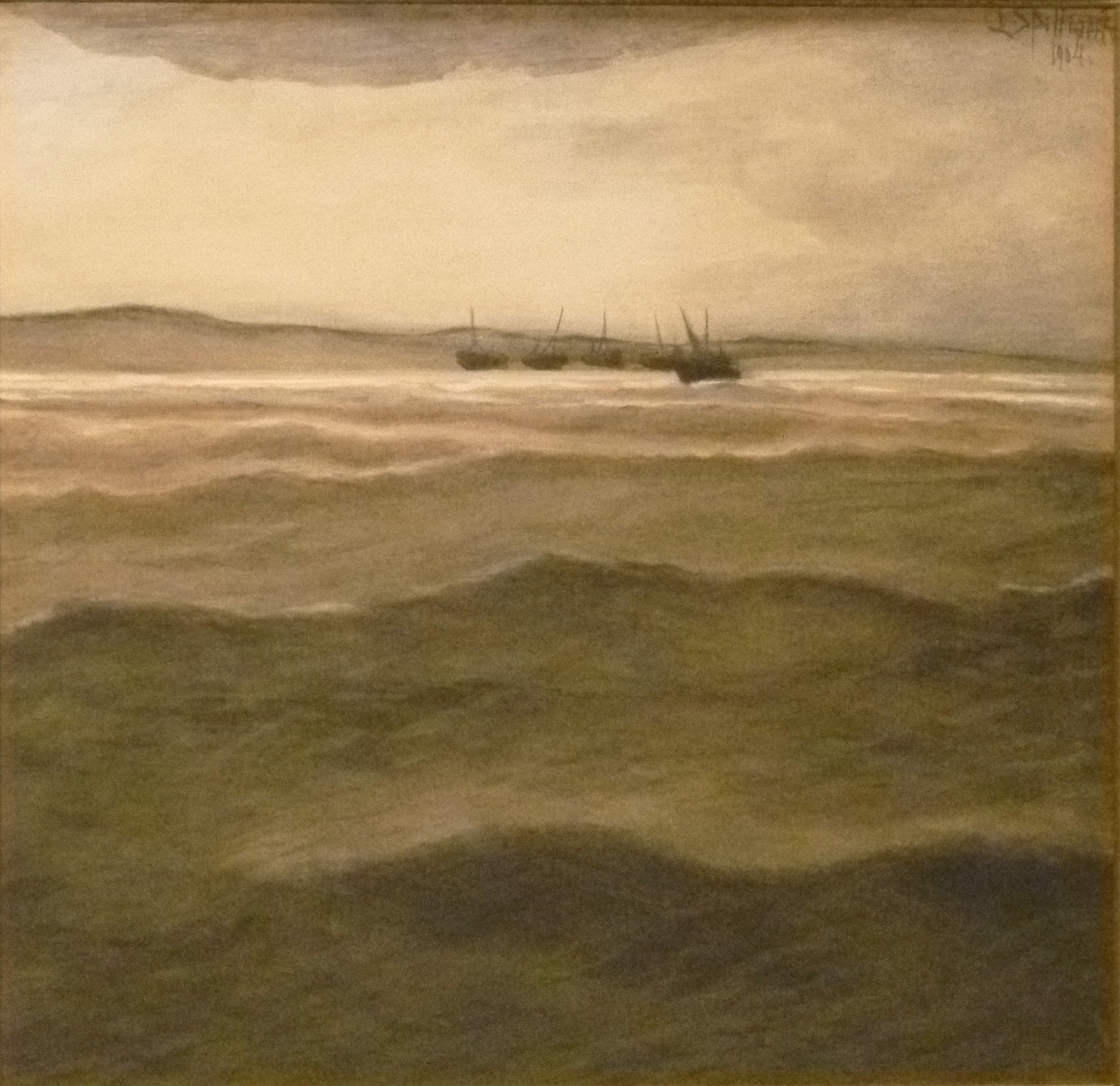
Gestrande schuiten (1904)
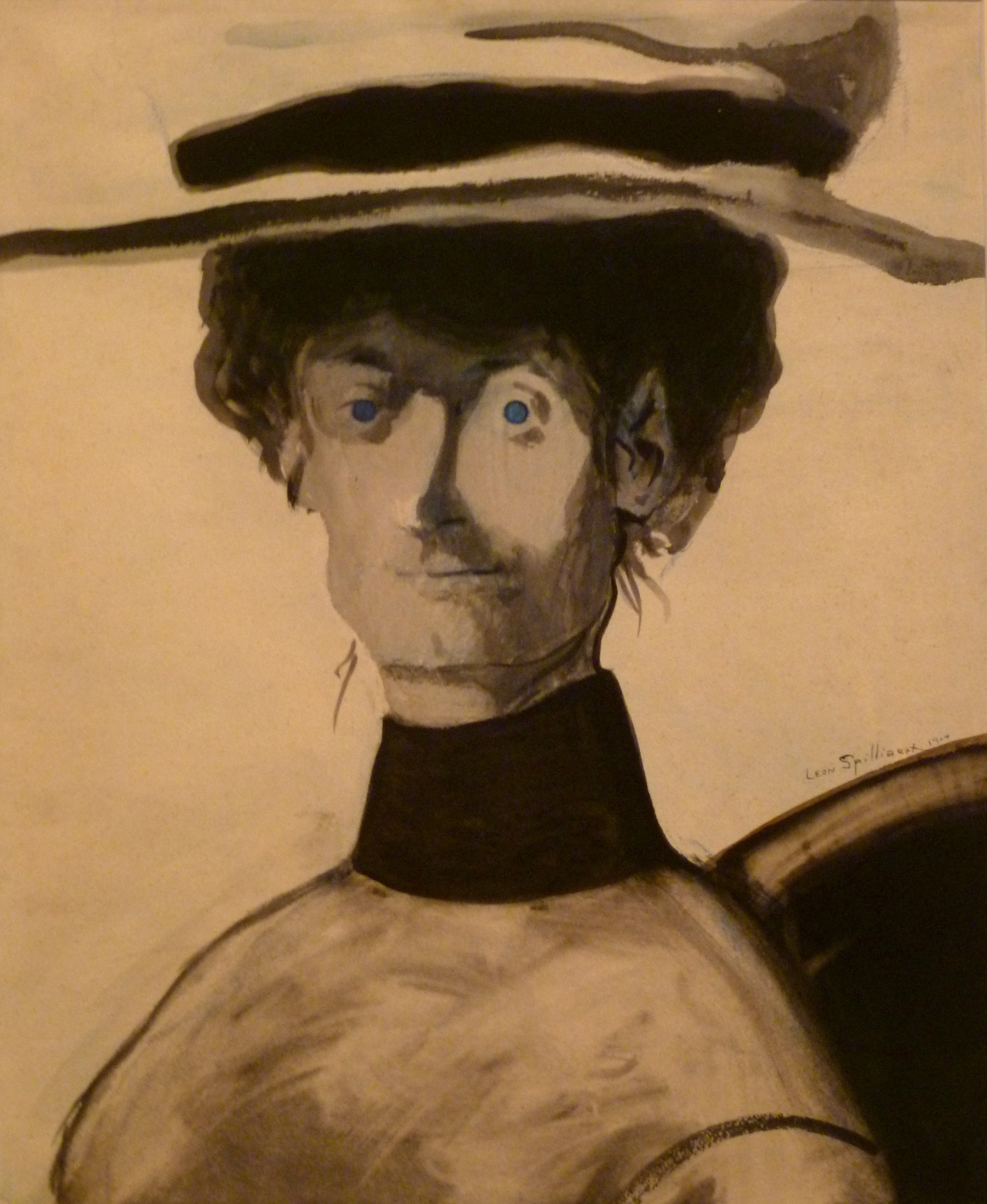
Vrouw met roze hoed (1904)
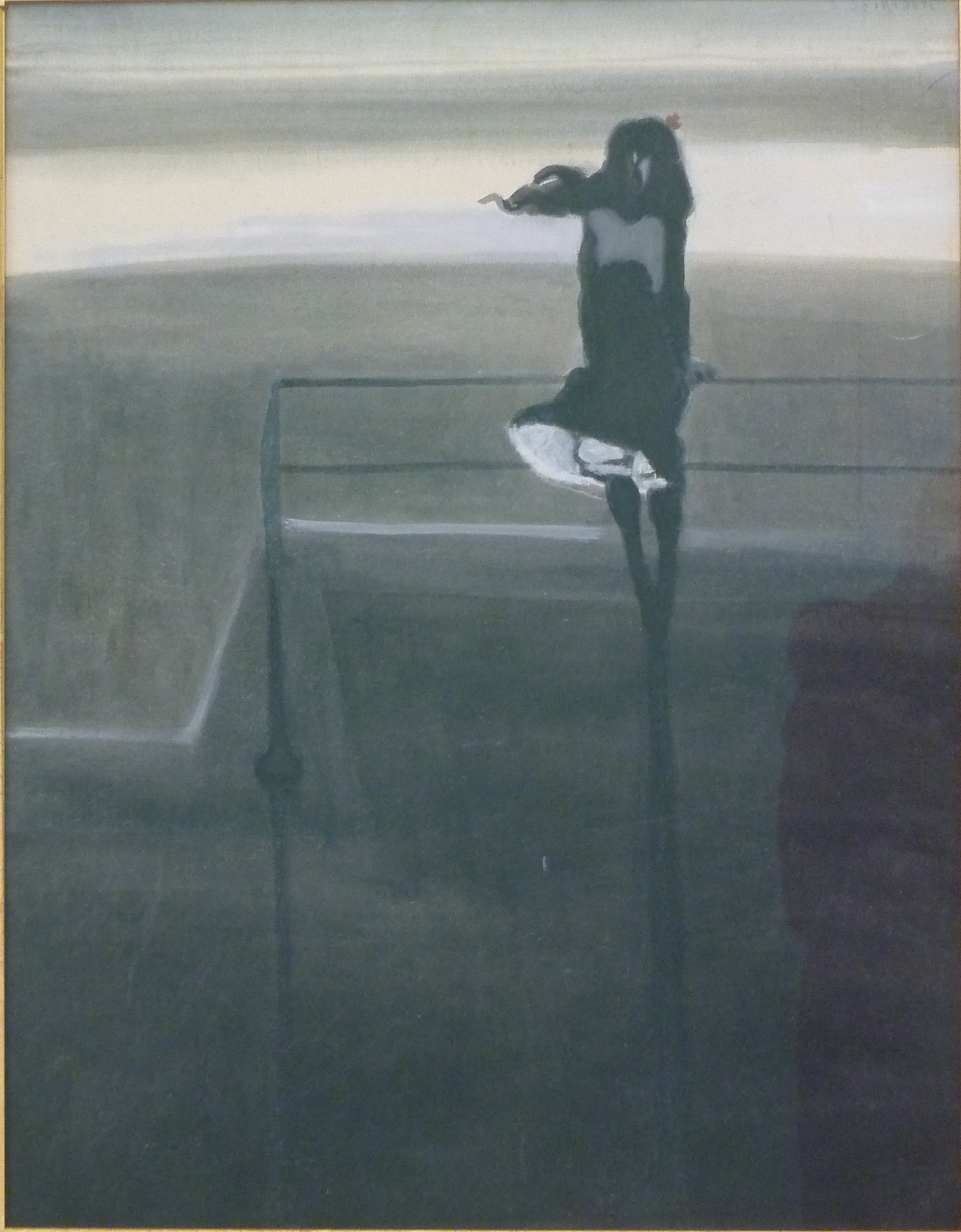
De windstoot (1904)
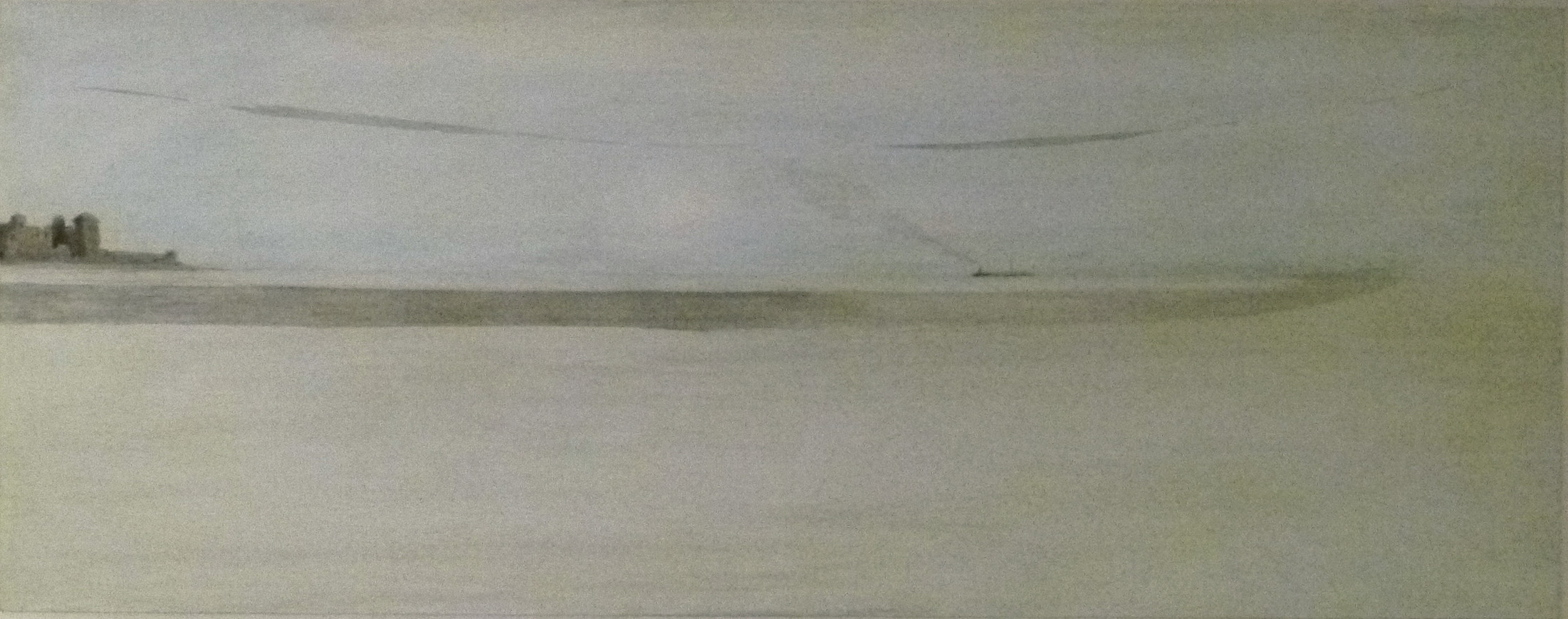
Marine (met zicht op de Royal Palace) (1905)
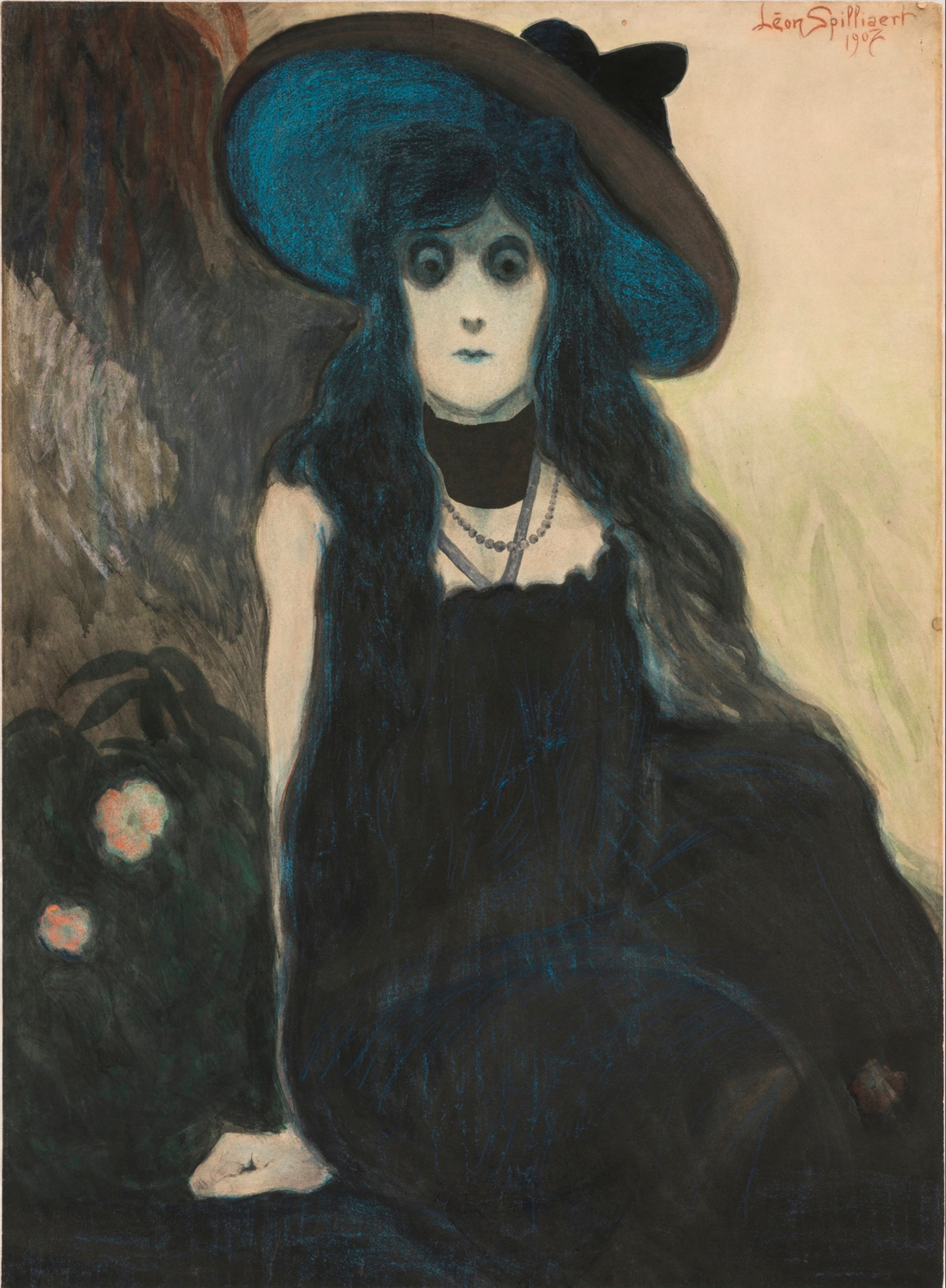
De absintdrinkster (1907)
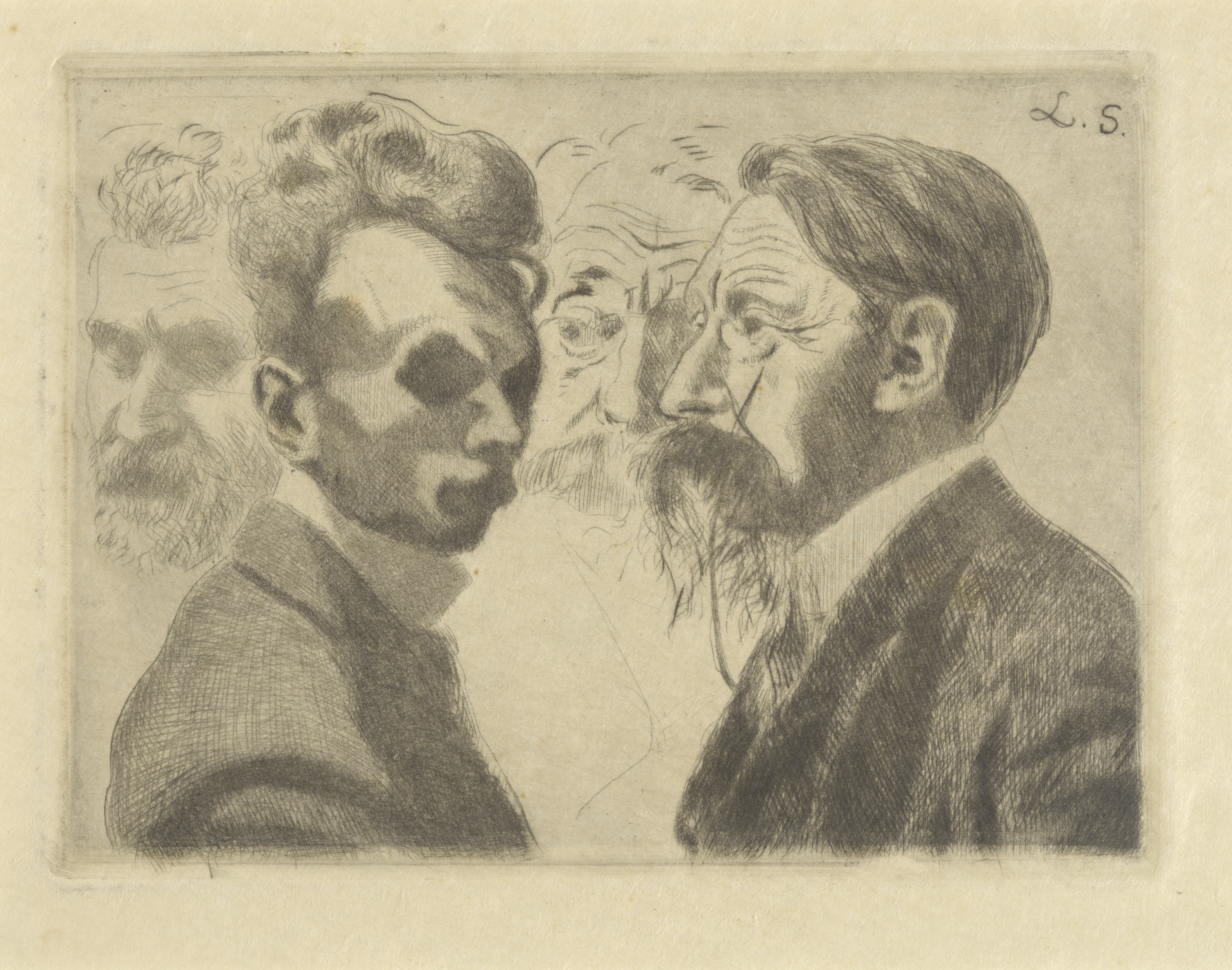
Zelfportret met Emile Verhaeren en (links) Edmond Deman (1908)

### 1908-1910
In juli 1908 verscheen in het Oostendse dagblad Le Carillon voor de eerste maal een belangrijke en lovende bijdrage over Léon Spilliaert, geschreven door Fernand Crommelynck. Maar ook deze recensent dacht dat de brute originaliteit van Spilliaert bij het grote publiek weinig succes zou hebben. In 1909 gaf Spilliaert voor de eerste maal een tentoonstelling op het lentesalon van Brussel. Hij kon er werken verkopen aan Emile Verhaeren, Paul-Emile Janson en Stefan Zweig. Een meer uitgebreide bespreking kwam er op 5 december 1909 in Le Carillon door de Franse auteur François Jollivet-Castelot waarin hij Spilliaert “een nog onbekende, maar zeer grote kunstenaar” noemde. Wanneer Camille Lemonnier de lof afstak over de persoonlijke visie en compositie van de werken van Spilliaert in het dagblad Le Soir (22 mei 1909), betekende dit voor Spilliaert een publieke erkenning van zijn kunst in eigen land.
In Oostende werd hij bevriend met de politicus Paul E. Janson en de Oostenrijkse dramaturg Stefan Zweig, die in 1909 vier werken van hem kocht en hem ook introduceerde bij de Weense uitgever en kunsthandelaar Hugo Heller. Het was opnieuw Verhaeren, die regelmatig bij Spilliaert logeerde, die hem bij Zweig had gebracht.

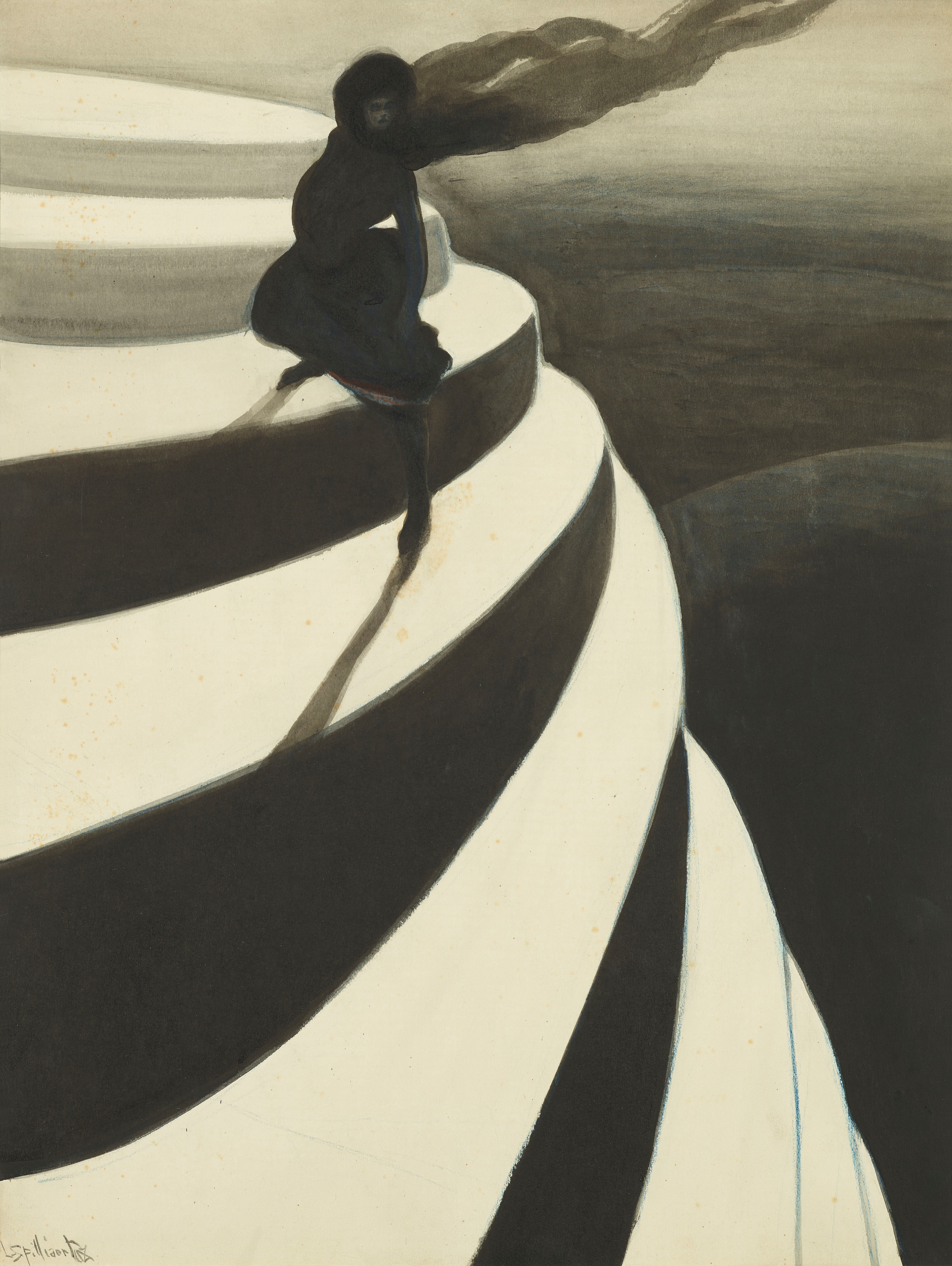
De duizeling (1908)

De duizeling uit 1908 is een van de bekendste werken van de kunstenaar. Een vrouw zit met verwilderde haren en met de rug afgewend naar de kunstenaar, op sneeuwwitte trappen tegenover de duistere, gapende afgrond. Het is een beeld van fatale wanhoop en onuitsprekelijke angst. De duizeling werd in november 2017 verkozen op plaats 5 van een poll met een lijst van kunstwerken die elke Vlaming moet gezien hebben. Van dit werk bestaat er ook een zeldzame variant die alleen maar verschenen is als cover op een tijdschrift. Dergelijke voorstellingen van de vrouw, gezien vanaf de rug of in silhouet, zullen regelmatig voorkomen in de verdere werken van Spilliaert.
In 1908 raakte hij bevriend met zijn jongere collega Constant Permeke, met wie hij tot 1909 samen een atelier deelde op een zolderkamer op de hoek van de Nieuwstraat en de Visserskaai. Van hieruit observeerden zij samen het vissersleven op de kade. Er was een wederzijdse beïnvloeding zoals in Oranje zeil van Spilliaert en Rode zeil van Permeke, beide werken uit 1909. Het expressionistisch streven van Permeke is duidelijk voelbaar in enkele werken van Spilliaert over het volksleven aan de kade. Ook de kunstschilder Gustaaf De Smet kwam er soms langs. Permeke vertrok in 1909 naar Sint-Martens-Latem en opnieuw komt het visionaire naar voren in het werk van Spilliaert. Hij ging regelmatig op bezoek bij Permeke. In 1912 kwam Permeke terug naar Oostende en Spilliaert ging bij hem wonen in de Sint-Jacobsstraat in het visserskwartier aan de oosteroever van de haven. En opnieuw tekende Spilliaert tal van vissersfiguren. Deze vriendschap met Permeke zou later bekoelen tijdens het interbellum.
Spilliaert wandelde veel langs de kade, de zeedijk, het verlaten strand en, gekweld door slapeloosheid, het liefst 's avonds of in de vroege ochtend. Dit vertolkte zich in een groot aantal tekeningen van vissersvrouwen, baadsters, marines maar vooral van het verlaten, nachtelijk strand en de zeedijk. Hij gaf dit weer in een sterk vereenvoudigde grafische en uitgezuiverde stijl, met een monumentale vormgeving. Een strakke lijn of een golvend silhouet bepalen de beeldtaal, met een verwerping van de klassieke regels van vorm en beweging. Dit alles geeft een gevoel van een drukkende eenzaamheid, angst en onrust.

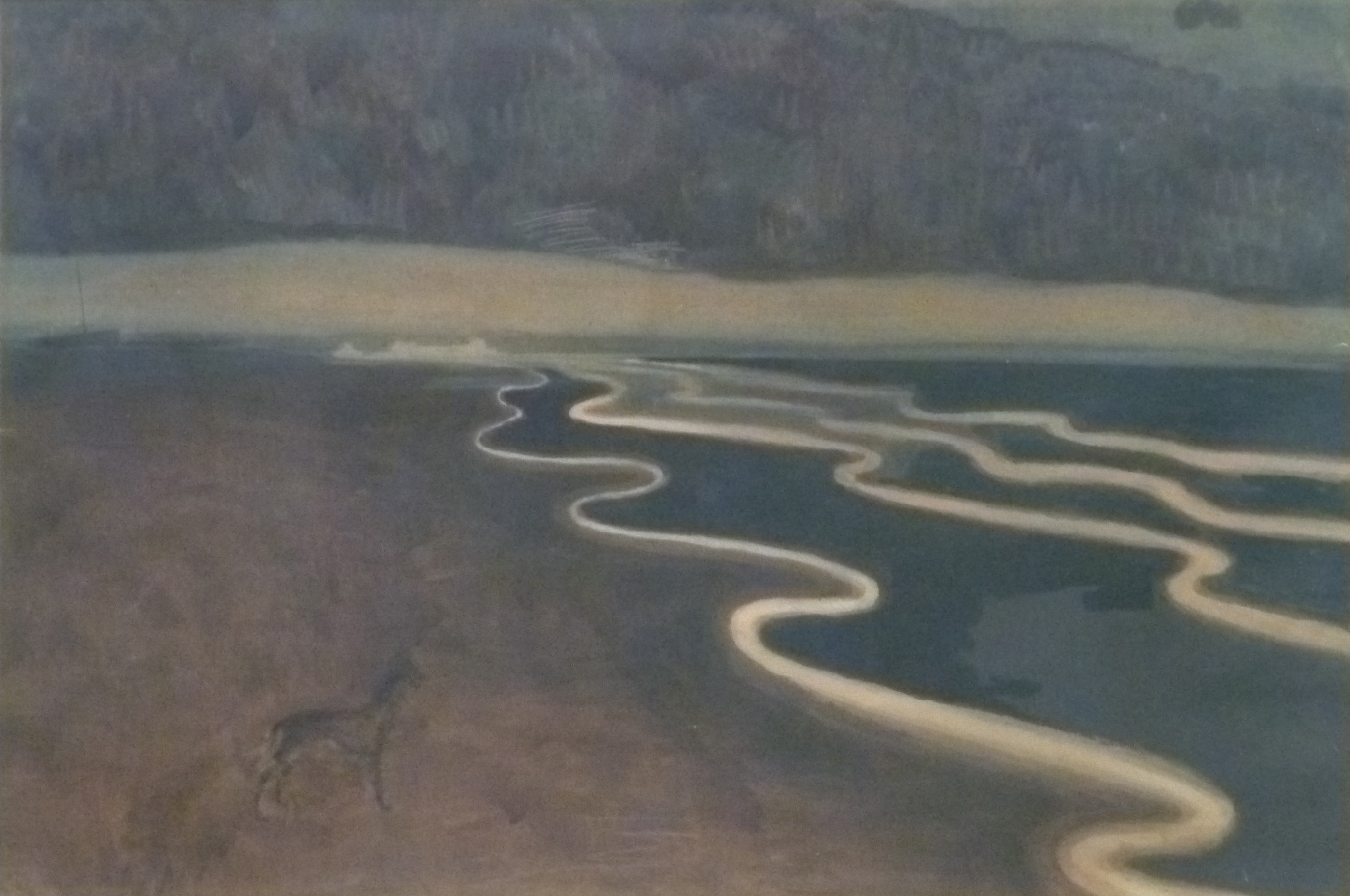
Marine bij stormweer (1909)

In de pentekeningen Marine met oranje zeilboten (1909) en De baadster (1910) vindt men ook de kleurpatronen en de fantasiebeelden terug van het japonisme (of de invloed van Japanse grafische kunst in het Westen rond de eeuwwisseling) en de esoterische en spirituele kunst in de kunstrichting "Les Nabis". Deze belangstelling voor het japonisme bij Spilliaert werd nog benadrukt in de tentoonstelling Oriental fascination: het japonisme in België (1889-1915) in het Stadhuis van Brussel (2008).
Spilliaert nam voor de eerste maal deel aan een groepstentoonstelling in 1909 op het "Salon de Printemps" van Jean De Mot (1876-1918) in Brussel. In een brief aan De Mot (6 februari 1909) sprak Spilliaert over zichzelf als “iemand aan wie het leven was voorbijgegaan, eenzaam en triest, en met een immens koudegevoel rondom mij”.
In 1910 maakte hij kennis met de wetenschapper Robert Goldschmidt (1877-1935), de uitvinder van de gestandaardiseerde microfiche en bouwer van het luchtschip La Belgique. Op aanvraag van Goldschmidt tekende hij in een schetsboek veertien intrigerende schetsen en twaalf werken in gemengde techniek van het luchtschip Belgique II in zijn loods in Oudergem en op proefvlucht. Deze werken werden pas getoond in de galerie Giroux in april 1927. Robert Goldschmidt kocht 11 schilderijen van Spilliaert (en bezat er 19 van James Ensor). Het tijdschrift Pourqoui Pas? beschreef op 5 mei 1910 de jonge, onbekende Oostendse kunstenaar en vermeldde de uitnodiging van Goldschmidt aan Spilliaert.

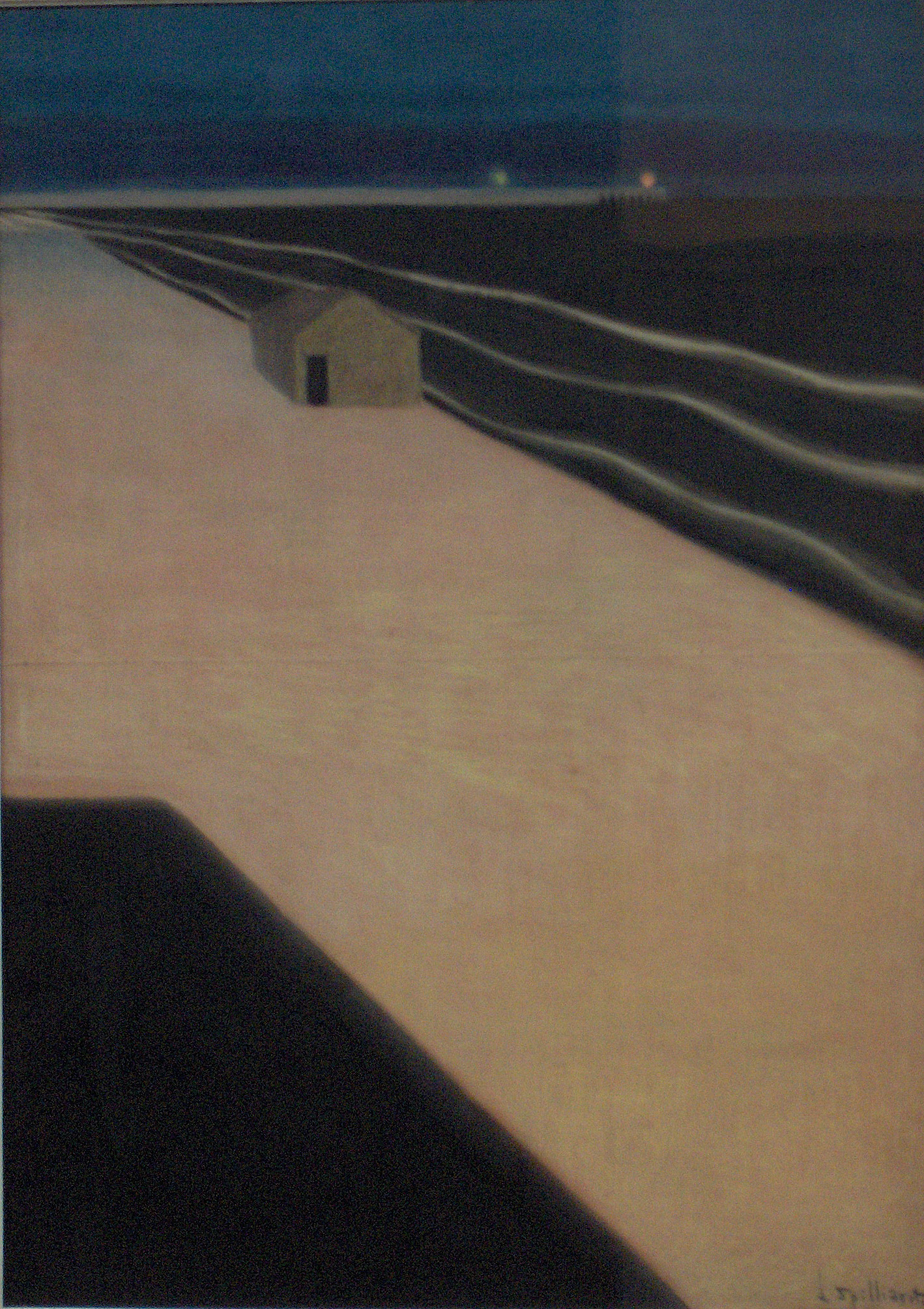
De dijk (1909)
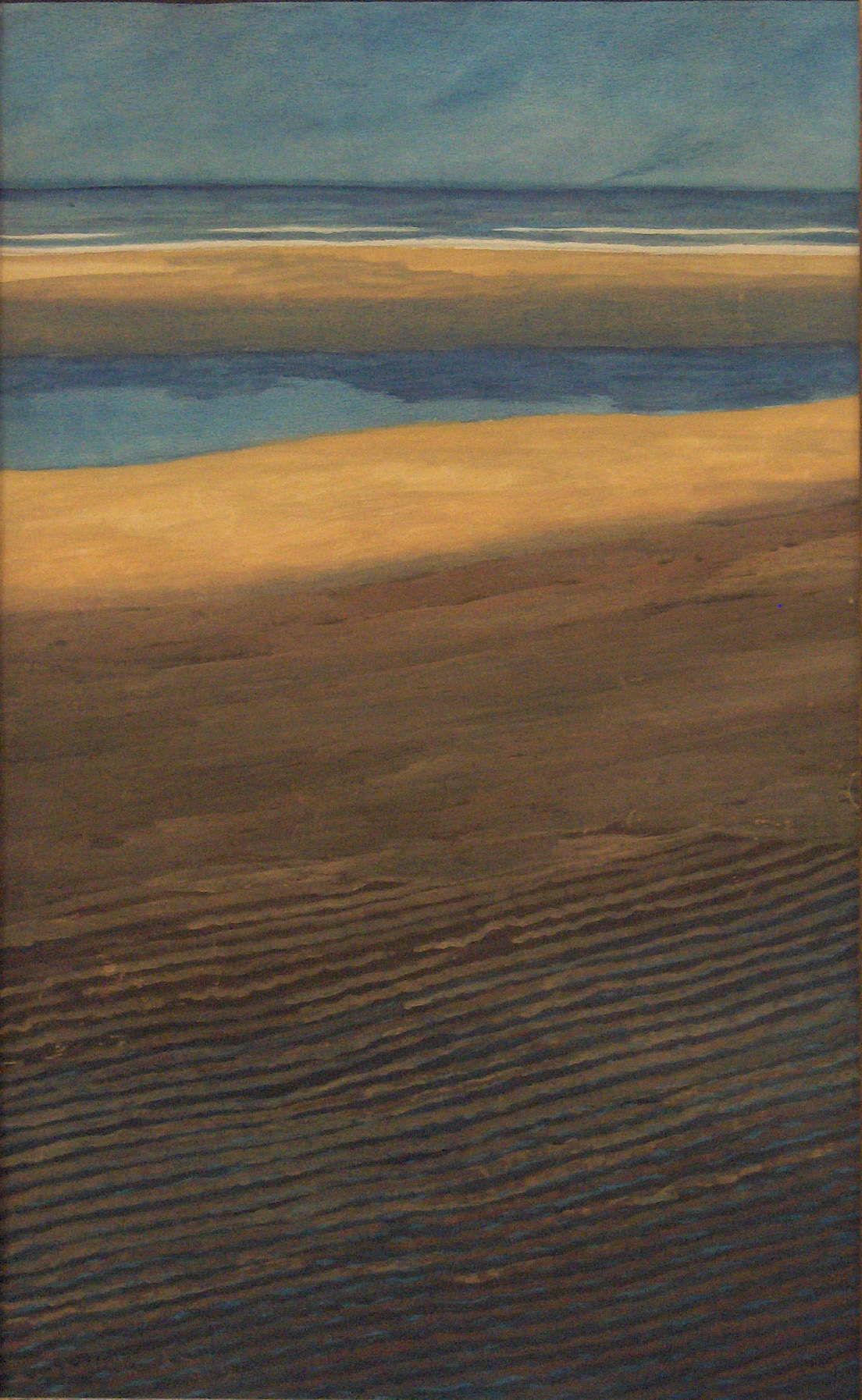
Marine, strand bij laagtij (1909)
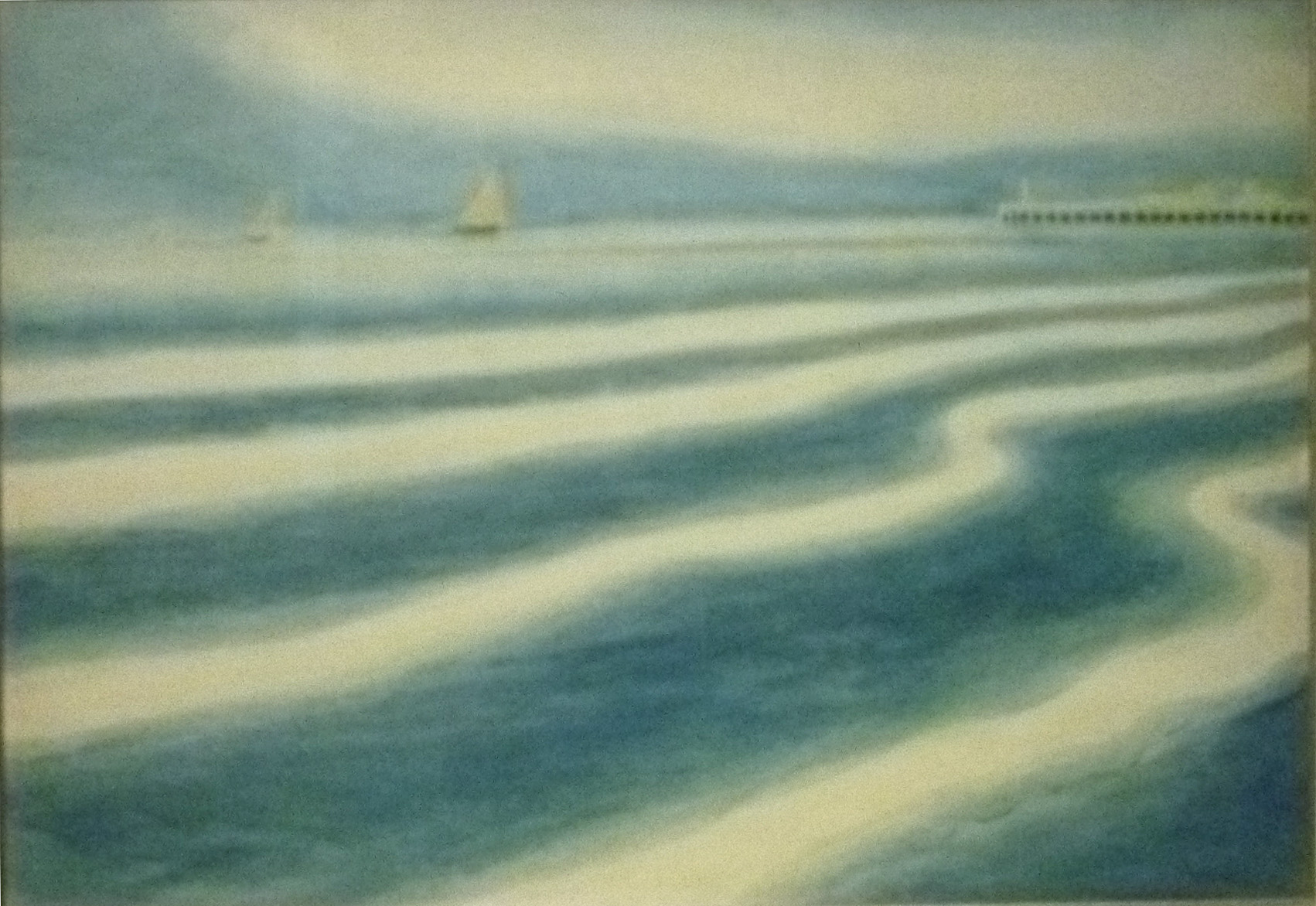
Marine met oranje zeilboten (1909)
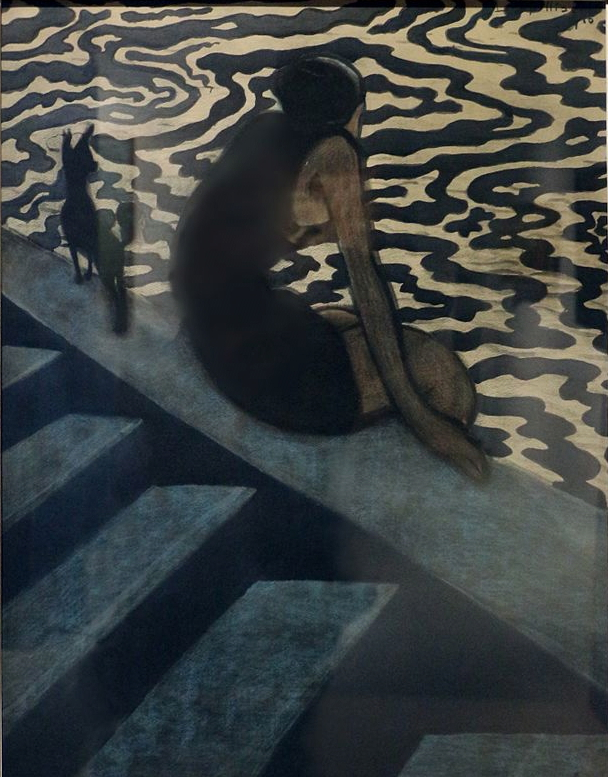
De baadster (1910)
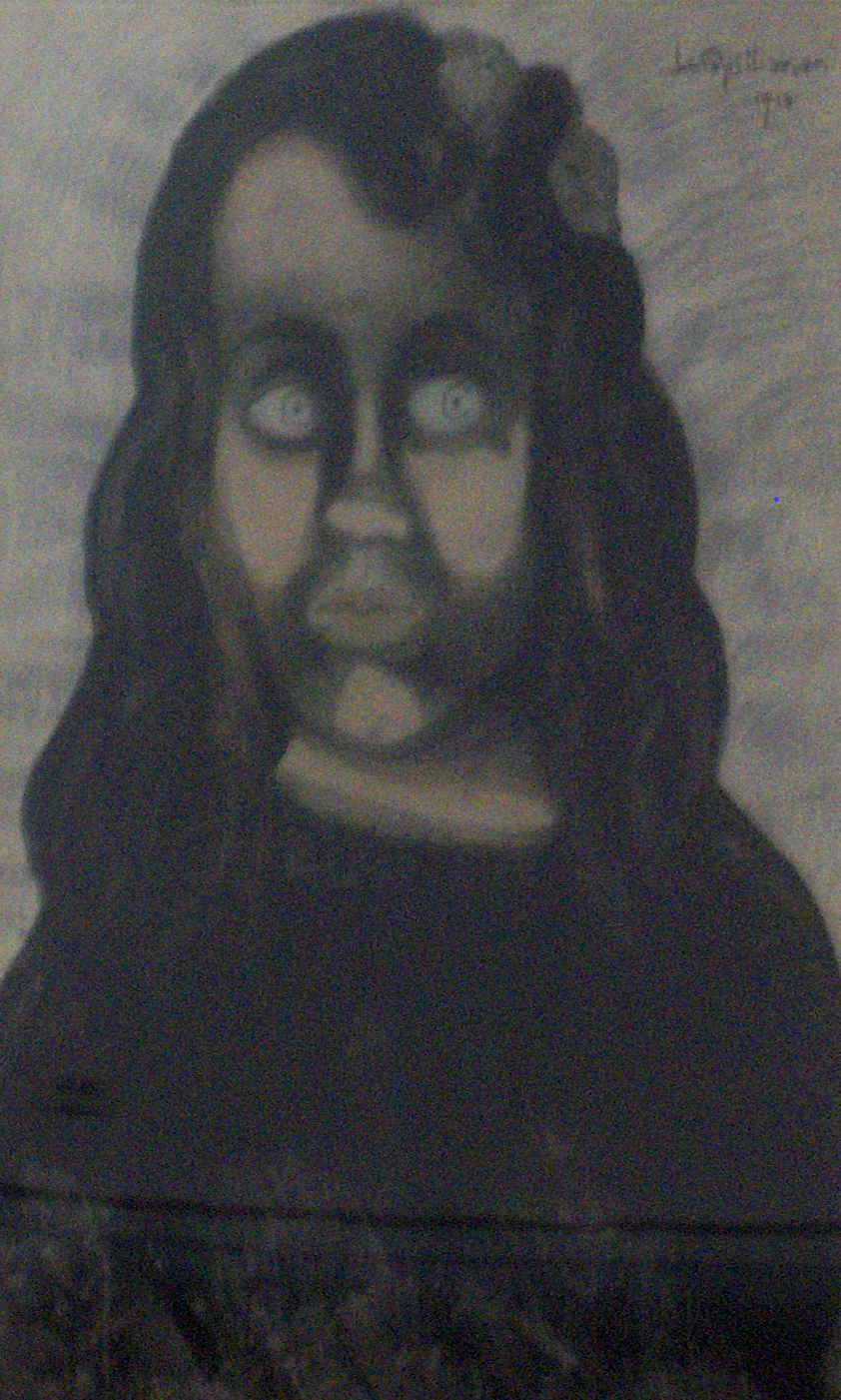
Vissersmeisje (1910)
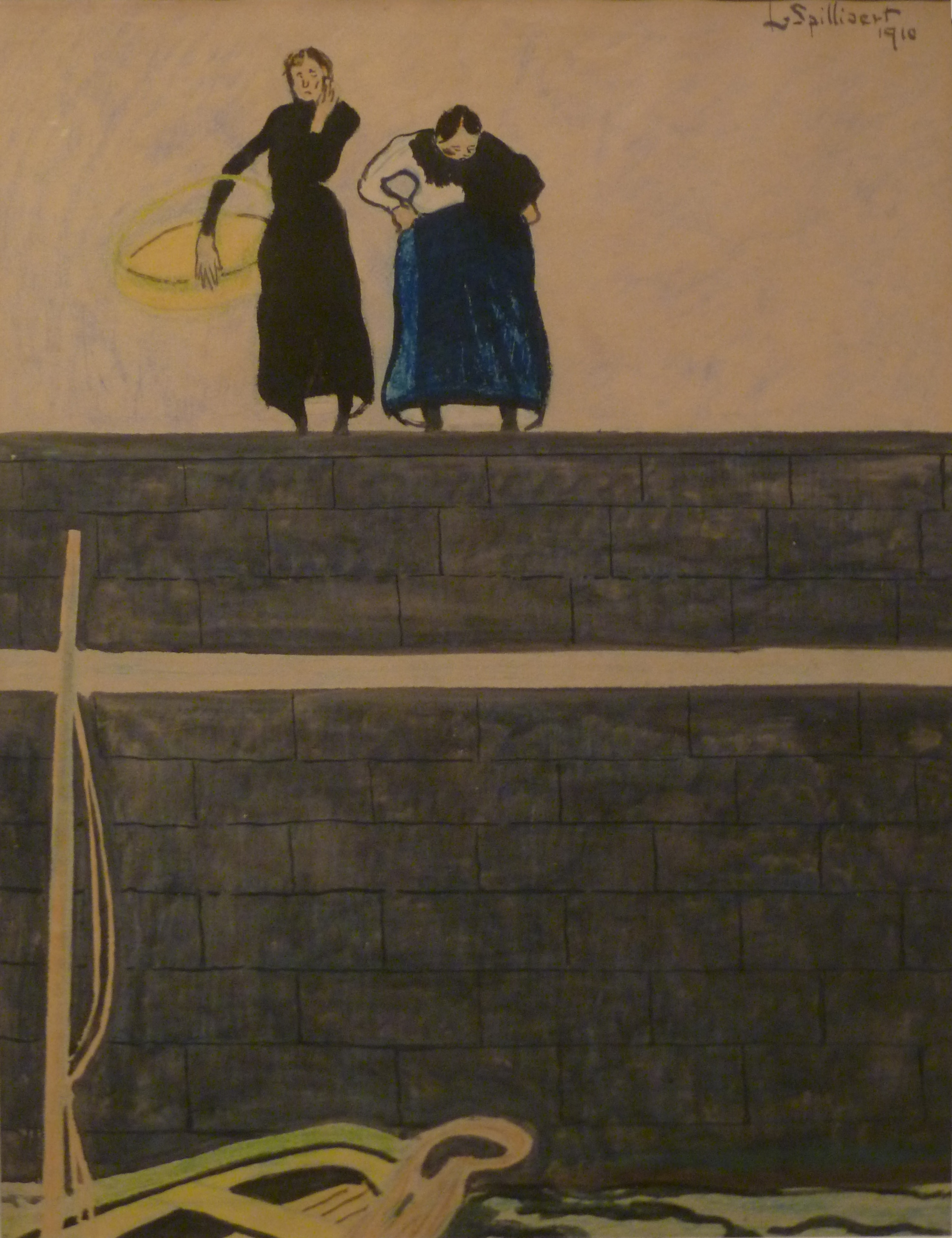
Vissersvrouwen op de kade (1910)
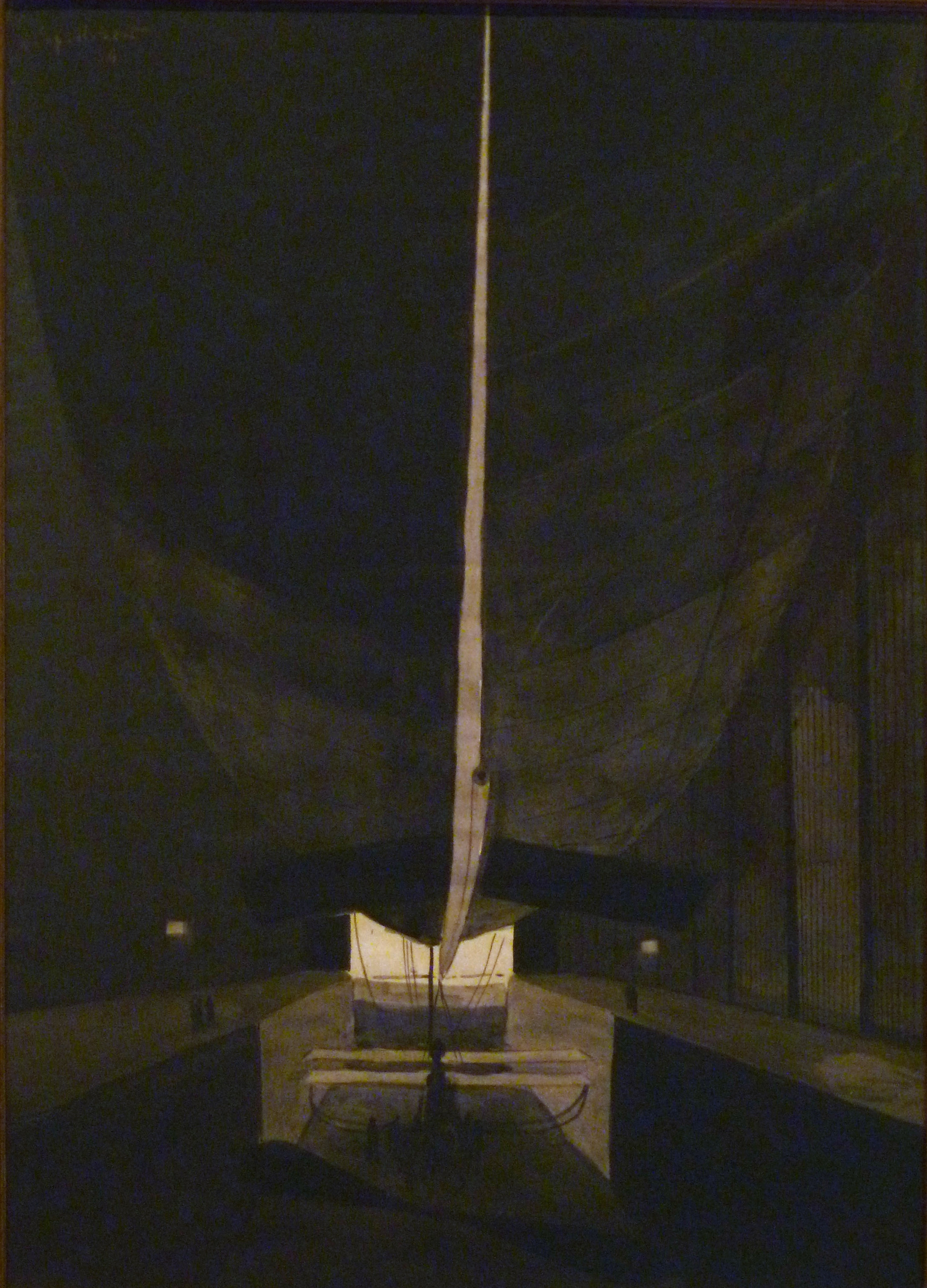
Het luchtschip Belgique II in zijn loods (1910)
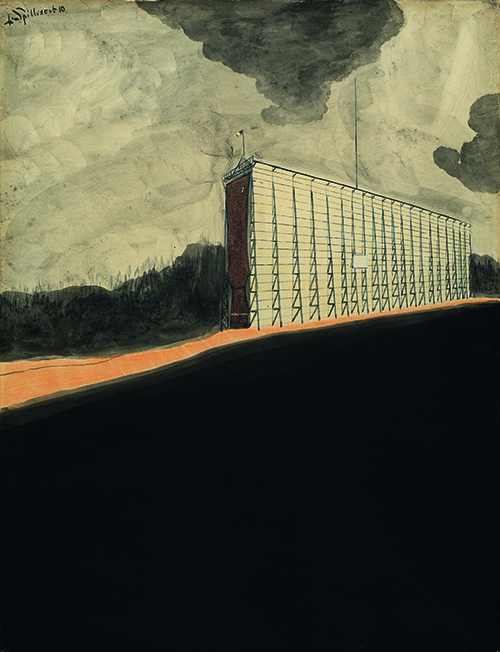
De loods van het luchtschip, 1910, uit de collectie van The Phoebus Foundation

### Doorbraak
In 1911 plaatste hij een belangrijke inzending op de Salon des Indépendants van Brussel. De dichter-kunstcriticus Guillaume Apollinaire wijdde er de inleiding aan het kubisme. Andere deelnemers waren onder andere Archipenko, Albert Gleizes, Robert Delaunay, Henri le Fauconnier, Fernand Léger.
Vanaf 1912 brengt Spilliaert meer kleur en contrast in zijn tekeningen. Hij gebruikt nu meer gouache met diepe en realistische tinten: wit, heldergeel, dieprood, donkerblauw. Typisch is Meisjes met witte kousen uit 1912.

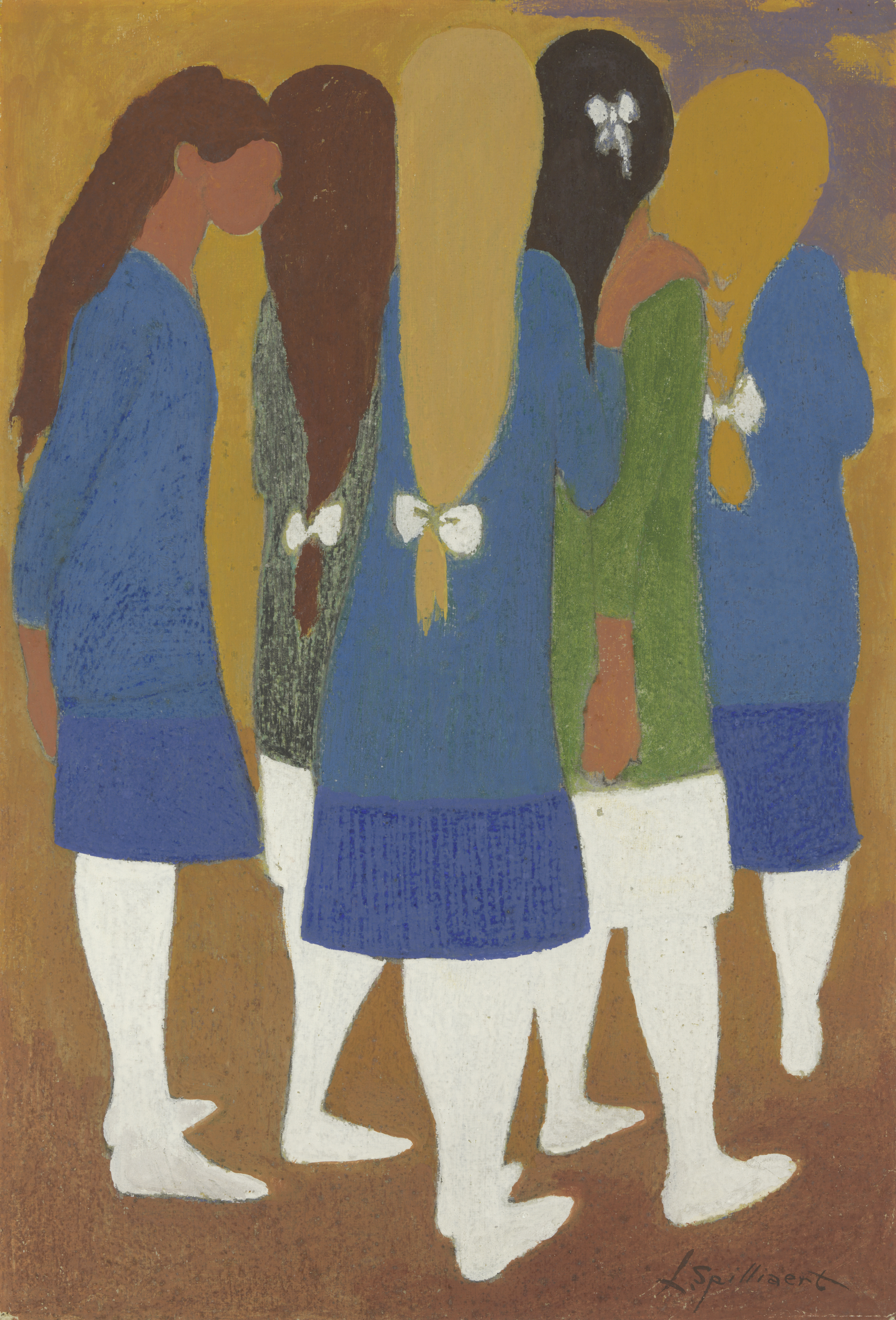
Meisjes met witte kousen (1912)

In het tijdschrift L'Art Moderne recenseerde Franz Hellens in 1912 de inzendingen van Spilliaert in de Brusselse salons Doe stil voort, Le Sillon (waarvan Spilliaert korte tijd lid was) en de Galerie Georges Giroux. Spilliaert had in december 1912 tentoongesteld met enkele werken bij "Les Bleus" in de Galerie Giroux, dit samen met Constant Permeke, Edgard Tytgat en Jean Brusselmans. In dezelfde galerie had enkele jaren voordien een tentoonstelling plaatsgevonden over de Italiaanse futuristen. De invloed van deze futuristen kan men terugvinden in de divisionistische oranjegele lijnen in de tekening in pastel en krijt Einde van een mooie dag - figuur in tegenlicht uit 1912. Deze stijl, een beweging tegenover een achtergrond van licht opgesplitst in verschillende kleuren, zoals in deze tekening (die hij trouwens verschillende malen gemaakt heeft), treft men niet meer opnieuw aan in latere werken.
Een andere vriend, de schrijver en poëet Henri Vandeputte, opende in Parijs een galerie met kunstwerken van Spilliaert.
In 1914, bij het begin van de Eerste Wereldoorlog, werd hij gemobiliseerd bij de Garde Civique. Dit zinde Spilliaert helemaal niet en hij ontliep de dienst. Deze burgerwacht was eerder een bende ongeregelde gewapenden, die allang hun beste tijd hadden gehad. Zij hadden geen echt militair statuut, en werden aldus door de Duitsers als vrijschutters beschouwd. Opnieuw volgde een zware depressie.
Spilliaert maakte zijn beste werken in een vrij korte periode en voornamelijk 's nachts, tussen zijn eerste verblijf in Parijs en zijn huwelijk in 1916. Doordat hij een maaglijder en een slechte slaper was, maakte hij lange nachtwandelingen in de stad en langs de zee. Alzo ontstond Spilliaerts donker, onvatbaar, raadselachtig werk waarin het vervagend licht kunstmatig is, met glanzende effecten van het licht op natte straten, de sfeer duister en beklemmend. De werken kwamen tot stand met veelal gemengde technieken zoals Oost-Indische inkt, gewassen krijt, waterverf, pastel op karton of papier. Dit stelde hem in staat om vrij snel te werken.
Op 23 december 1916 trouwde hij met de veel jongere Rachel Vergison. Hij probeerde tevergeefs in 1917 het Belgische oorlogsgeweld te ontvluchten en naar Zwitserland te trekken. Stefan Zweig zou er zelfs voor contact zorgen met Lenin, die daar in ballingschap verbleef. Zoals veel kustbewoners in het spergebied in de Eerste Wereldoorlog moest hij zijn woonplaats verlaten. In maart 1917 ging het stel in Brussel wonen. Op 15 november 1917 werd hun enig kind, Madeleine, geboren. In die periode maakte hij een groot aantal tekeningen van zijn echtgenote, uitgebeeld in haar dagelijkse bezigheden. Deze huiselijke taferelen geven een nieuwe richting aan in het oeuvre van Spilliaert. De benauwende interieurs die hij vroeger afbeeldde, zijn nu gezelliger geworden. Maar toch blijven zijn stillevens in die jaren, zoals een stilleven met een kan, een intrigerende indruk nalaten.
In de periode 1916 tot 1917 tekende hij in korte tijd een aantal afbeeldingen van huisdieren, in het bijzonder konijnen, pluimvee en kleine hoevedieren. Later, in 1919, heeft hij deze reeks aangevuld met afbeeldingen van uilen en, in 1924, van krabben; maar deze dragen meer een symbolische waarde.

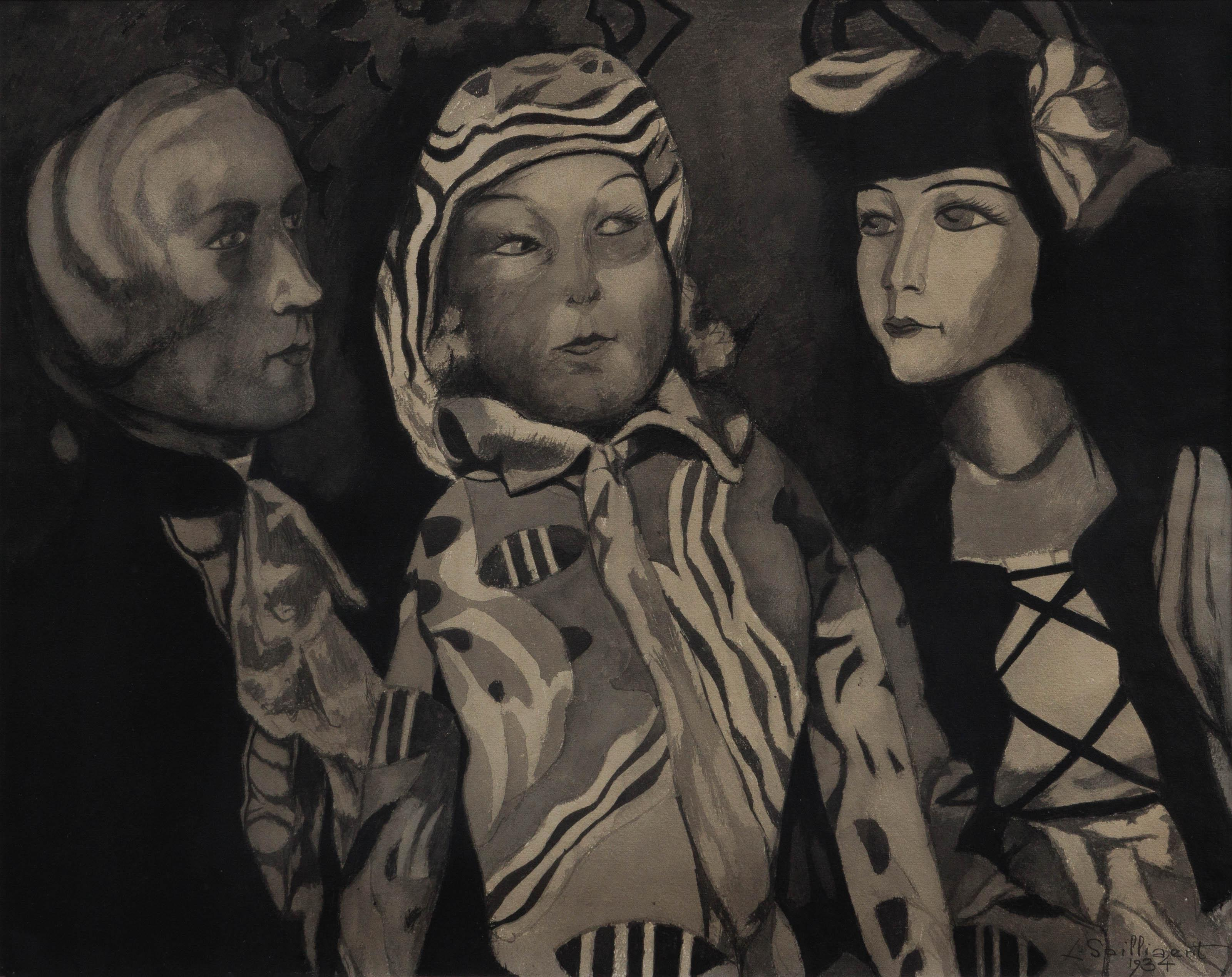
Poppen, (1934)

### Interbellum
Na de oorlog vond hij de Oostendse zee terug bij zijn geregelde bezoeken aan zijn zieke moeder. In 1918 verschenen zijn Plaisirs d'hiver (Winterpret) in de Collection du Petit Artiste. Dergelijke illustraties, hoewel ze van goede kwaliteit waren, waren niet essentieel voor Spilliaert, maar hij sloeg niet graag een opdracht van uitgever Edmond Deman af. Eveneens in 1918 illustreerde hij Les Serres Chaudes van Maurice Maeterlinck met tien lithografieën. In de sprookjesachtige sfeer van deze illustraties vindt men geen angst, twijfel of een doodsgedachte meer terug. Een tweede lithografie-album Paysages brabançons verscheen in 1919. Beiden worden nu bewaard in het Prentenkabinet van de Koninklijke Bibliotheek Albert I in Brussel.

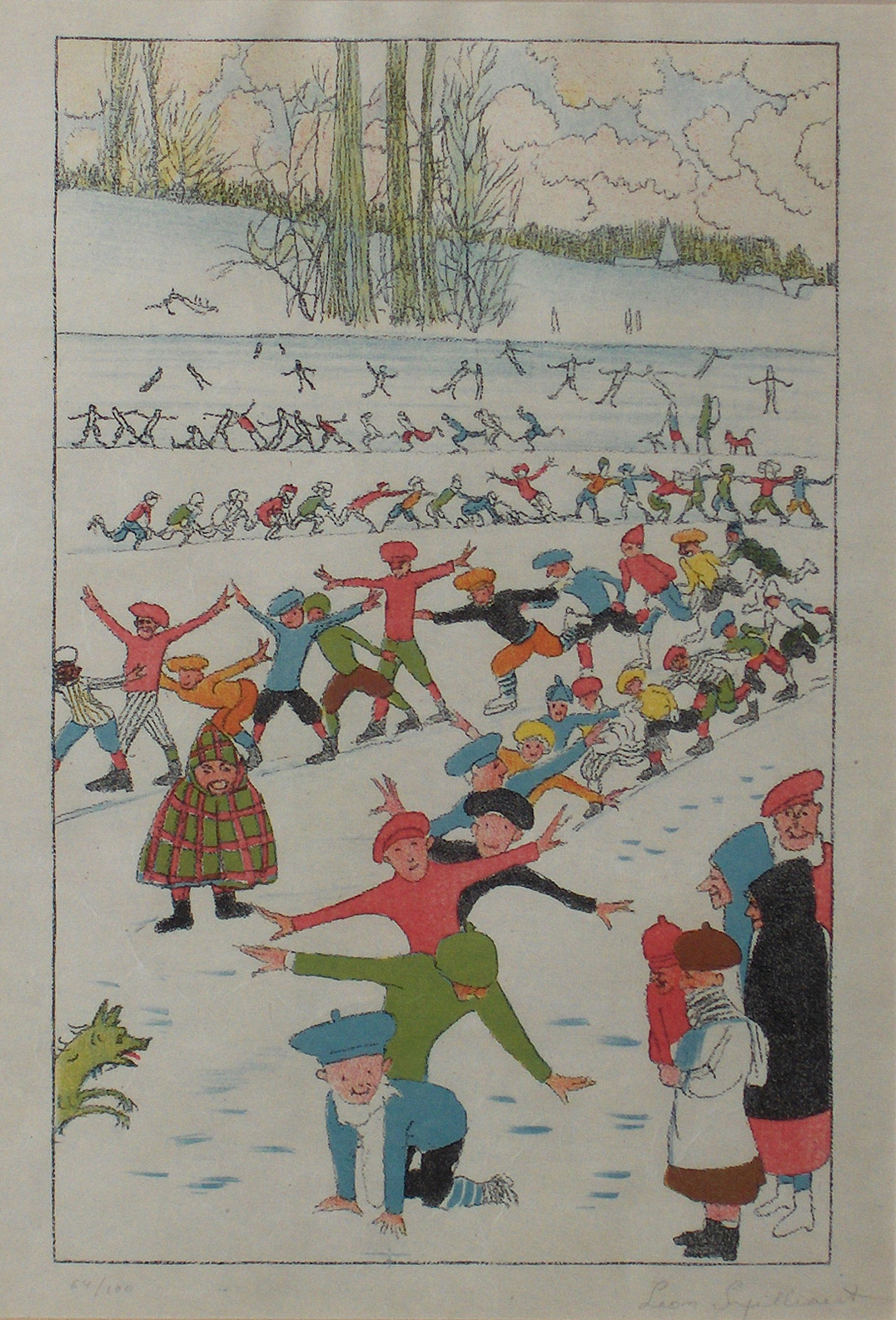
Les plaisirs d'hiver (1918)

In 1917-1918 maakte hij enkele tekeningen bij het middeleeuws mysteriespel Mariken van Nieumeghen. Deze vertonen een totaal andere trant en leunen eerder aan bij volkse houtgravures. Sommigen ervan werden echter nooit gepubliceerd.
In de periode 1918-1922 was hij (een weinig actief) lid van de Brusselse kunstenaarsvereniging Cercle des XV, gesteund door de Galerie Georges Giroux.
In 1918 kreeg hij een eerste retrospectieve tentoonstelling in de galerie van de architect en decorateur Léon Sneyers (1877-1948), maar zonder veel succes.
In 1919 publiceerde hij, in L'Art libre, een bewogen tekst, waarin hij zijn vriendschap en bewondering voor Ensor omschreef. De arrogante Ensor zelf had aanvankelijk wel een afstandelijker houding ten opzichte van Spilliaert. In hetzelfde jaar publiceerde hij een grafiekmap Sites brabançons met een suite van 10 monochrome litho's op papier, manueel gehoogd met kleurpotloden
Na het einde van de Eerste Wereldoorlog hervatte Spilliaert zijn reizen naar de kunsthandelaars in Parijs. Een van de grootste collectioneurs van Parijs kocht zelfs integraal zijn meegebrachte werken. Spilliaert moest nog meerdere aanbiedingen afslaan. Hij schepte genoegen in dit succes, in tegenstelling tot de kwetsende kritiek die hij soms kreeg in België.

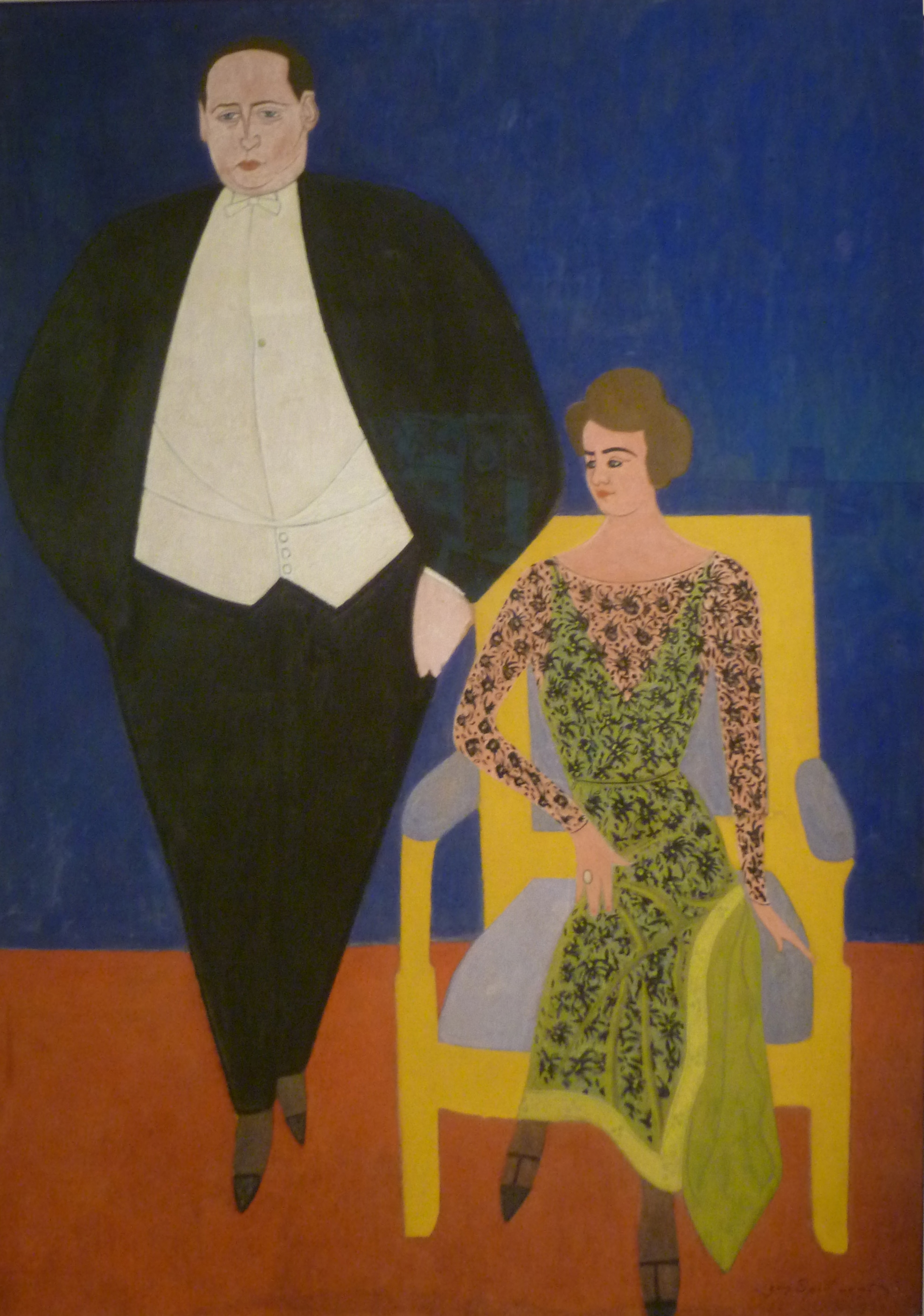
Paul-Gustave Van Hecke en zijn vrouw Norinne

In 1920 ondertekende Spilliaert zijn eerste contract bij Paul-Gustave Van Hecke en André de Ridder, galeriehouders van Sélection, Atelier d'Art moderne in Brussel. Een te opvallende voorkeur voor de expressionistische kunstenaars Constant Permeke, Frits Van den Berghe en Gustave De Smet belemmerde echter een vlotte samenwerking. Toch verzorgde hij het omslagblad van het Sélection-tijdschrift van oktober 1920, waarin Apollinaire zijn recensies gepubliceerd had, en leverde later enkele losse illustraties.
In 1920 kwam Spilliaert opnieuw in contact met Permeke en liet zich opnieuw inspireren door het vissersleven. Hij schilderde in 1922 opnieuw een portret van Permeke (later uit ongenoegen gescheurd door Permeke), terwijl Permeke Spilliaert en zijn gezin portretteerde op een terras aan zee.
Spilliaert nam deel aan de Biënnale van Venetië in 1920 en 1922. Spilliaert kwam met gezin in mei 1922 terug in Oostende wonen. Hij was bevrijd van financiële zorgen en herleefde aan de kust. Hij vond hier enkele goede vrienden, die hij ook zou portretteren: Marie Storck-Hertoghe (moeder van de cineast Henri Storck), dokter Victor Deknop, Adolf Van Glabbeke (1904-1959), jurist, burgemeester van Oostende en later minister, Fernand Crommelynck en Henri Vandeputte. Deze laatste was een dichter en uitgever van diverse tijdschriften. Hij werd artistiek directeur van het Casino-Kursaal van Oostende tussen 1925 en 1931 en was ook groot verzamelaar. Hij bezong de lof omtrent het werk van de Oostendse kunstenaar in Parijs en gaf verschillende presentaties van werken van Spilliaert in het Casino-Kursaal van Oostende. Met zijn gezin trok Spilliaert in 1923 naar St-Jacques-les-Mouillères, nabij het Zuid-Franse Grasse, het buitenverblijf van Vandeputte. Hij zou er 's winters vaker heen gaan. Dit resulteerde in een zeldzame olieverfschilderij Landschap nabij Grasse (privébezit).

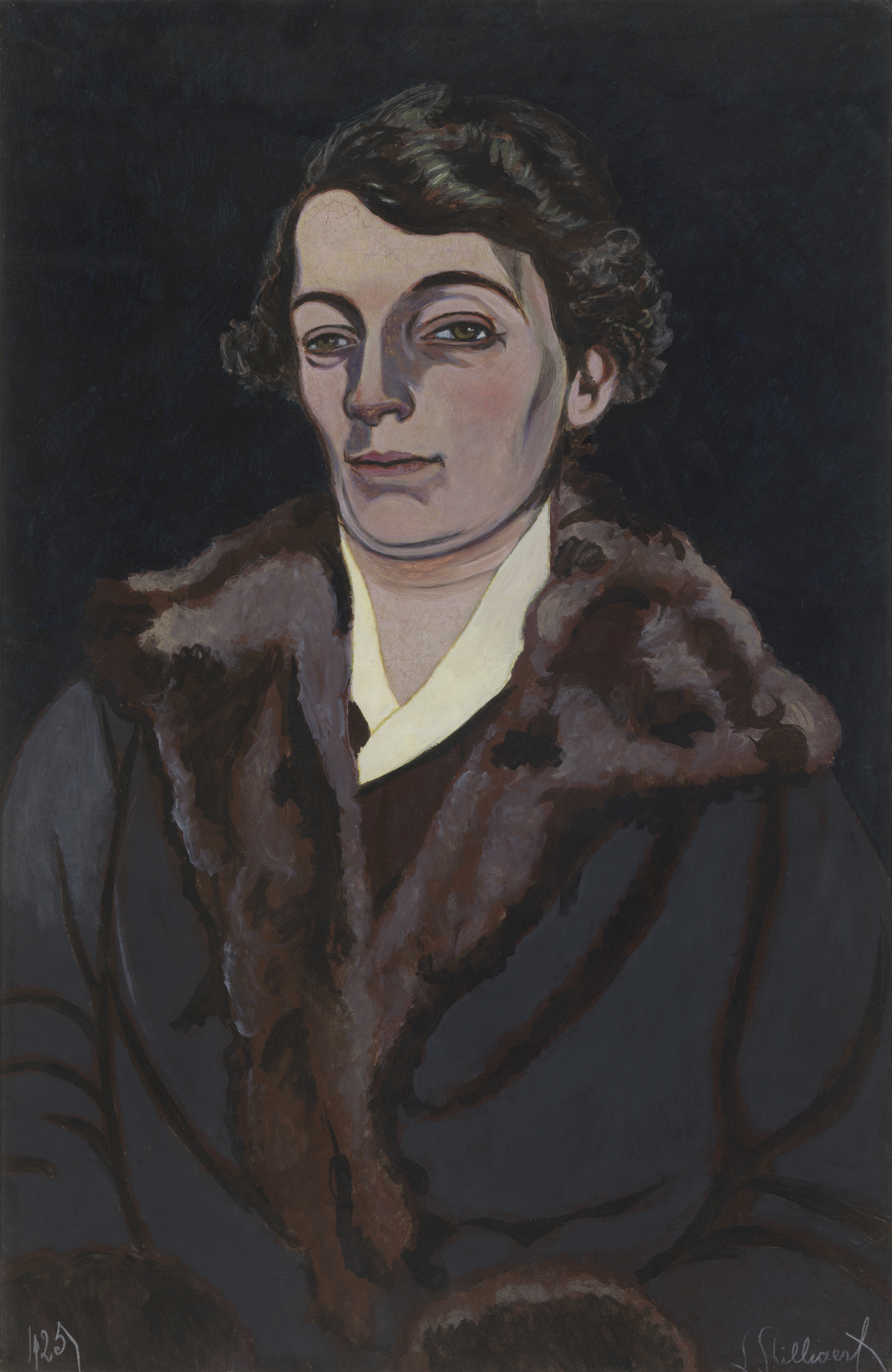
Portret van Marie Storck-Hertoghe (1925)

In de loop van de eerste helft van de jaren 1920 ging Spilliaert over tot een nieuwe techniek: het vermengen van caseïne met ondoorschijnende gouache. Hierdoor kon hij zijn werken verder abstraheren met felle contrasten en schitterende kleuren. Dit komt vooral tot uiting in de vele marines die hij nu begon te schilderen. Ze zijn gekenmerkt door een sterk strepenpatroon en heftige wolkenslierten in felle kleuren of dofblauwe tinten, neigend naar het abstracte. Ook Landschap met rood dak uit 1926 (privébezit) is een bijna abstracte tekening geworden.
Een nieuwe vriend, Walter Schwarzenberg, bood hem in 1922, in zijn Brusselse galerie Le Centaure, zijn eerste eigen grote tentoonstelling aan. Spilliaert, die toen reeds veertig was, vertoonde er 56 werken. Een dergelijke late hulde valt te verklaren doordat Spilliaert niet gemakkelijk was in de omgang en niet graag medewerking verleende aan tentoonstellingen, omdat die hem van zijn werk afhielden. Dit was dan ook niet erg bevorderlijk voor zijn naambekendheid in België. Hij moest het evenmin doen uit financiële motieven en was niet gehaast om zijn werken te verkopen. De tentoonstelling werd in lovende woorden van commentaar voorzien door Henri Vandeputte in Le Carillon van 11 oktober 1922. Paul Haesaerts zegde hem een monografie toe in Artes Belgicae Hodiernae, doch er kwam niets van terecht. Toch hield hij daar weer een vriend aan over.
De verschillende havengezichten uit 1924/1925 tonen een geometrisch spel van kleurvlakken en geometrische figuren in de vorm van de boten, de kade en de huizen op de achtergrond. In deze reeks vermeldt de eerder expressionistische tekening van Léon Spilliaert Havengezicht uit 1925 (privébezit) de tekst "Fusillade national", verwijzend naar de Vissersopstand in Oostende uit 1877 waarbij er drie doden vielen.

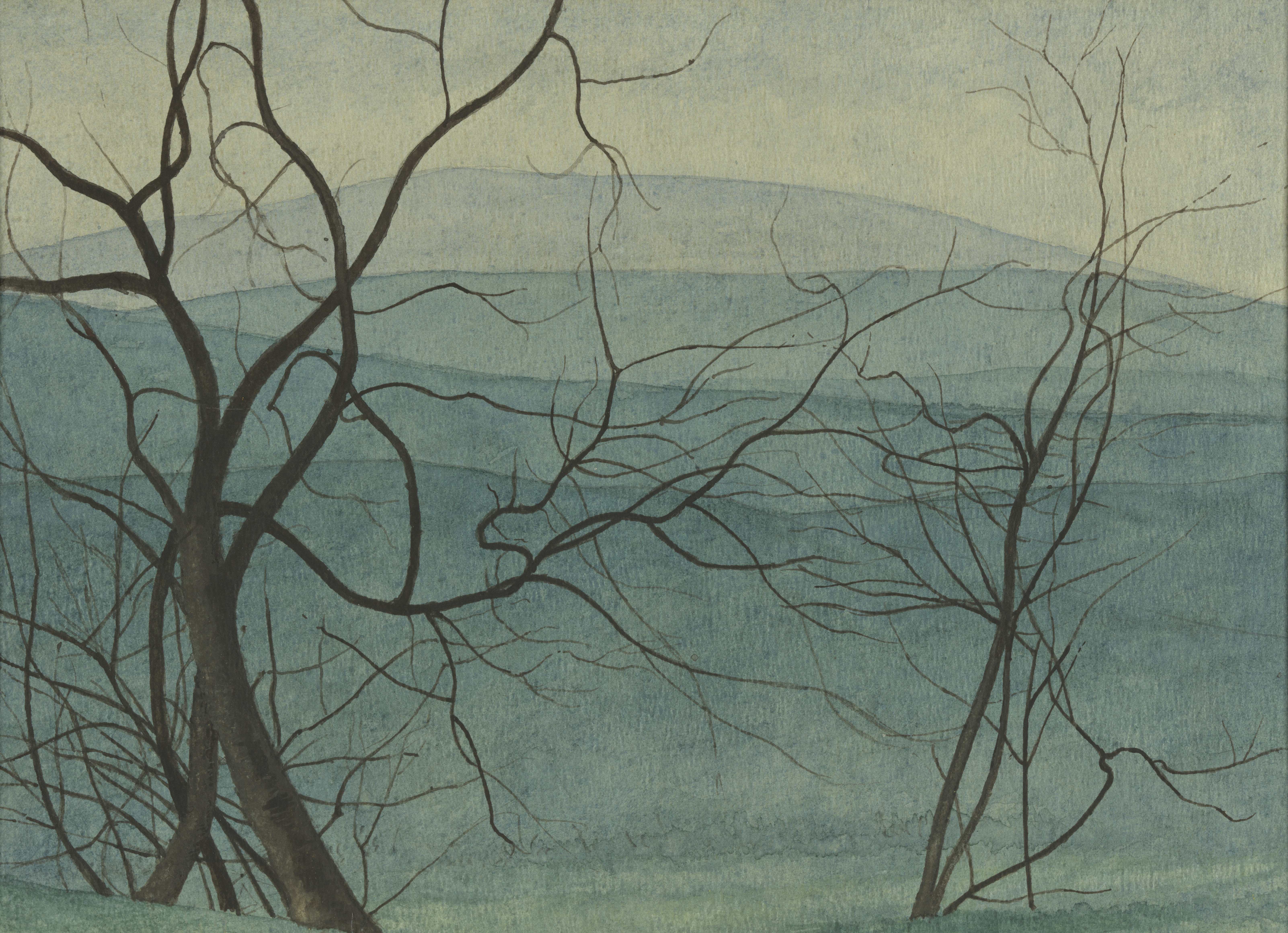
Boomtakken (1940)

In deze periode schilderde Spilliaert enkele expressieve marines in gesatureerde olieverf, hoewel hij eigenlijk niet erg hield van deze schildertechniek.
Het overlijden van zijn vader, in 1928, bracht hem uit de financiële zorgen, zodat hij van toen af ongeveer geen werken meer verkocht. In hetzelfde jaar werd hij lid van de eclectische Antwerpse kunstkring Kunst van Heden, maar hij had er al tentoonstellingen gehouden in 1921 en 1925. Voor P.-G. Van Hecke verzorgde hij nu de tekstplaten van het surrealistische tijdschrift Variétés (gesticht in 1928).
De bekende Brusselse Galerie Georges Giroux organiseerde een belangrijke Exposition Léon Spilliaert in 1929. In hetzelfde jaar en in 1931 komt hij ook voor in het tentoonstellingspalmares van Galerie Studio (Oostende).
In de jaren 1930 publiceerde Spilliaert opnieuw illustraties in boeken: pentekeningen en gekleurde aquarellen in het kinderboek Au temps que Nanette était perdue. Uit deze latere periode stammen de surrealistische illustraties met allerlei ingebeelde situaties in het boek La servante au miroir van Marcel Lecomte. In 1941 volgden nog enkele kleine tekeningetjes in Inutilités (1941) van Paul Neuhuys.
In 1932 kreeg hij een reisbeurs van staatswege. Hij maakte met zijn gezin een reis doorheen Italië, Zwitserland en Oostenrijk. Onderweg tekende hij veel, onder andere in Venetië en de Dolomieten.
In 1934 gaf hij een tentoonstelling in de Antwerpse kunstgalerie Galerie Janus.

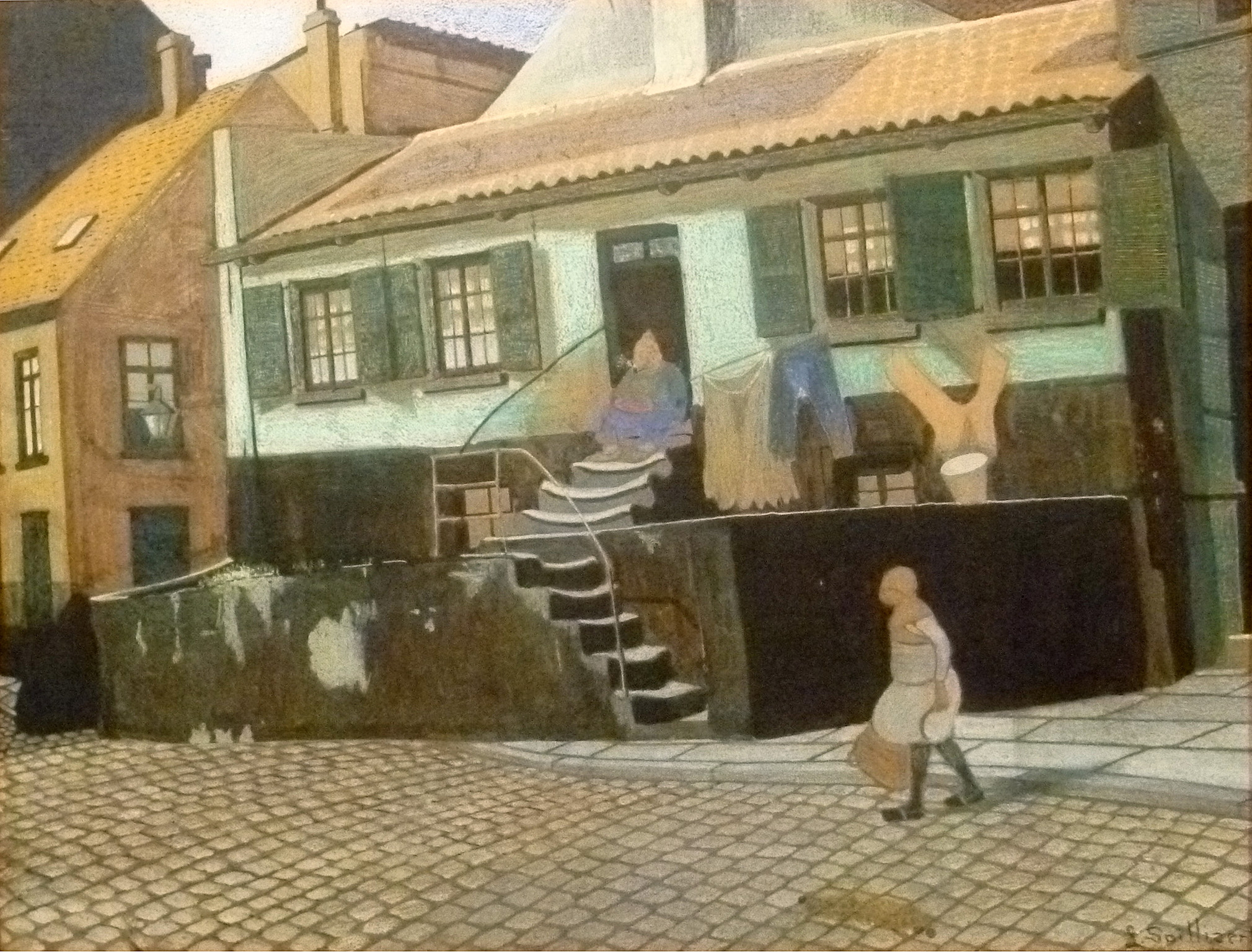
Huis 'De Preekstoel' te Oostende (1913)
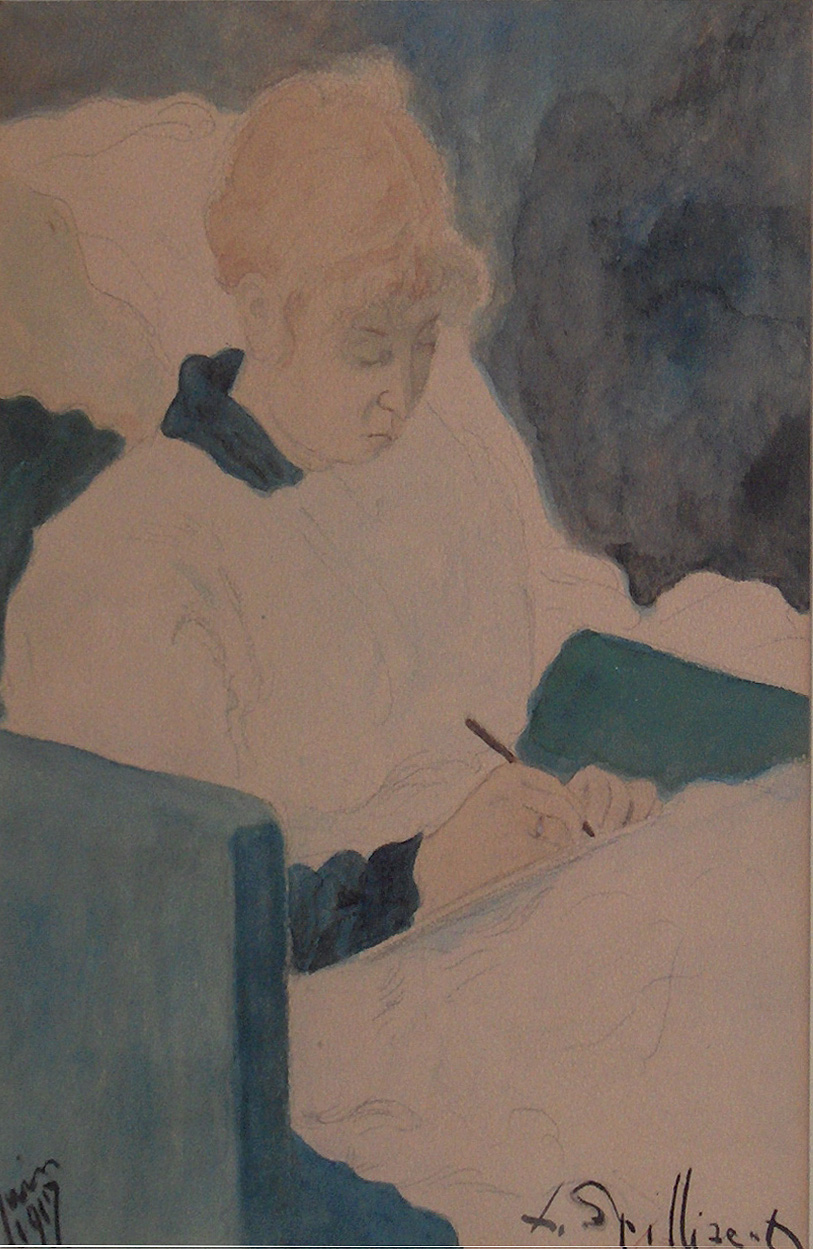
Rachel Fergison als briefschrijfster (1917)
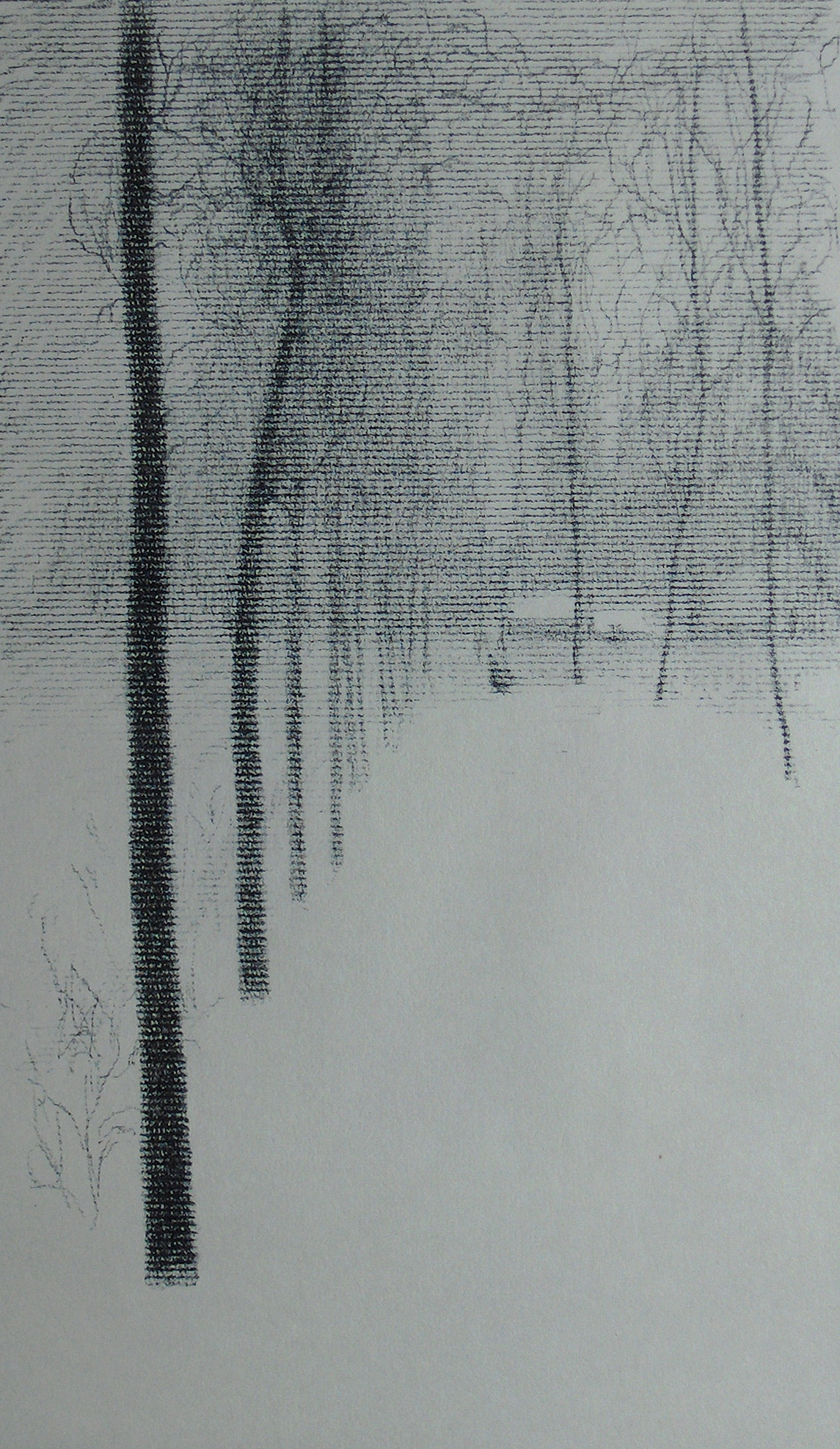
De dreef (1919)
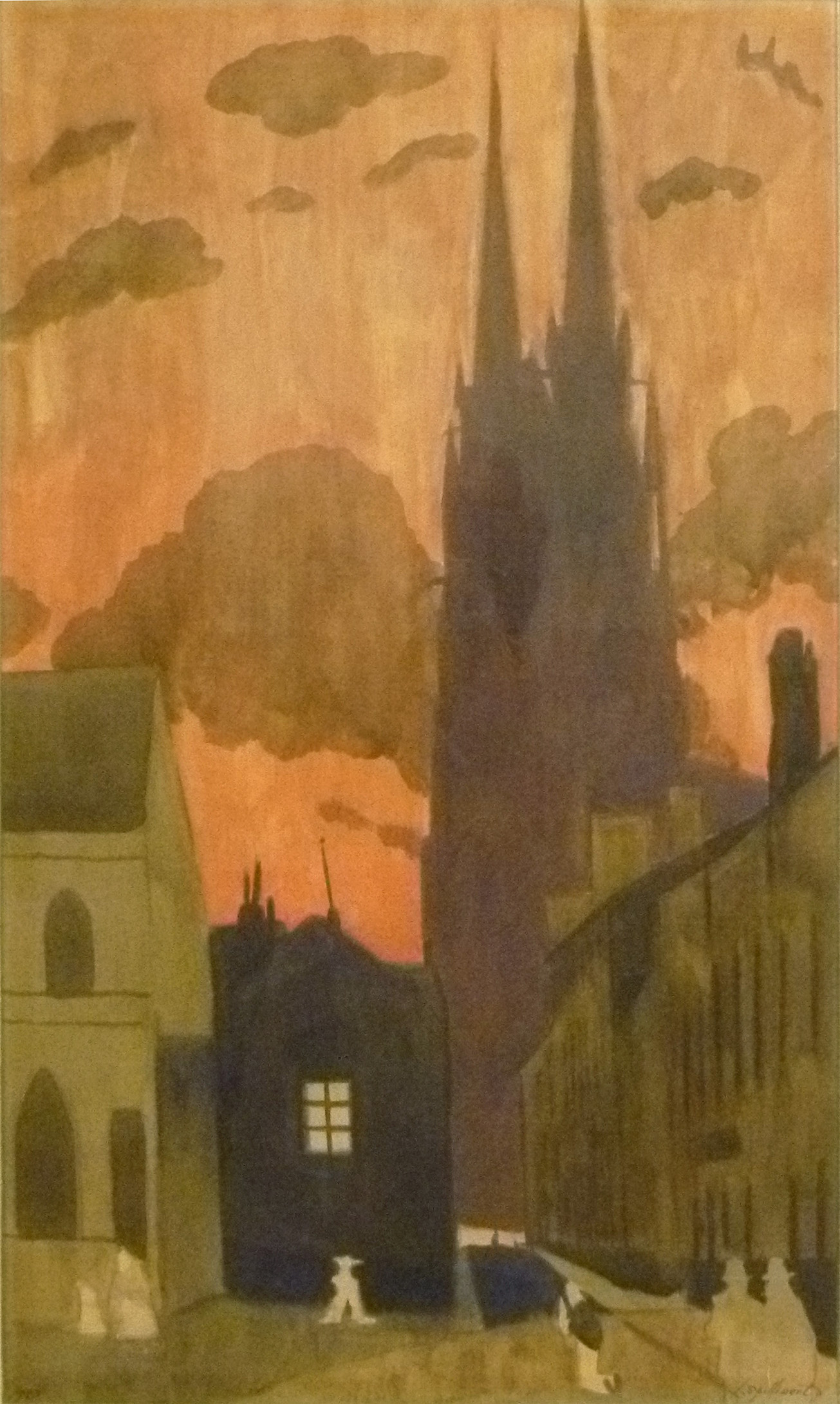
De bediening (1923)
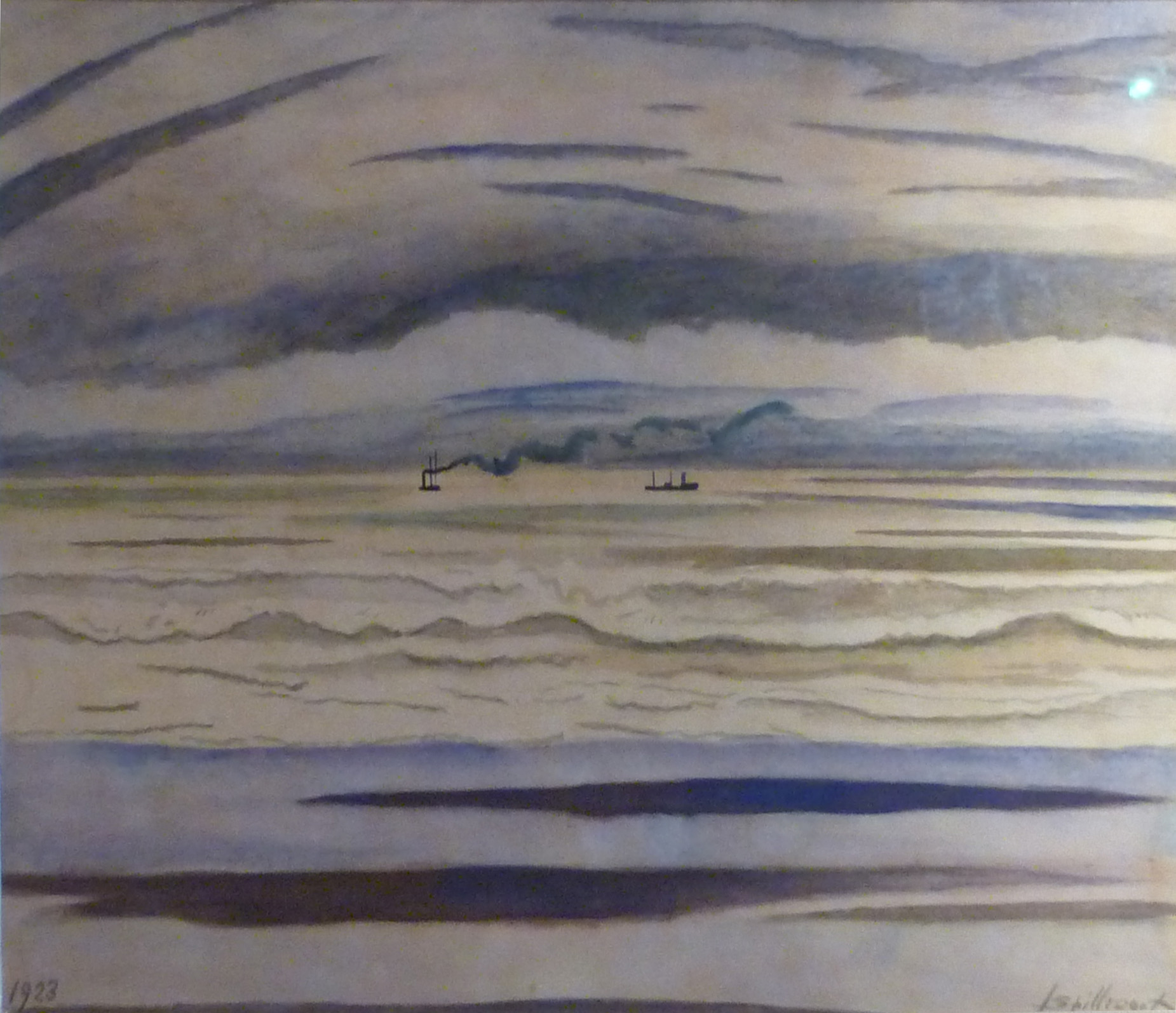
Marine (1923)
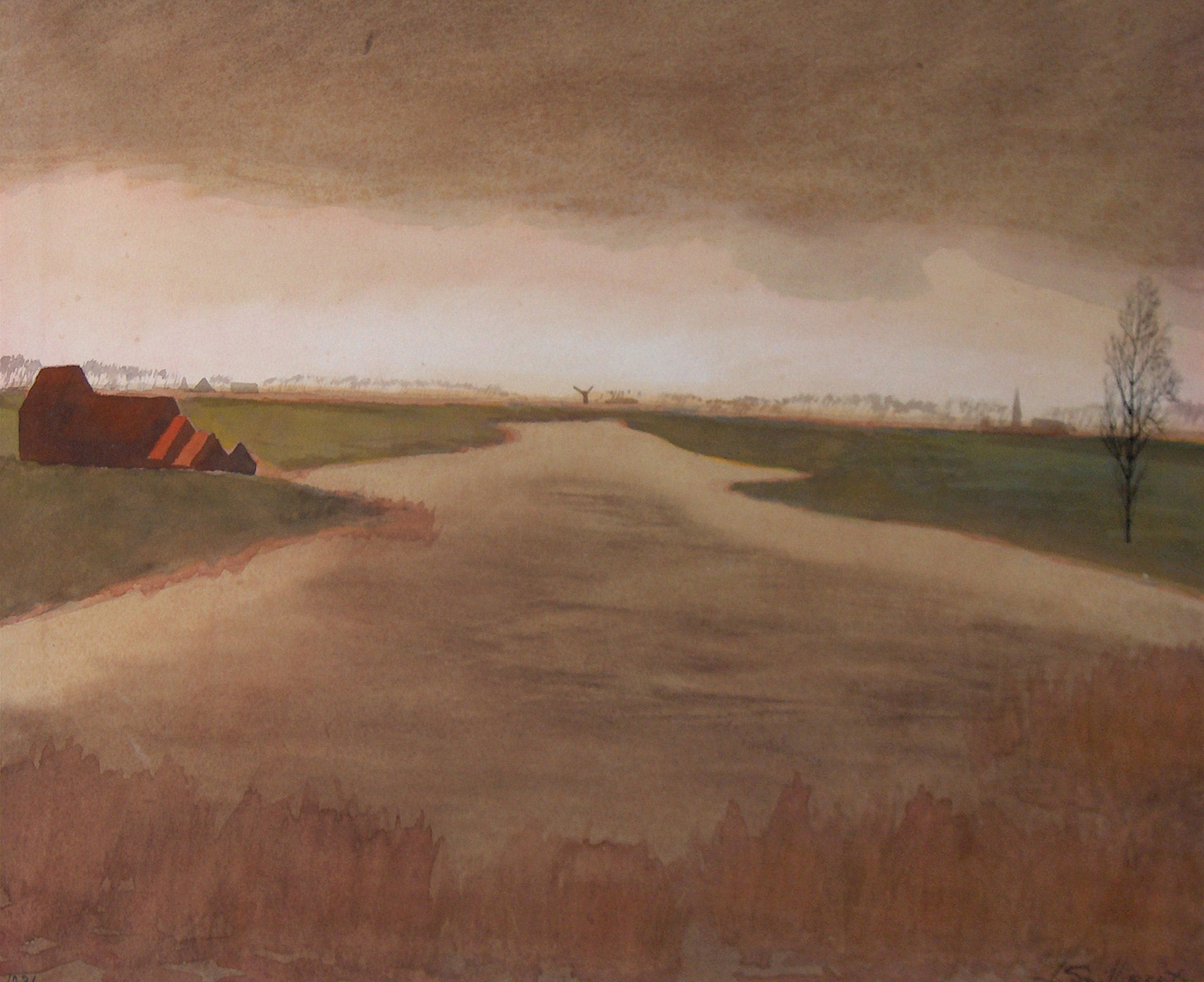
De Keignaertkreek in Zandvoorde (1931)

### Brussel
In 1935 verhuisde het gezin Spilliaert opnieuw naar Brussel zodat zijn dochter Madeleine (1917-2005) haar muzikale studie beter kon voortzetten aan het Koninklijk Muziekconservatorium.
Hij voegde een illustratie (La flèche et la faux) toe aan de bibliofiele uitgave Contes d'Horace Van Offel, verschenen in 1935.

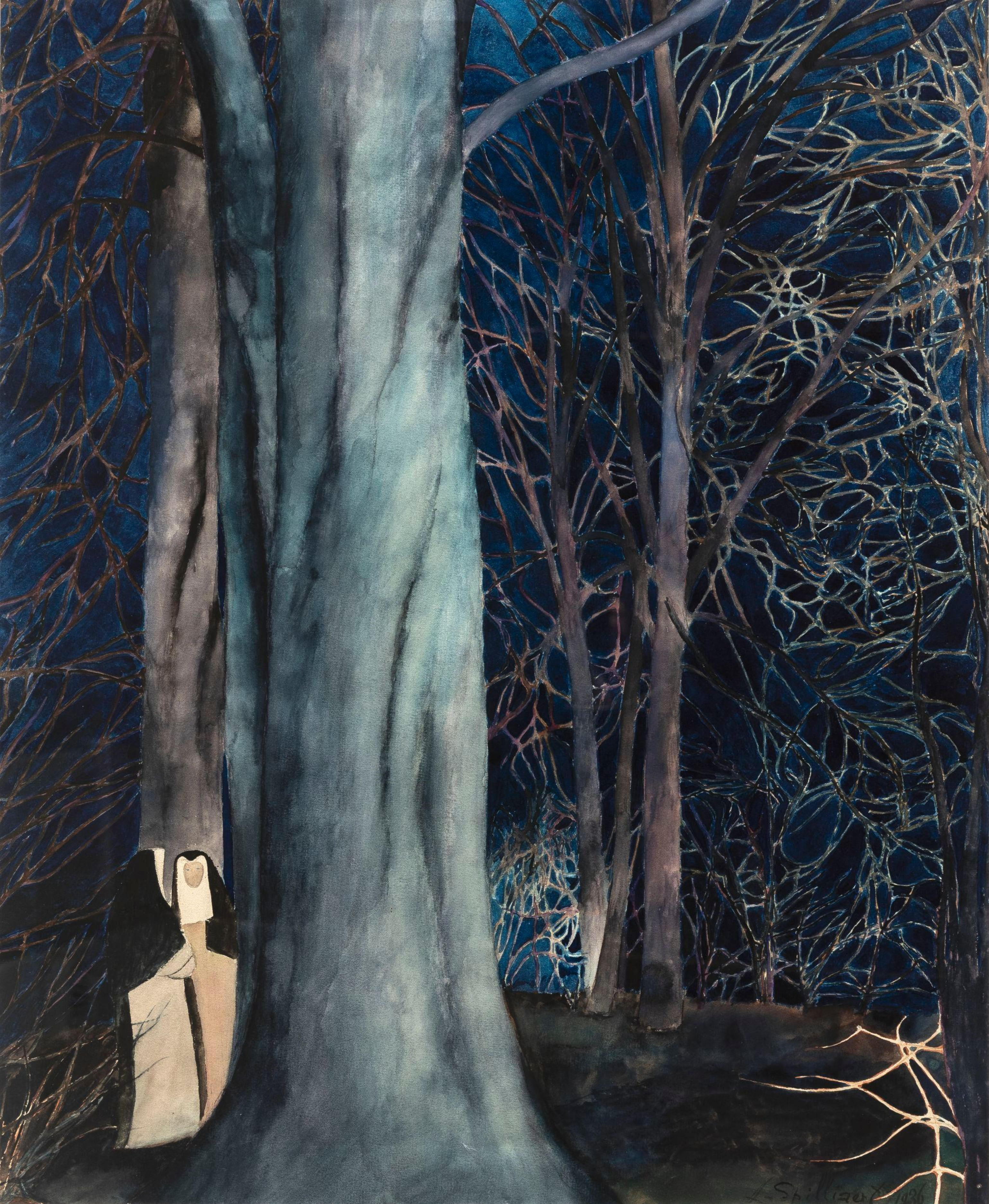
Nonnen in het bos (1936)

In 1936 kreeg Spilliaert een grote overzichtstentoonstelling in het Paleis voor Schone Kunsten in Brussel (nu Bozar).
Het vriendschappelijke contact met de Oostendse jurist-politicus Adolphe Van Glabbeke bracht vanaf 1937 de Spilliaerts meermaals naar de Hoge Venen en de Ardennen. Tussen 1937 en 1940 gaf hij in tal van tekeningen zijn interpretatie van de woeste landschappen in de Hoge Venen.
In 1937 trad hij toe tot Les Compagnons de l'Art. Luc en Paul Haesaerts waren de bezielers ervan. Constant Permeke, Hippolyte Daeye, Edgard Tytgat, Jean Brusselmans, Paul Delvaux en Oscar Jespers behoorden ook tot deze ongebonden kunstenaars.
In deze jaren dertig van de twintigste eeuw is hij wat te gehaast in zijn producties en de kwaliteit vertoont een zekere zwakte.
Tijdens de oorlog, van 1940 tot 1944, ontliep Spilliaert elke gelegenheid tot exposeren in Duitsland. Het Brusselse gezin had het in die oorlogstijd niet breed. Hij aanvaardde, wellicht uit geldnood, de opdracht van de uitgever Georges Hoyoux om de verhalenbundel La Servante au miroir van Marcel Lecomte te illustreren. Hij bezorgde hiervoor de omslagillustratie en zes afzonderlijke illustraties. Geïnspireerd hierop volgden er in 1941 nog drie autonome tekeningenː Het plein bij nacht, Passanten in een gaanderij en Interieur met lamp en boeken.
Hij schilderde in die tijd overwegend zijn bomenseries, een motief waarvan hij altijd had gehouden. Hij gebruikte hiervoor een eigen techniek waarbij hij een transparante achtergrond in aquarel deed samengaan met Oost-Indische inkt die hij met groot geduld aanbracht met zeer kleine pointillistische streepjes. Zijn laatste natuurgebonden werken waren geïnspireerd door zijn lectuur van middeleeuwse mystieken en Latijnse dichters.
In 1941 gaf hij nog een tentoonstelling in de kunstgalerie La Petite Galerie in Brussel. In 1944 organiseerde het Paleis voor Schone Kunsten de grote Spilliaert-expositie, te Brussel.
Lijdend aan angina pectoris (hartkramp) stierf Léon Spilliaert op 23 november 1946, te Brussel. In zijn atelier waren een groot aantal onverkochte tekeningen achtergebleven. Hij ligt begraven op de begraafplaats aan de Stuiverstraat in Oostende.

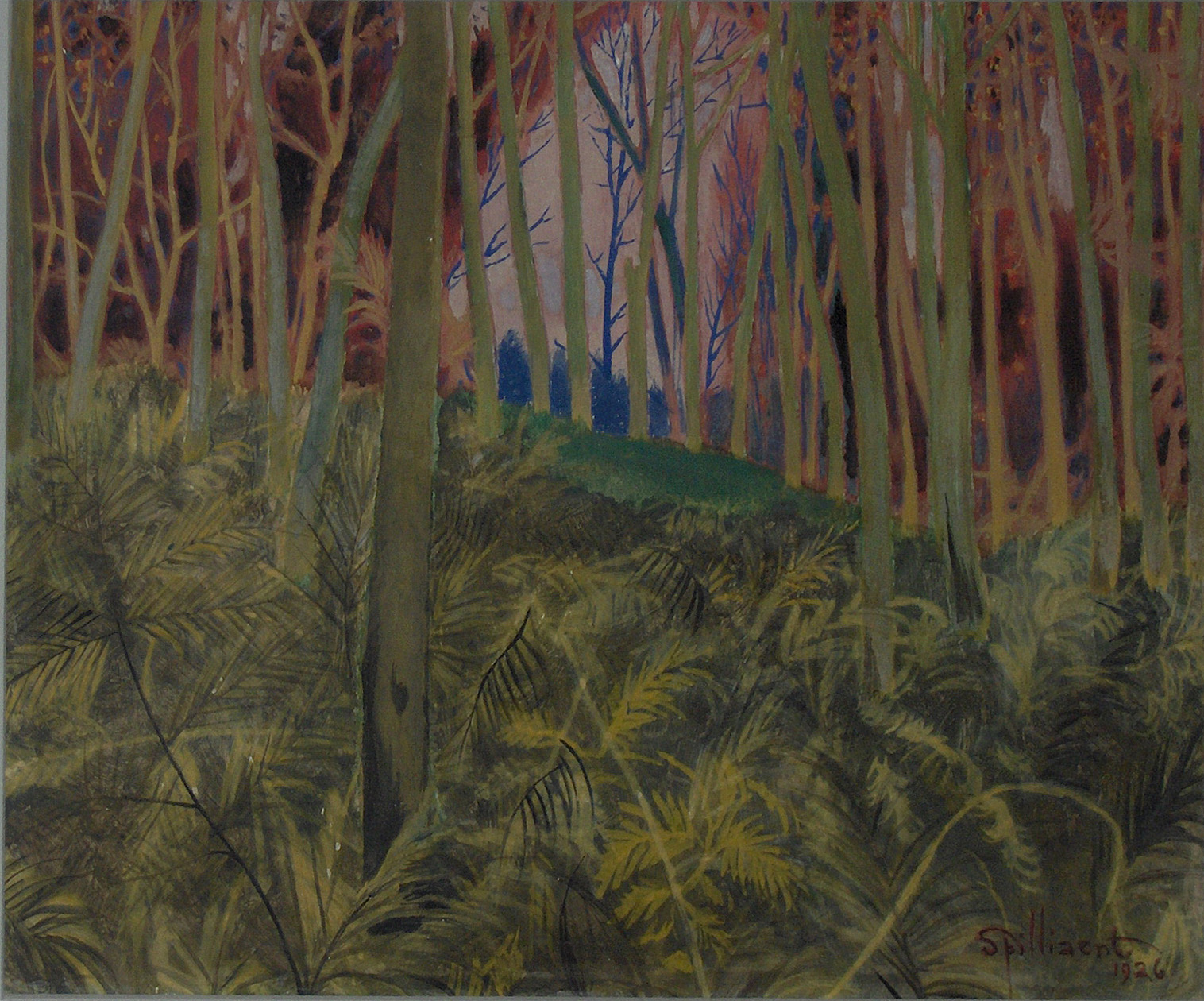
Boomstammen en varens (1926)
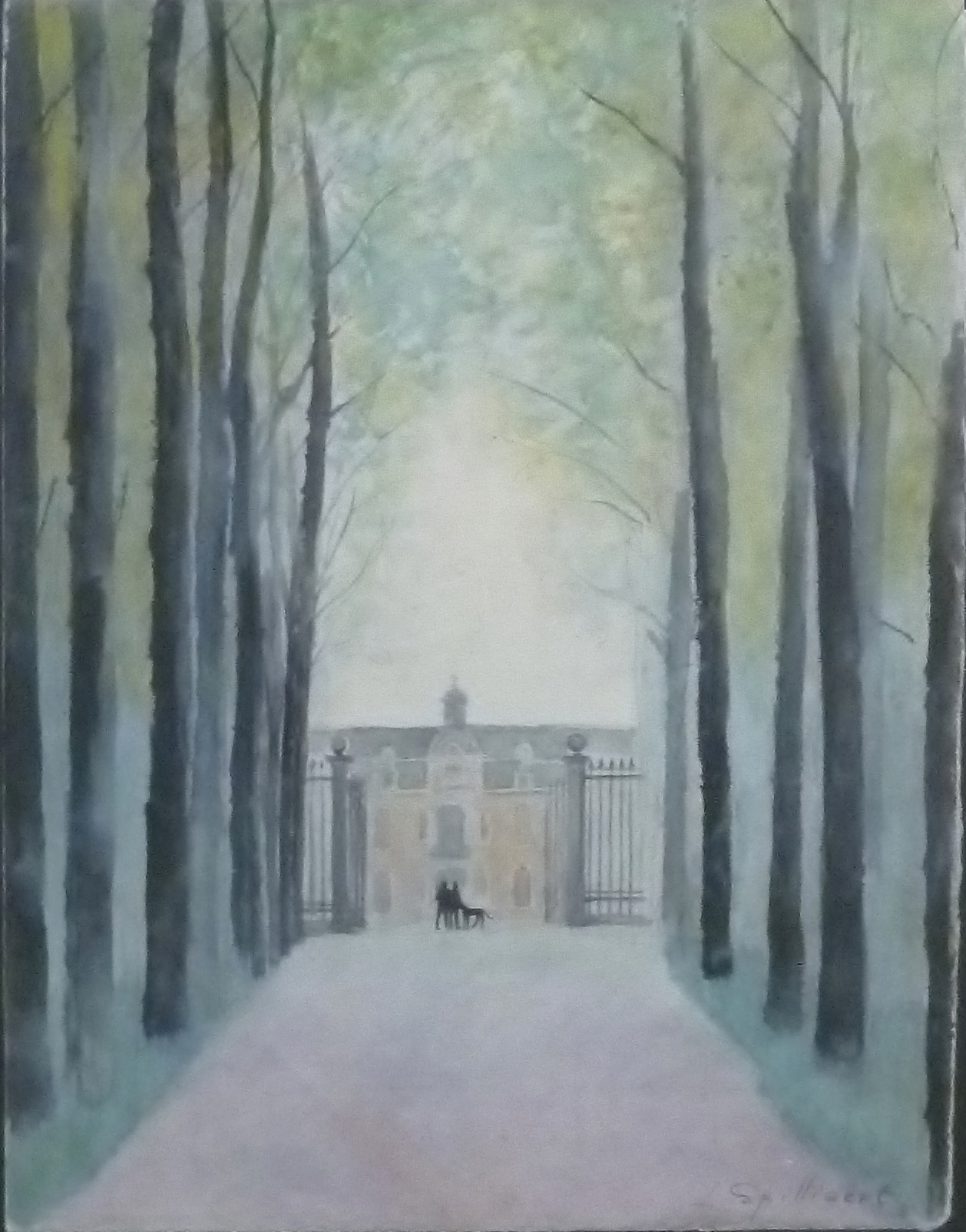
De dreef naar het kasteel (1930) - illustratie voor Au temps que Nanette était perdue
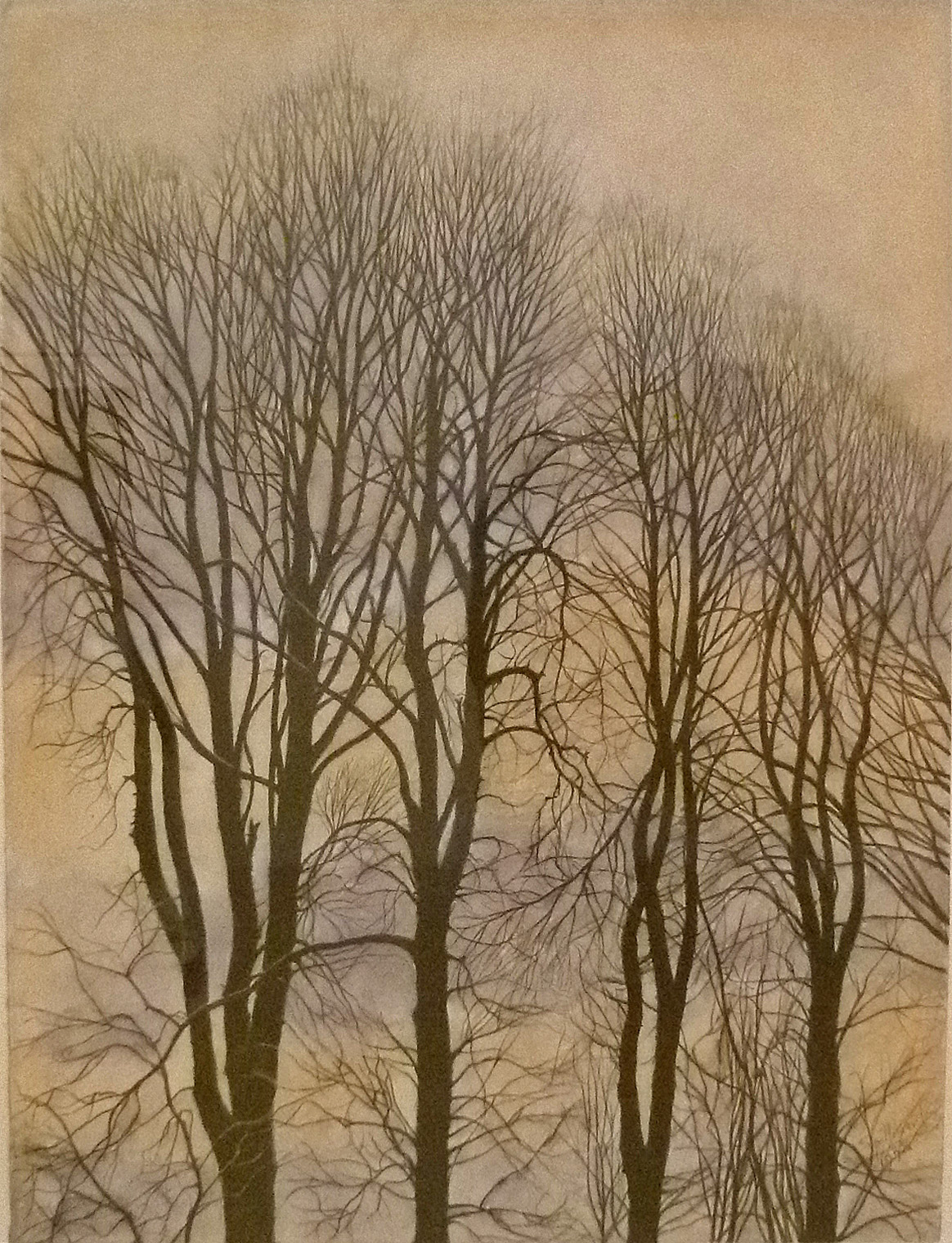
Arbre et Ciel (1938)
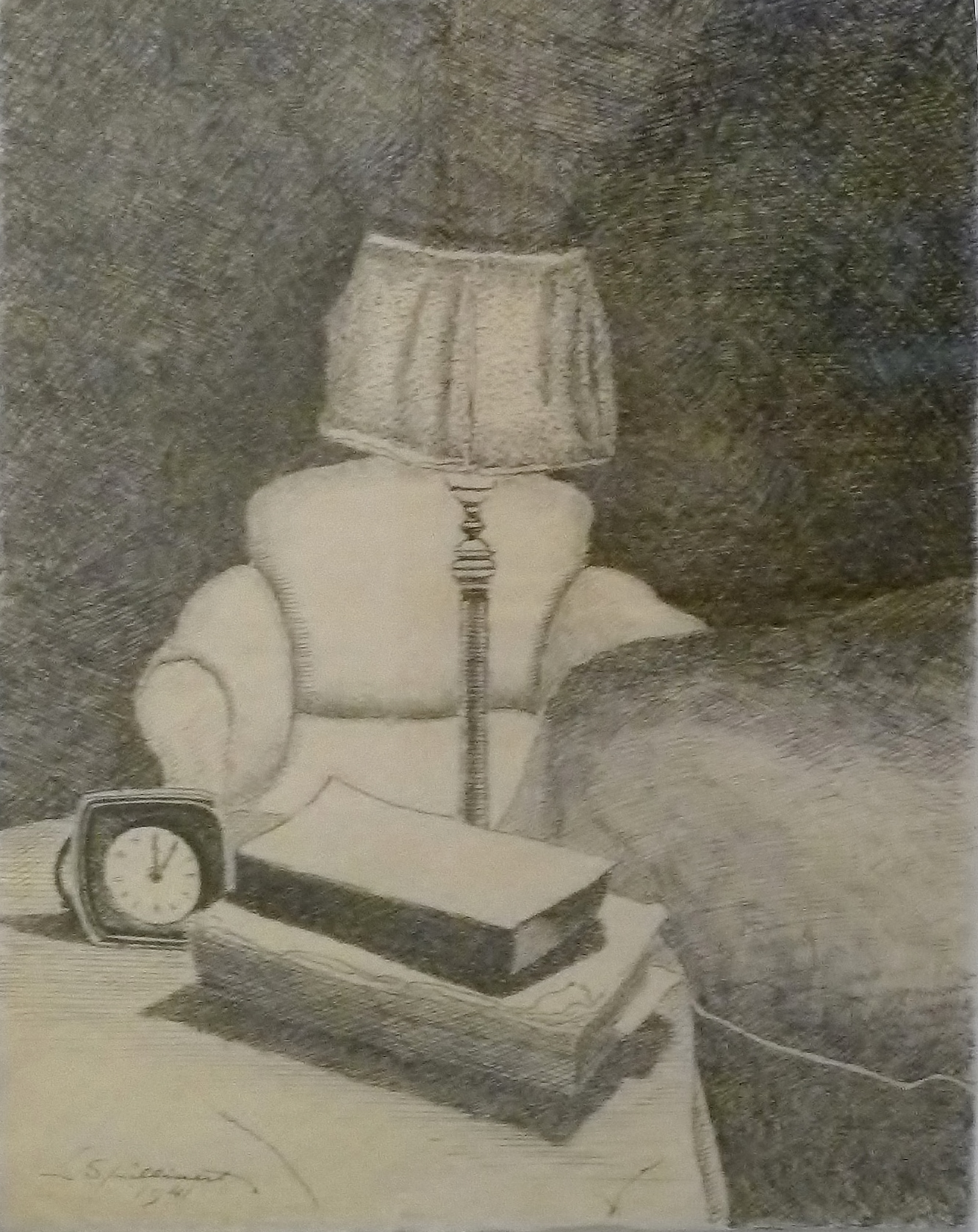
Interieur met lamp en boeken (1941)

## Kunstwerken
Léon Spilliaert was bijzonder productief. Vele van zijn 4500 werken waren nog onverkocht bij zijn dood. Hij werkte veel en zeer snel in gemengde techniek op papier of schilderskarton. Hij experimenteerde voortdurend met kleurpotlood, vet krijt, Oost-Indische inkt, aquarel en gouache, of een mengeling van deze technieken. Hij heeft slechts in het begin van zijn loopbaan, met een piek in de jaren 1920 tot 1926, ongeveer 55 olieverfschilderijen gemaakt. Zijn beperkte hoeveelheid drukgrafiek met gravures, litho's en boekillustraties is lang in de schaduw gebleven. Hij heeft ook enkele ontwerpen voor wandtapijt gecreëerd voor de tapijtweefster Elisabeth De Saedeleer.

## Boekillustraties
Dit gedeelte van het oeuvre van Spilliaert is gedurende lange tijd onderbelicht gebleven. Pas in de jaren tachtig van de twintigste eeuw zagen enkele boeken, geïllustreerd door Spilliaert, weer het daglicht. Hijzelf beschouwde zichzelf niet zozeer als illustrator want “Ik ben niet goed in het weergeven van dromen van anderen want ik heb er zelf te veel.” Toch heeft hij tussen 1902 en 1941 een klein aantal toneelstukken of dichtbundels maar ook een kinderboek en een roman geîllustreerd. Hij deed dit ofwel in opdracht van zijn toenmalige werkgever, de uitgever Deman, ofwel omdat hij niet kon weigeren aan een vriend of gewoon uit financiële noodzaak.
In de periode 1902-1903 illustreerde hij de twaalf gedichten in de dichtbundel Pour les Amis du Poète, een bloemlezing uit de gedichten van Emile Verhaeren uitgegeven door Edmond Deman in 1896, met 33 volblad- en halfbladillustraties, samen met grote en kleine vignetten en randtekeningen.volgens de beschikbare ruimte. Hij voelde een bepaalde verwantschap met de symbolistische literatuur van Verhaeren en probeerde dit in een vrije poëtische manier een vorm te geven. Hij deed dit opnieuw met de tien legenden in Petites Légendes van Verhaeren (uitgegeven in 1900). De 32 tragikomische of humoristische taferelen geven op suggestieve wijze en met rake observatie de sfeer weer van de verhalen.
In de periode 1901-1902 had de uitgever Deman een luxe-uitgave in drie delen van het symbolistische theater van Maurice Maeterlinck in een beperkte en genummerde oplage uitgebracht. Hij vroeg in 1903 aan Spilliaert om zijn eigen exemplaar te verluchten met een reeks illustraties. Uiteindelijk werden er dit 348 volbladtekeningen en vignetten, waarin Spilliaert op spaarzame wijze zijn verbeelding de vrije loop laat. Na een openbare veiling in 1920 verdween deze bibliofiele zeldzaamheid uit het zicht en pas in 1998 werden deze drie delen herontdekt.
In 1907 kreeg hij opnieuw een illustratieopdracht van Deman, ditmaal voor het toneelstuk Le Sculpteur de Masques. Symbole tragique en un acte van Fernand Crommelynck. Al deze ontwerpen, uitgevoerd met penseel en Oost-Indische inkt, werden echter door Deman afgewezen. Een afficheontwerp voor het toneelstuk La Glu van de Franse toneelauteur Jean Richepin werd door oorlogsomstandigheden in 1917 niet uitgevoerd. Omstreeks 1917-1918 kreeg hij het verzoek van de uitgeverij Insel Verlag in Leipzig tot ontwerpen van illustraties bij de Duitse vertaling van het Midelnederlandse toneelspel Mariken van Nieumeghen. Hij aanvaardde deze opdracht wellicht uit financiële noodzaak. Het resultaat kon blijkbaar de opdrachtgever niet boeien wegens te weinig typisch Vlaamse elementen en werd geweigerd.
In 1917 (?) tekende hij zeventien illustraties bij de vijftien gedichten in de kleine dichtbundel Toute la Flandre. Les Tendresses premières van Verhaeren (uitgegeven in 1904 bij Deman). Zijn stijl is ditmaal verschillend en hij gebruikte vreemde en ongebruikelijke, schelle kleuren in groene, oranje en roze aquarelverf met beelden die een synthese vormen met de tekst .Deze dichtbundel verdween in een privécollectie en bleef spoorloos tot 2014.
In de periode 1917-1920 maakte hij een aantal lithografische werken en losstaande tekeningen, geïnspireerd door poëziebundelsː in 1917 Dix lithographies inspirées par Les Serres Chaudes de Maurice Maeterlinck (verspreid in twintig exemplaren); in 1920 La Femme au Prisme, Poèmes van Franz Hellens (verspreid op 120 exemplaren) met zes gepubliceerde illustraties;
In 1930 kreeg hij een verzoek van Benoît Bouché om zijn verhaal Au temps que Nanette était perdue te illustreren. Dit resulteerde in dertien aquarellen in een levendig kleurengamma en een reeks pentekeningen in Oost-Indische inkt waarvan de beelden nauw aansluiten bij de inhoud van dit jeugdverhaal.
In 1931 maakte hij de omslagillustratie met twee meeuwen voor de dichtbundel Poëme du Poëte van zijn vriend Henri Vandeputte.
Georges Houyoux, uitgever van Éditions des Artistes verzocht zijn vriend Spilliaert in 1935 om een gravure te leveren voor de bundel vertellingen Contes van Horace Van Offel. Veel andere bekende Belgische kunstenaars verleenden hiervoor eveneens hun medewerking (o.a James Ensor, Jean Brusselmans, Franz Masereel en Georges Minne).
In zijn latere jaren werd Spilliaert voor zijn illustraties eerder gefascineerd door het fantastische. Hij werd geïnspireerd door het verhaal La Chute de la Maison Usher van Edgar Allan Poe (in een vertaling van Charles Baudelaire). Dit leidde in 1930 tot een schets van een galopperende ruiter in een schetsboek tussen andere tekeningen. Hieruit ontstond in 1935 een autonome tekening in groot formaat (mogelijk een ontwerp voor een frontispice). Hij herhaalde hetzelfde thema in 1941 met De ridder, een potloodtekening aangevuld met Oost-Indische inkt. In deze moeilijke oorlogsjaren aanvaardde hij in 1941 een opdracht van Houyoux tot illustratie van de verhalenbundel La Servante au miroir van de Belgische surrealist Marcel Lecomte. Hij maakte hiervoor een aantal tekeningen in Oost-Indische inkt en drie autonome tekeningen die nauw aansluiten bij deze verhalenbundel. Zijn laatste gekende illustraties dateren ook uit 1941 Het zijn een omslagtekening en drie kleine, speelse vignetten in groene drukinkt in de dichtbundel Inutilités van Paul Neuhuys

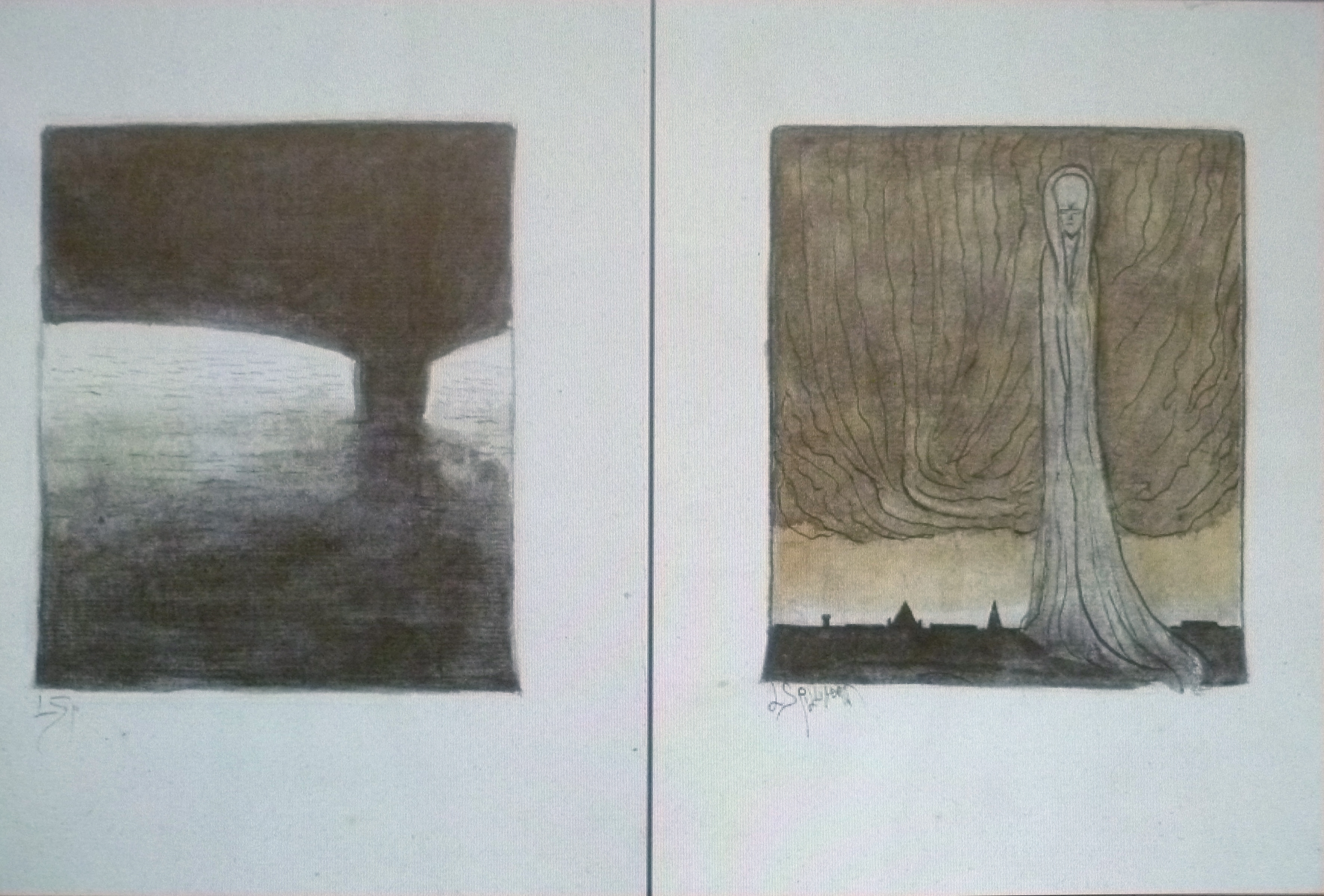
Pour les Amis du Poète (Verhaeren); links: Traagstromende rivier; rechts: Ranke vrouw; Conseil
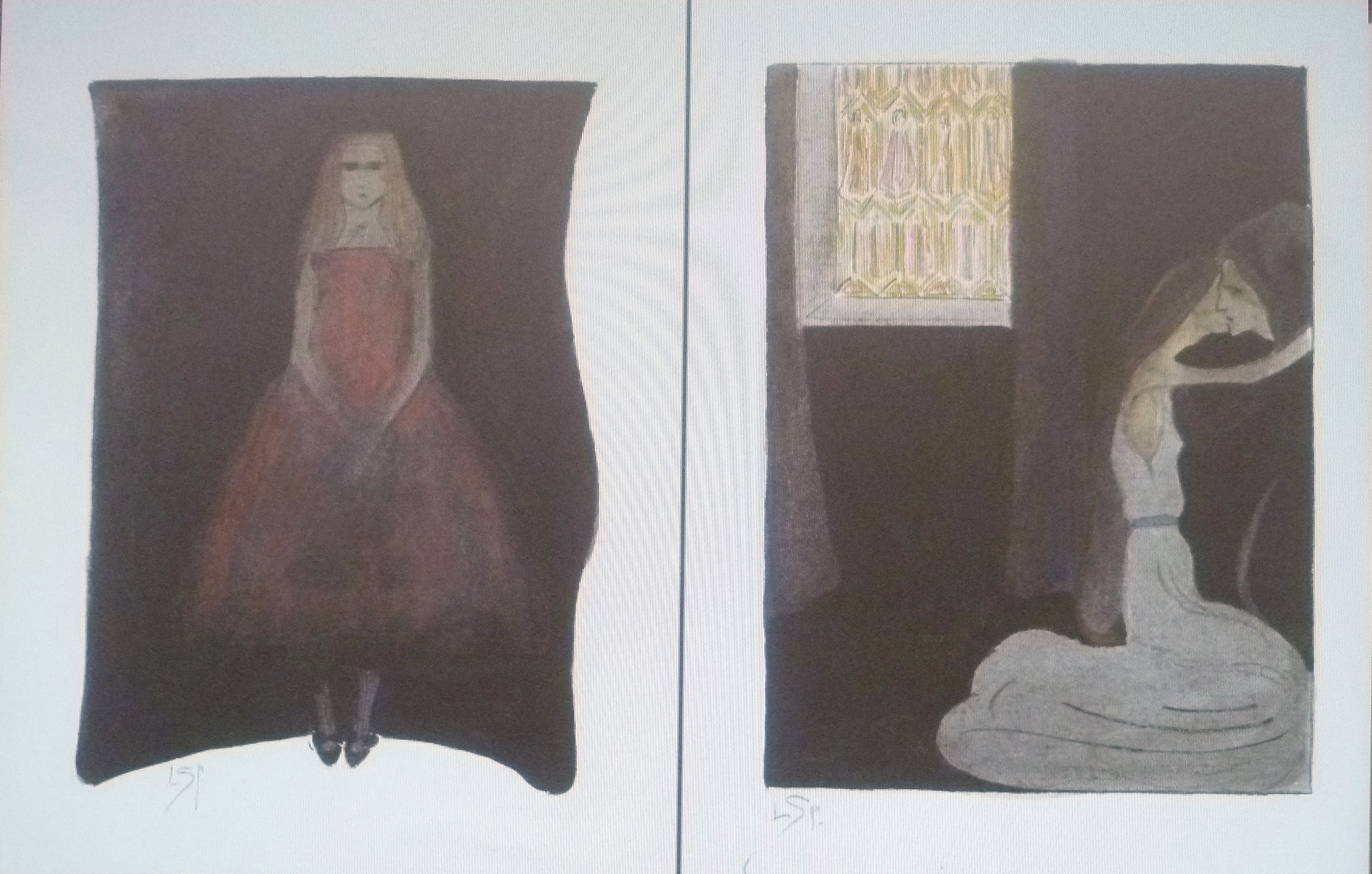
Aglaveine et Sélysette - theaterstuk door Maeterlinck; links: titelblad Aglaveine in dieprode jurk; rechts: Sélysette en haar grootmoeder; de omhelzing
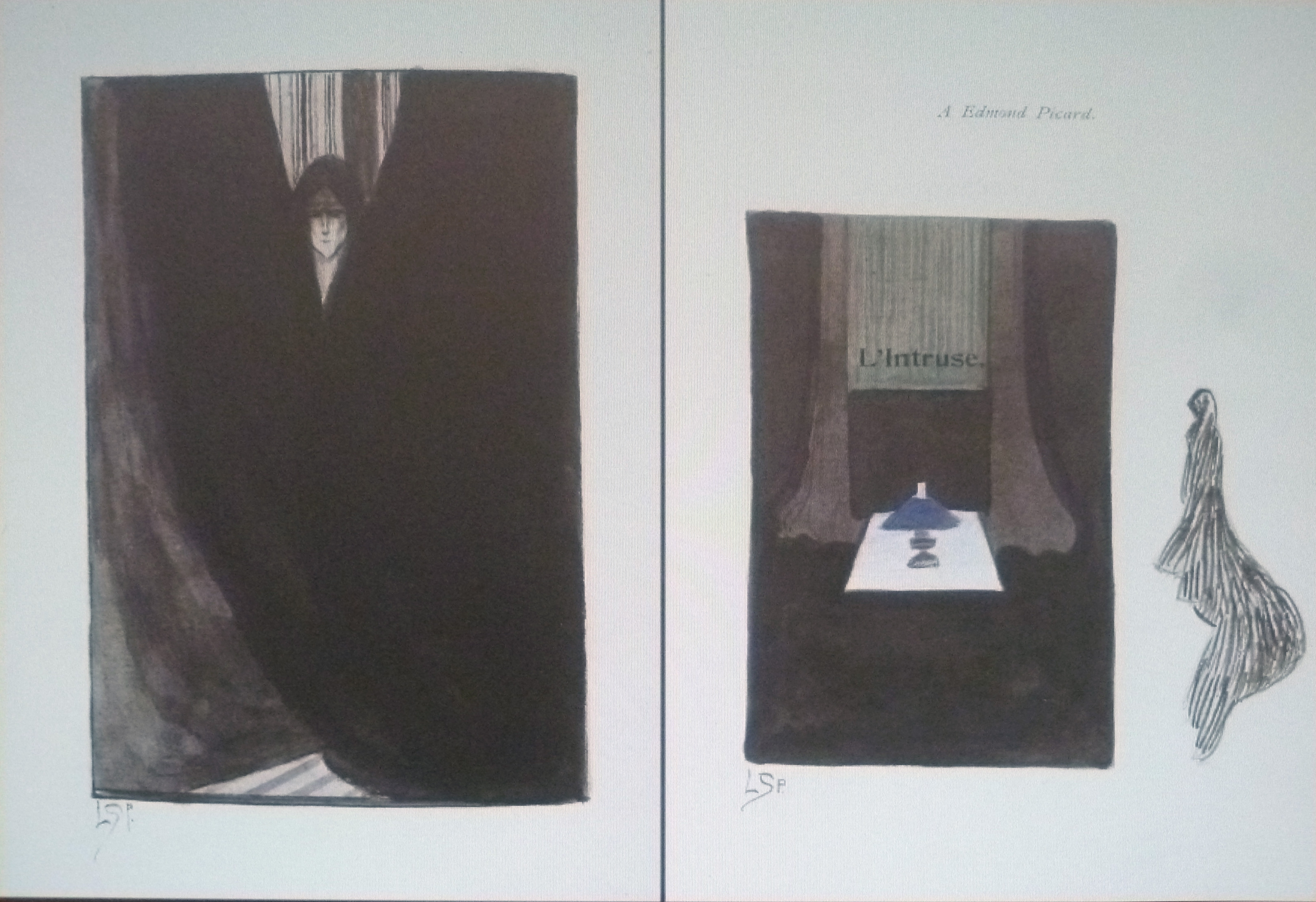
L'Intruse, theaterstuk door Maeterlinck; links: Gevleugelde figuur; rechts: Interieur en figuur
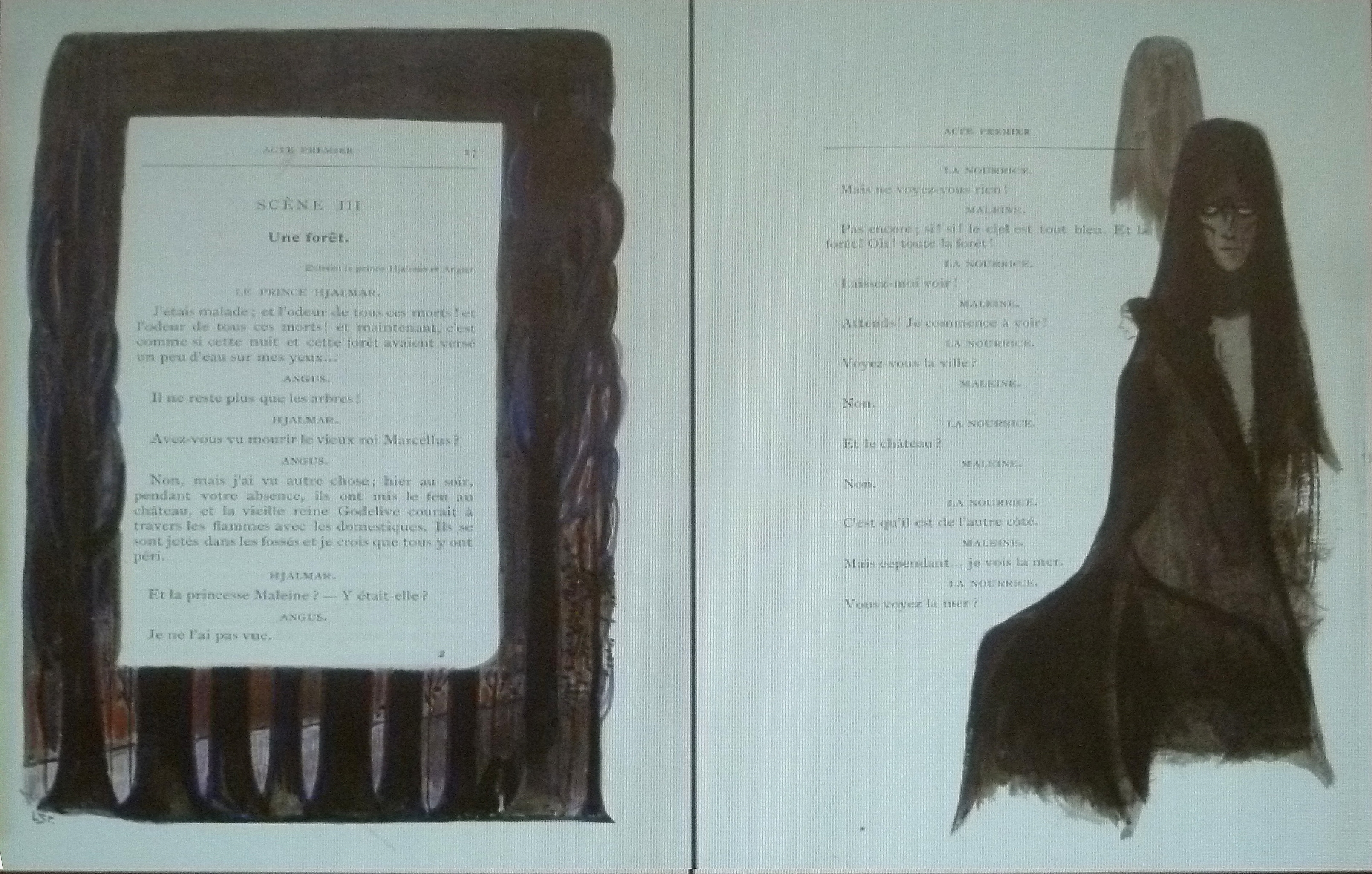
La Princesse Maleine, theaterstuk door Maeterlinck; links: Een rij bomen en twee figuren; rechts: Maleine en haar voedster
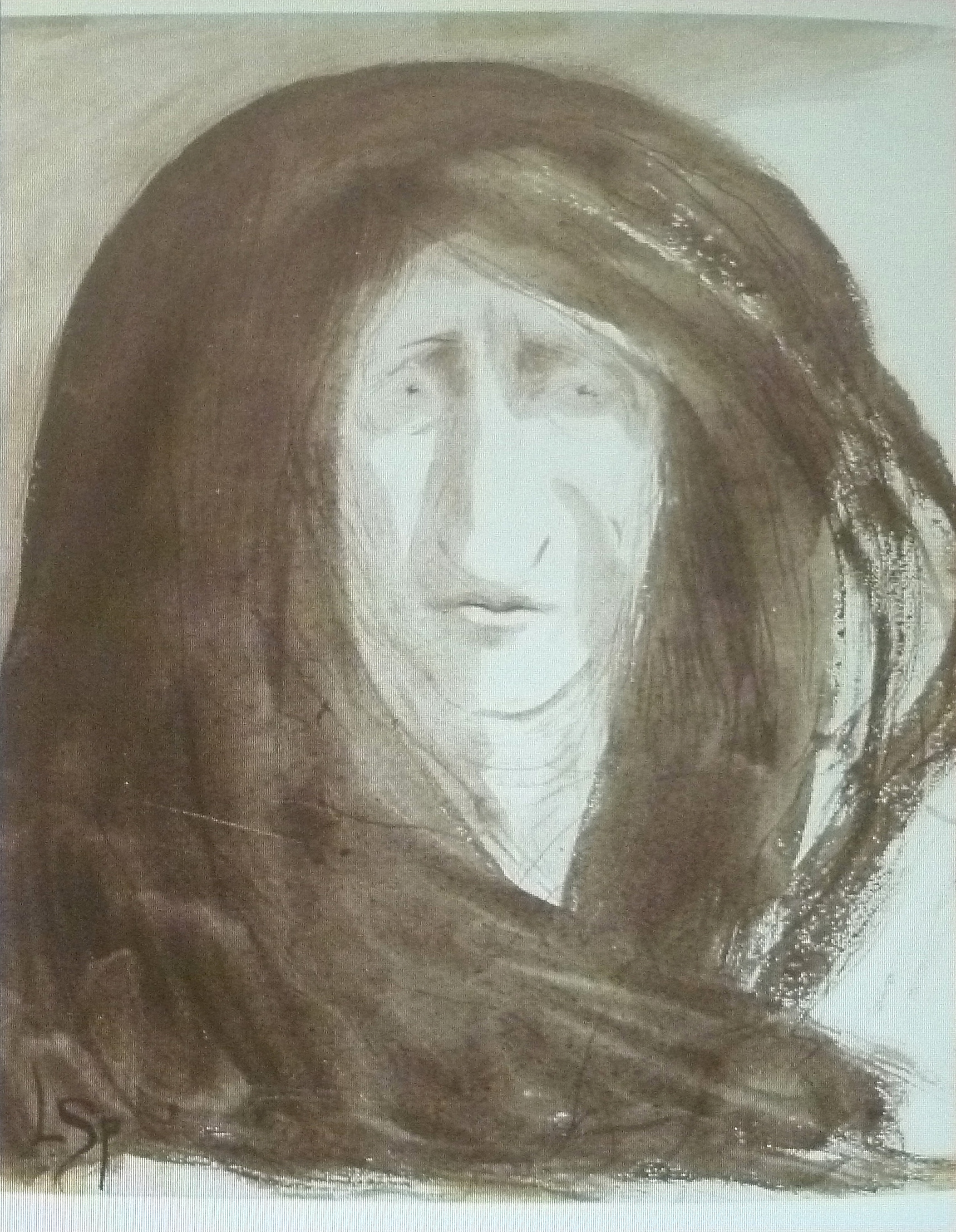
Zuster Beatrijs; theaterstuk van Maeterlinck
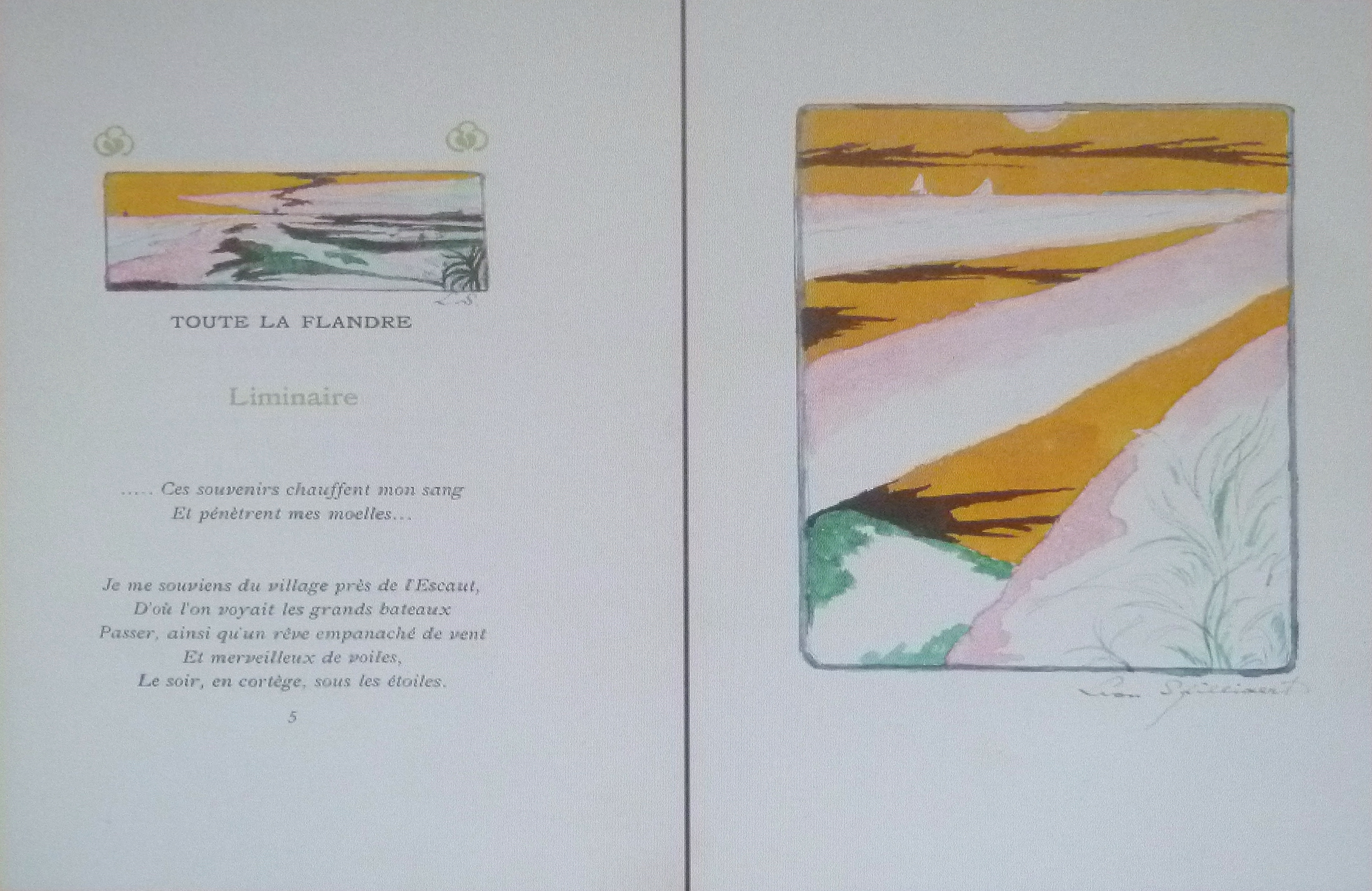
Toute la Flandre Les tendresses premières (Verhaeren), Zee en strand
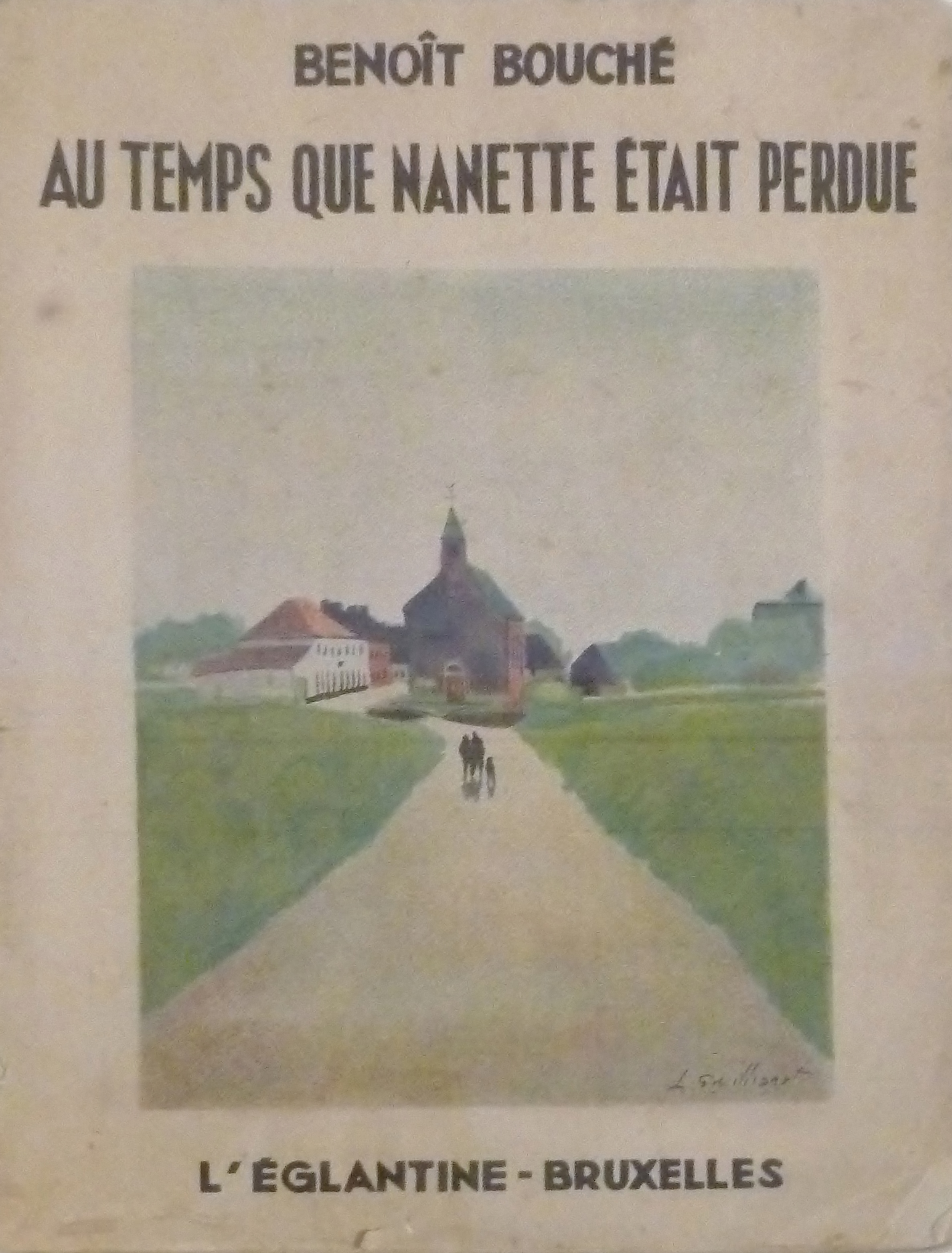
Au temps que Nanette était perdue door Benoît Bouché; omslag van de pocketuitgave
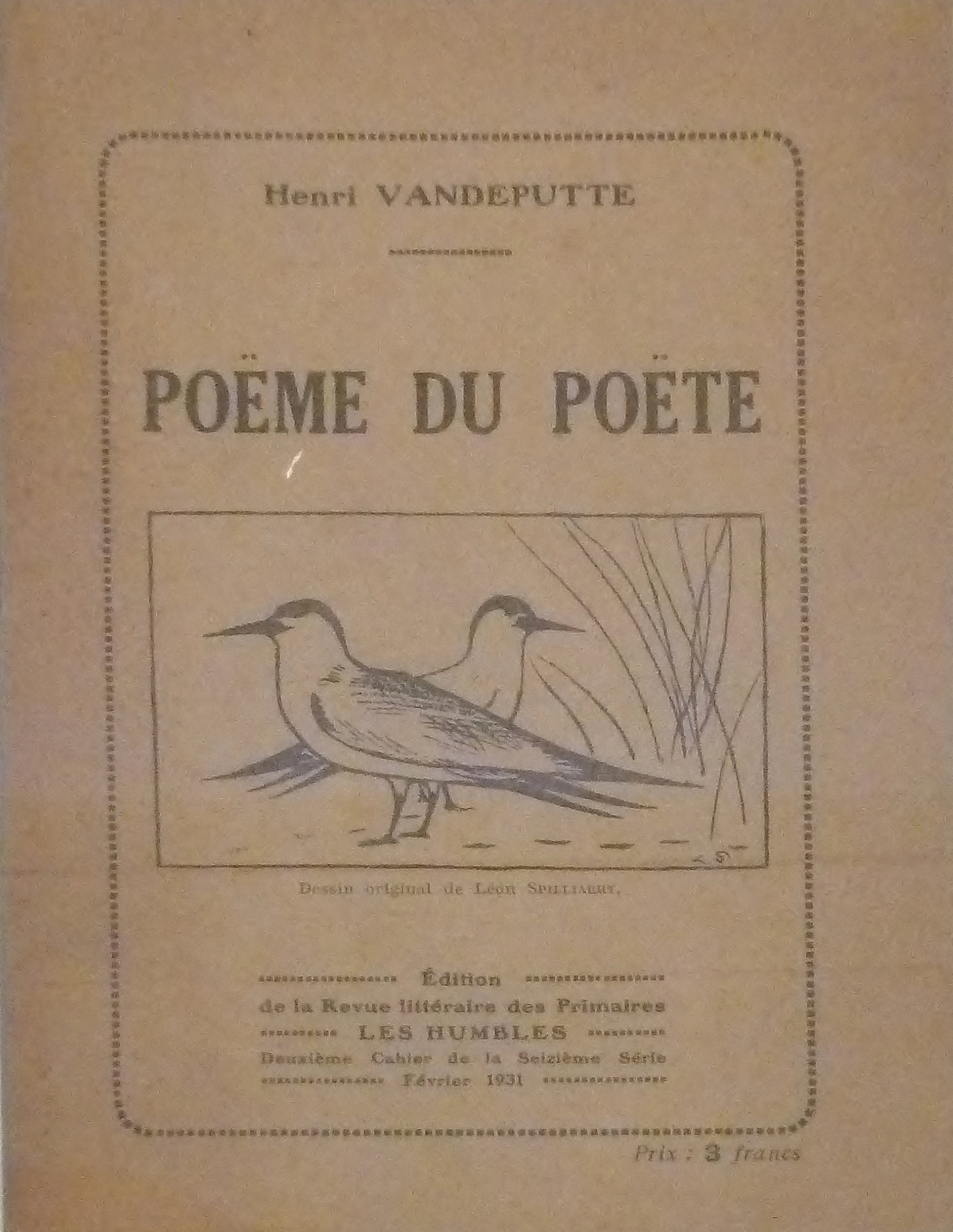
Omslagillustratie (met twee meeuwen) van Poëme du Poëte (Henri Vandeputte)
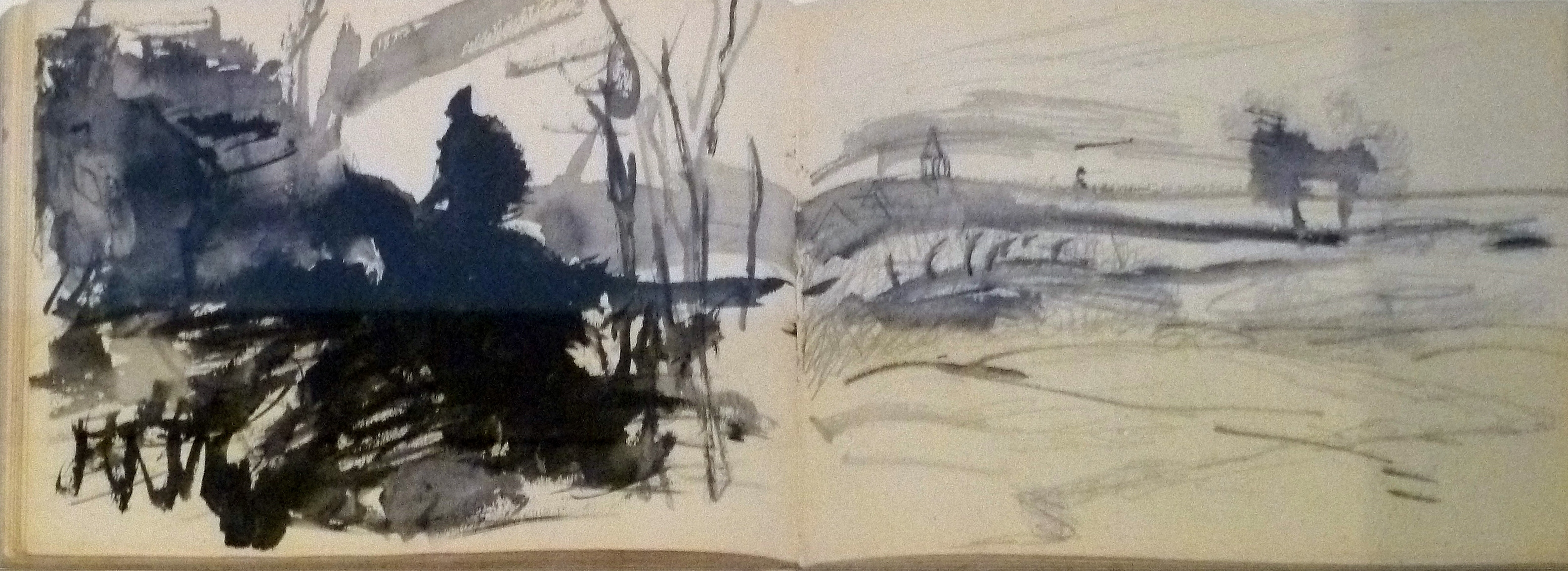
La Chute de la Maison Usher; Galopperende ruiters, ontwerp in schetsboek
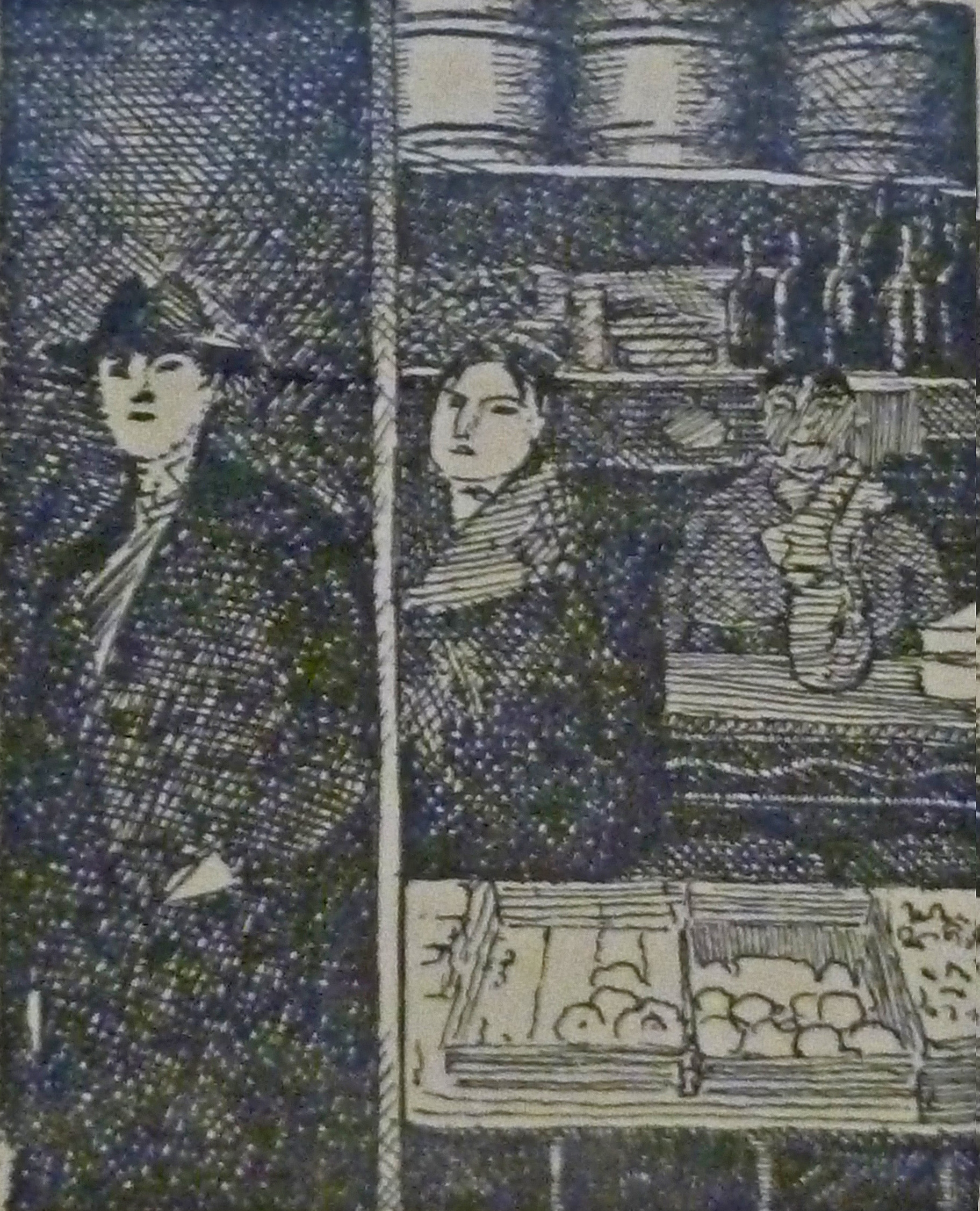
La Servante au miroir, verhalenbundel door Lecomte; De kruidenierszaak

## Kunsthistorische waardering
Er was een tijd dat er in feite niemand wakker lag van de onconventionele werken van Spilliaert. Men kon aan deze eenzaat immers geen plaats geven in de belangrijke Europese kunststromingen uit zijn tijd en dit speelde lang in zijn nadeel. De Franstalige kritiek, in het bijzonder van de kunstrecensent Franz Hellens in L'Art Moderne in de periode 1909-1920 was niet bepaald lovend. Naarmate het werk van Spilliaert een evolutie doormaakte, evolueerde ook de kunstkritiek in gunstige zin, onder andere van de dichter Mélot du Dy (in L'Art Libre, 1919), Paul Fierens in Frankrijk en Henri Vandeputte (o.a; in La Patrie, juli 1922). Nederlandstalige kritiek verscheen soms, tussen oktober 1913 en december 1927, in de Nieuwe Rotterdamsche Courant in de rubriek Kunst te Brussel van de hand van de dichter en kunstcriticus Karel van de Woestijne
In het monumentale boek L'art en Belgique, du moyen âge à nos jours van de kunstcriticus Paul Fierens dat in 1946 verscheen, wordt Spilliaert een enkele keer met een paar lijnen vermeld in een kort hoofdstukje Quelques isolés. Dit in tegenstelling met tijdgenoten zoals Ensor, Permeke en Rik Wouters aan wie lange teksten gewijd werden. In het boek uit 1953 La peinture belge d'autrefois, 1830-1930 van Pierre Poirier komt de naam Spilliaert zelfs niet voor. Er zou pas een kentering komen in de jaren 60 en begin de jaren 70 van de twintigste eeuw. Men begon opnieuw het symbolisme en de art nouveau te appreciëren. Dit vertolkte zich in een aantal tentoonstellingen en publicaties van Spilliaertkenners zoals Anne Adriaens-Pannier, Norbert Hostyn, Xavier Tricot en Francine-Claire Legrand. Sindsdien zijn de prijzen voor zijn werken op de kunstmarkt danig gestegen en kunnen gemakkelijk meer dan 100.000 € bedragen. Hij wordt nu beschouwd als een der grote Belgische kunstenaars uit de eerste helft van de twintigste eeuw. Het Mu.ZEE in Oostende bezit de grootste collectie ter wereld van deze kunstenaar, nl. meer dan 120 werken. Dit museum wijdt zelfs een hele afzonderlijke sectie aan hem (samen met zijn stadsgenoot James Ensor).
In mei 2016 opende het Spilliaerthuis zijn deuren aan de Koningin Astridlaan te Oostende. Via twee tijdelijke tentoonstellingen per jaar wordt het werk van Spilliaert ontsloten voor een breed publiek.

## Musea en openbare verzamelingen
Ongeveer 80 % van zijn werken bevinden zich nog in privéverzamelingen en komen slechts sporadisch op de kunstmarkt terecht, waar ze dan ook hoge prijzen behalen.
- Antwerpen, Koninklijk Museum voor Schone Kunsten Antwerpen
- Antwerpen, Museum Plantin-Moretus
- Brest, Musée des Beaux-Arts
- Brugge, Groeningemuseum
- Brussel, Prentenkabinet van de Koninklijke Bibliotheek Albert I (met ongeveer 150 tekeningen aangekocht tussen 1956 en 1960 van de weduwe Spilliaert)
- Brussel, Kon. Musea voor Schone Kunsten van België
- Brussel, Museum van Elsene
- Brussel, Museum David en Alice van Buuren (Ukkel)
- Brussel, verzamelingen van de Kamer van Volksvertegenwoordigers en van de Senaat
- Detroit, Detroit Institute of Art
- Deurle, Museum Dhondt-Dhaenens
- Gent, Museum voor Schone Kunsten
- Grenoble, Musée des Beaux-Arts
- Himeji, Himeji City Museum
- Liège, Musée d' Art Moderne et Contemporain (voorheen Musée du Parc de la Boverie)
- Liège, Université de Liège
- New York, Metropolitan Museum of Art
- Oostende, Mu.ZEE (voorheen P.M.M.K. en M.S.K.; gefusioneerd in 2008), waar er een volledige afdeling gewijd werd aan Léon Spiliaert, samen met James Ensor.
- Oostende: Het Spilliaert Huis (geopend op 6 mei 2016; Rotonde West naast Thermae Palace Hotel) met regelmatig nieuwe tentoonstellingen van werken van Spiliaert.
- Parijs, Musée d'Orsay
- Provincie Brabant
- Stavelot, Musée de l'Abbaye
- Vlaamse Gemeenschap
- Brussel, Belfius Collectie (voorheen gekend als Paribas Bank België NV en Dexia)

## Naleven en hommages
- Een afgietsel van zijn handen (genomen na overlijden) en de pasteldoos die hij van zijn vader in 1900 ten geschenke kreeg zijn te zien in het Mu.ZEE in Oostende.
- Postzegels gewijd aan de schilder, uitgegeven door de Belgische Posterijen (2006)
- In Oostende is er een straat naar hem genoemd
- Verschillende iconische foto's door de bekende Oostendse fotograaf Maurice Antony
- Er bestaan verschillende werken door kunstenaars, geïnspireerd door Léon Spilliaert
  - Georgette Guillaume: Hommage aan Spilliaert (1972) (KMSK, Brussel)
  - Gerard Holmens: Hulde aan Spilliaert (stenen sculptuur in Oostende)
  - Herlinde Seynaeve: UMBRA (2002), beeld langs de Zeedijk in Oostende, geïnspireerd op De Duizeling[9]
  - Lionel Vinche: De les in het rolschaatsen. Hulde aan Léon Spilliaert (1977) (KMSK, Brussel)
  - Willy Bosschem: Portret van Léon Spilliaert (2013)

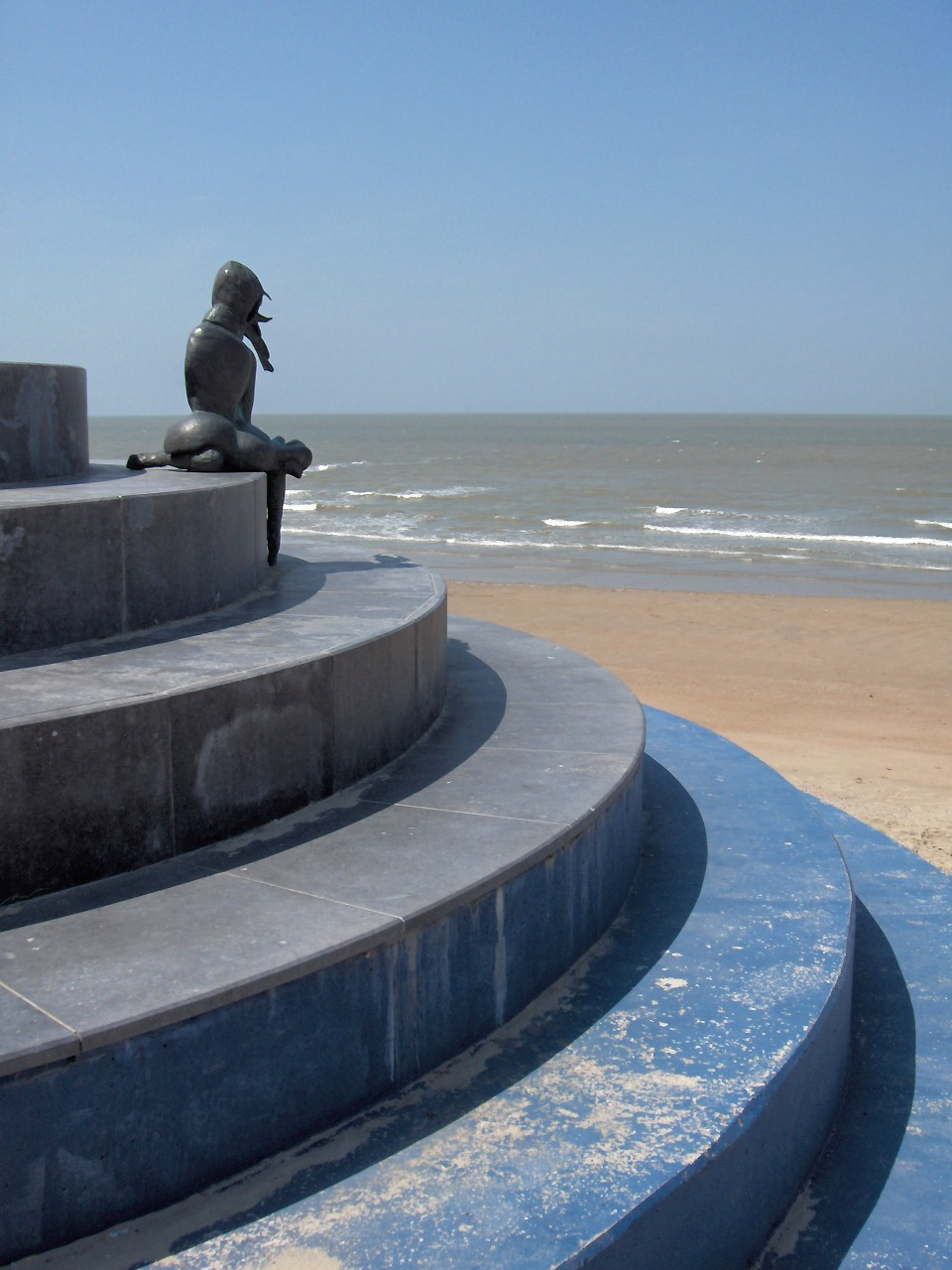
UMBRA, beeld op de Zeedijk te Oostende, gemaakt naar de tekening Duizeling (2002)
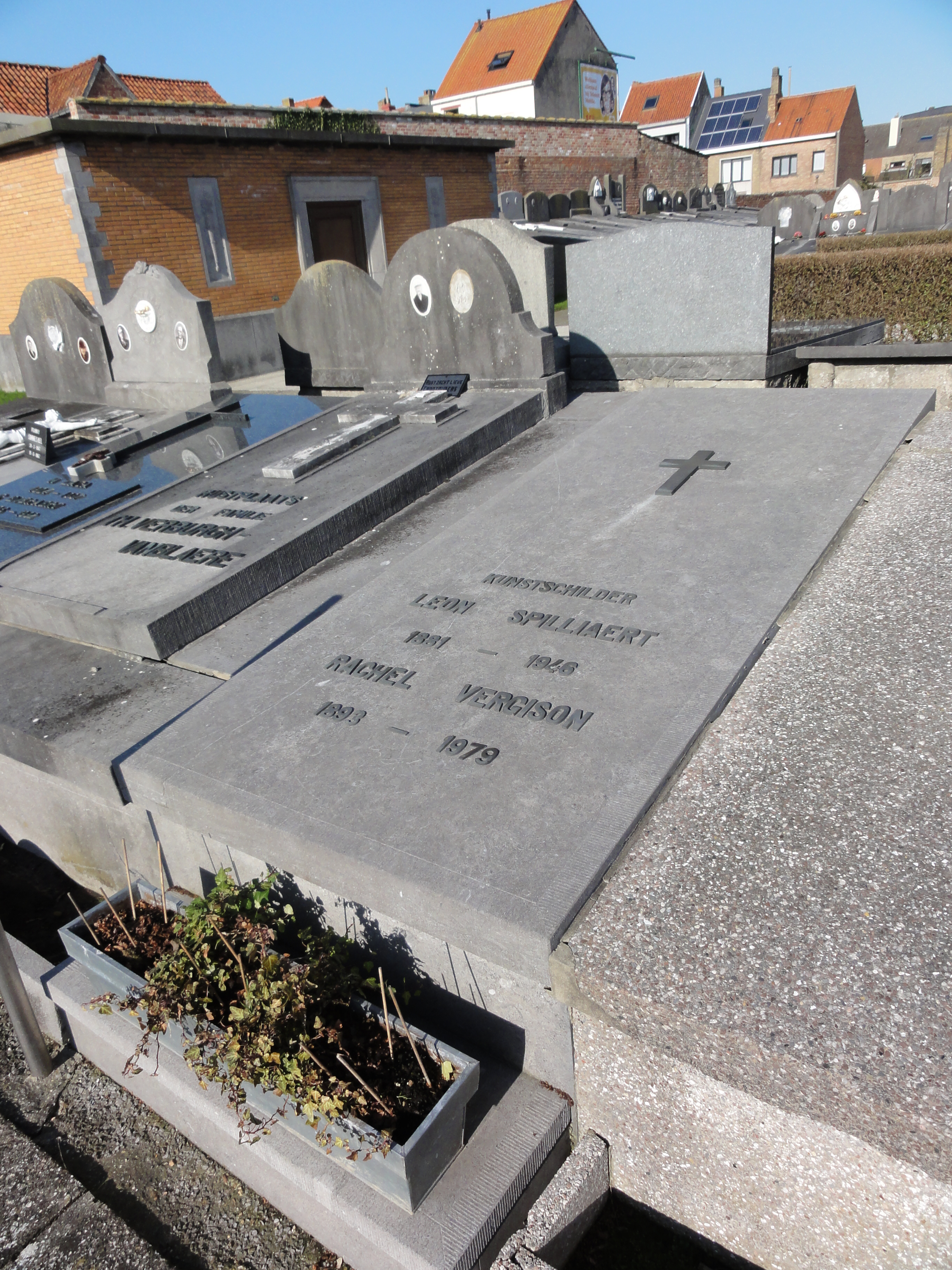
Graf van Léon Spilliaert op de Begraafplaats Stuiverstraat
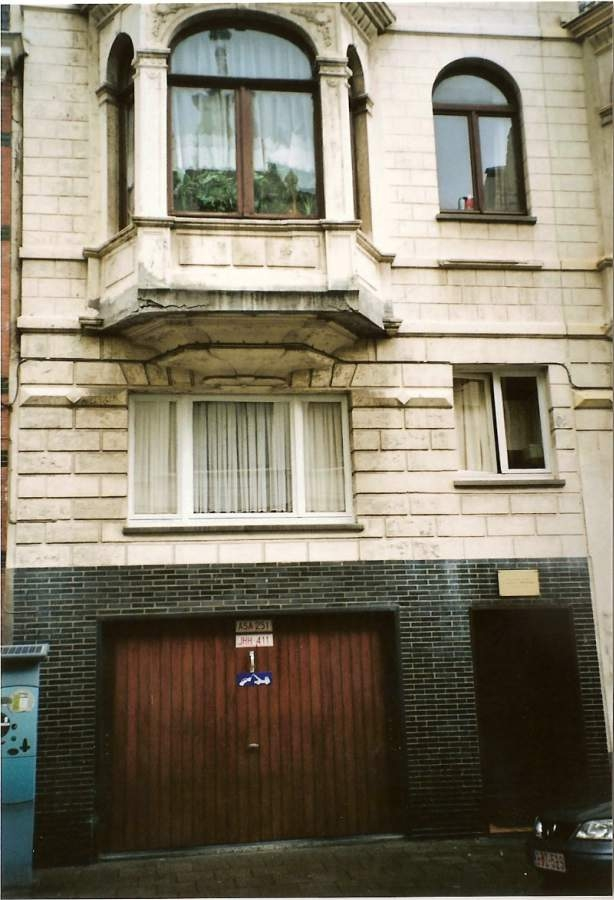
Woonplaats van Léon Spilliaert in de Léon Spilliaertstraat, Oostende
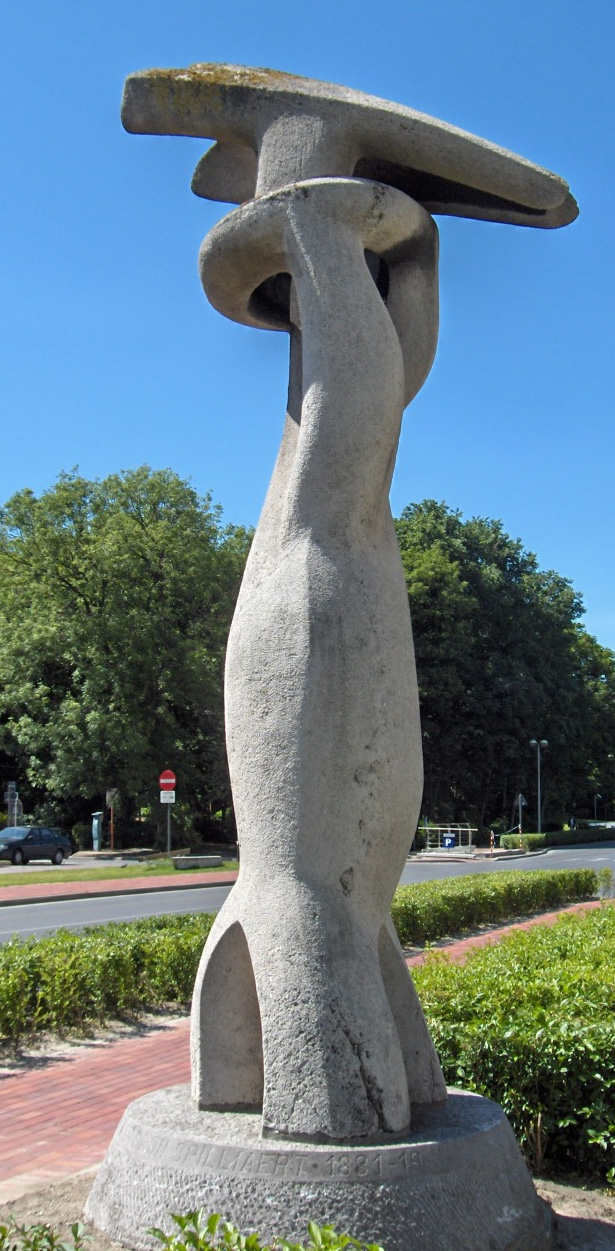
Hulde aan Spilliaert, Oostende, beeld door Gerard Holmens
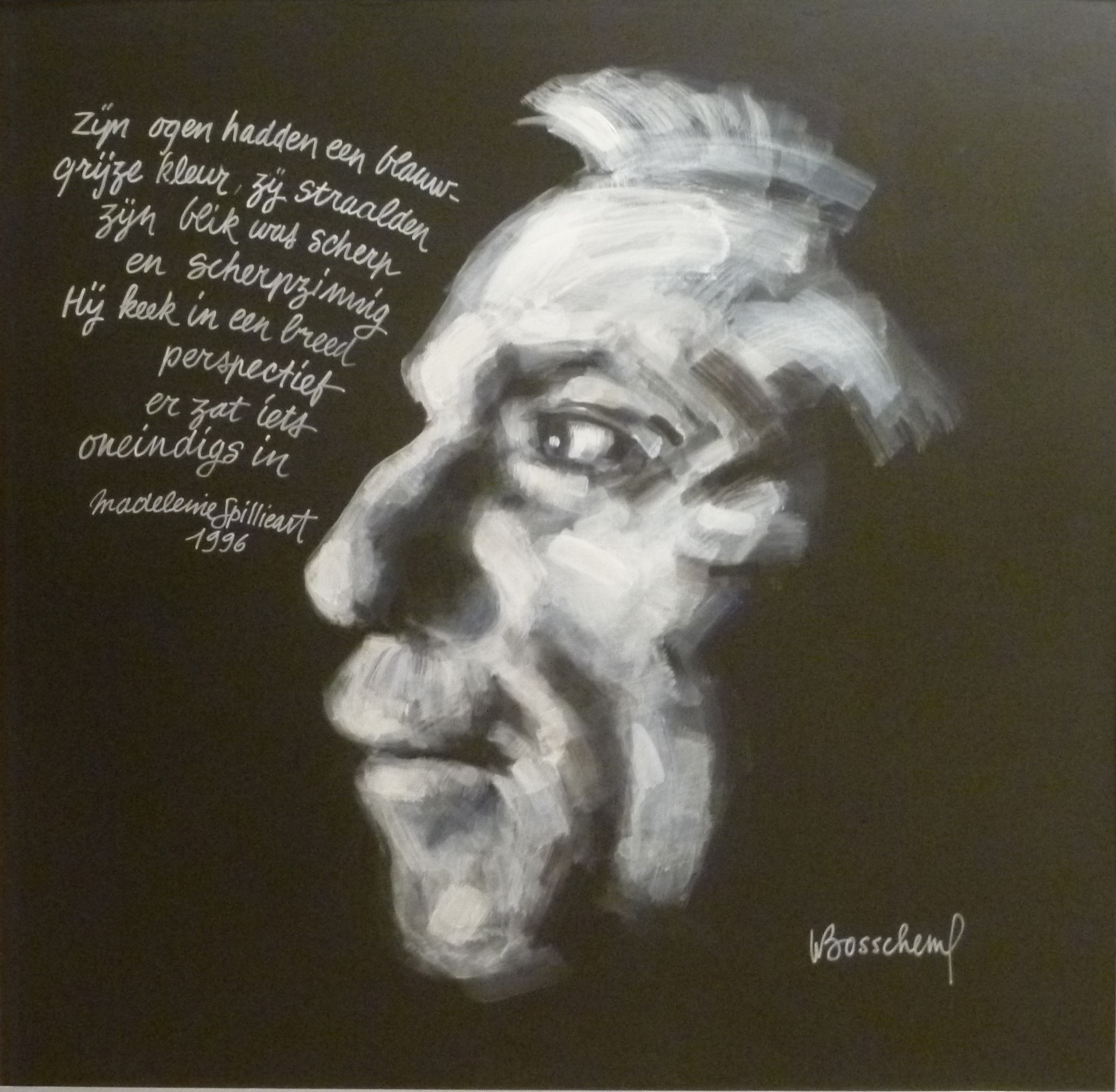
Portret van Léon Spilliaert door Willy Bosschem

## Trivia
- Léon Spilliaert was de achterneef van de Oostendse kunstschilder Emile Spilliaert, die een parapluwinkel uitbaatte naast de parfumeriezaak van de vader van Léon Spilliaert.
- Hij komt ook even voor in de korte speelfilm Une idylle à la plage van Henri Storck uit 1932, met als andere figuranten de Oostendse kunstschilders James Ensor en Félix Labisse.